# Liste der Biografien/Dre
Liste der Biografien |
Portal Biografien |
Personensuche
# |
A |
B |
C |
D |
E |
F |
G |
H |
I |
J |
K |
L |
M |
N |
O |
P |
Q |
R |
S |
T |
U |
V |
W |
X |
Y |
Z |
?
 
Da |
Db |
Dc |
Dd |
De |
Dg |
Dh |
Di |
Dj |
Dk |
Dl |
Dm |
Dn |
Do |
Dq |
Dr |
Ds |
Du |
Dv |
Dw |
Dy |
Dz
 
Dra |
Drb |
Drc |
Drd |
Dre |
Drg |
Dri |
Drj |
Drk |
Drl |
Drm |
Drn |
Dro |
Drp |
Drs |
Drt |
Dru |
Drv |
Dry |
Drz
Die Liste der Biografien führt alle Personen auf, die in der deutschsprachigen Wikipedia einen Artikel haben. Dieses ist eine Teilliste mit 1054 Einträgen von Personen, deren Namen mit den Buchstaben „Dre“ beginnt.

## Dre
- Dre, US-amerikanischer Hip-Hop-Produzent

### Drea
- Drea, Edward J. (* 1944), US-amerikanischer Militärhistoriker
- Drea, Seán (* 1947), irischer Ruderer
- Dread, Mikey (1954–2008), jamaikanischer Sänger und Produzent
- Dream (* 1999), amerikanischer YouTuber und Twitch-StreamerDream (* 1999)

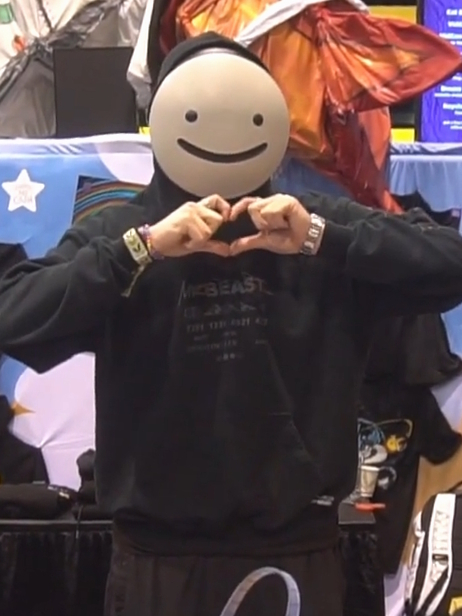
Dream (* 1999)

- Dreamer, Tommy (* 1971), US-amerikanischer Wrestler
- Dreamer, Wesley (* 2000), US-amerikanischer Basketballspieler
- Dreares, Al (1927–2011), US-amerikanischer Jazzschlagzeuger
- Dreaver, Mary (1887–1961), neuseeländische Klavierlehrerin, Frauenrechtlerin und Politikerin der New Zealand Labour Party

### Dreb
- Drebbel, Cornelis Jacobszoon (1572–1633), niederländischer Erfinder, Physiker und Mechaniker
- Drebber, Moritz von (1892–1968), deutscher Generalmajor im Zweiten Weltkrieg
- Drebenstedt, Carsten (* 1959), deutscher Bergingenieur
- Dreber, Heinrich (1822–1875), deutscher Maler
- Drebes, Christian (1828–1900), deutscher Gutsbesitzer und Politiker
- Drebes, Dieter (* 1937), deutscher Fußballspieler
- Drebin, David (* 1970), kanadischer Werbefotograf und Modefotograf
- Drebing, Hans (1923–2015), deutscher Brigadegeneral des Heeres
- Dreblow, Max (1869–1927), deutscher Fotograf
- Dreblow, Sophie (* 1998), deutsche Volleyballspielerin
- Drebusch, Günter (1925–1998), deutscher Maler
- Drebusch, Thomas (* 1956), deutscher Kommunikationsdesigner, Fotograf und Kunsthistoriker
- Drebusch, Vera (* 1986), deutsche Bildende Künstlerin

### Drec
- Drechsel, Anton Johann von (1752–1817), kaiserlicher Feldmarschall-Lieutenant und Ritter des Maria-Theresia-Ordens
- Drechsel, Auguste, deutsche Politikerin (USPD), MdL
- Drechsel, Bart (* 1952), Bobfahrer von den Niederländischen Antillen
- Drechsel, Bernd (1953–2017), deutscher Ringer
- Drechsel, Edgar (1927–2010), deutscher Batik-Künstler, Maler und Grafiker
- Drechsel, Edmund (1843–1897), physiologischer Chemiker
- Drechsel, Ewald (1926–1990), deutscher Politiker (SPD), Bürgermeister und MdL Bayern
- Drechsel, Gottfried (1928–2009), deutscher Politiker (SED), MdV, Funktionär der VdgB
- Drechsel, Hans (1904–1946), deutscher Kommunalpolitiker (NSDAP)
- Drechsel, Herwig (* 1973), österreichischer Fußballspieler
- Drechsel, Karl Joseph von (1778–1838), deutscher Ministerialbeamter in Bayern
- Drechsel, Karlheinz (1930–2020), deutscher Musikjournalist und Jazzmusiker
- Drechsel, Kerstin (* 1966), deutsche Malerin
- Drechsel, Marga (1931–2023), deutsche Batik-Künstlerin, Malerin und Grafikerin
- Drechsel, Margot (1908–1945), deutsche Aufseherin in Konzentrationslagern
- Drechsel, Max (1900–1960), deutscher Politiker (SPD), MdL Bayern
- Drechsel, Max Ulrich Graf von (1911–1944), deutscher Berufsoffizier und Widerstandskämpfer
- Drechsel, Oliver (* 1973), deutscher Konzertpianist
- Drechsel, Paul (1888–1953), deutscher Politiker (NSDAP), MdR
- Drechsel, Paul (1944–2025), deutscher Kulturwissenschaftler
- Drechsel, Sammy (1925–1986), deutscher Journalist und Sportreporter
- Drechsel, Thomas (* 1987), deutscher SchauspielerThomas Drechsel (* 1987)

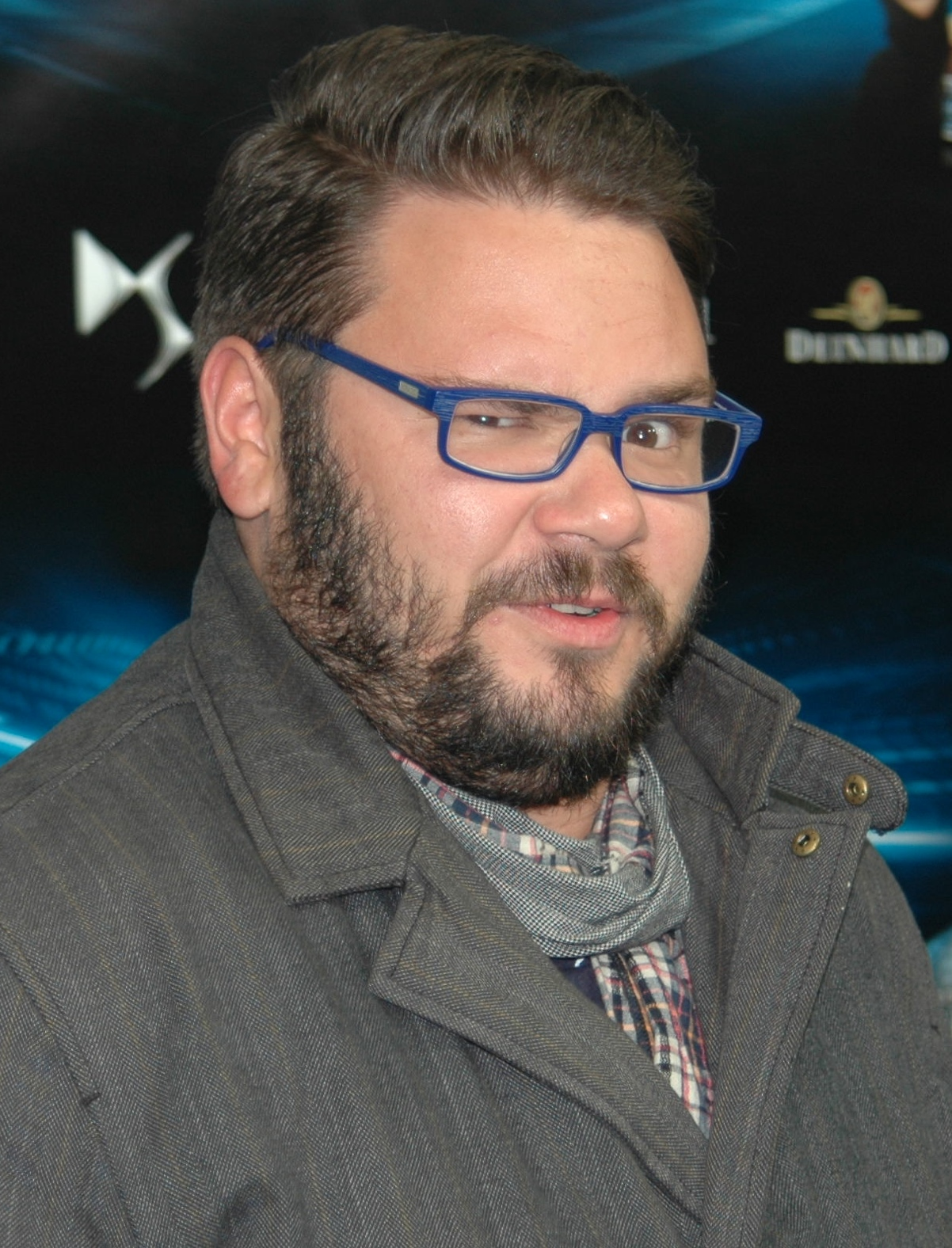
Thomas Drechsel (* 1987)

- Drechsel, Walter (1902–1977), deutscher Ingenieur, Unternehmer und Politiker (FDP), MdB
- Drechsel, Wolfgang (* 1951), deutscher evangelischer Theologe
- Drechsel-Grau, Daniel (* 1976), deutscher Regisseur
- Drechsler Adamson, Bertha (1848–1924), englische Geigerin, Dirigentin und Musikpädagogin
- Drechsler Adamson, Lina (1876–1960), kanadische Geigerin und Musikpädagogin
- Drechsler Hamilton, Emmy (1850–1899), englische Geigerin und Musikpädagogin
- Drechsler, Adolf (1815–1888), deutscher Astronom, Meteorologe und Philosoph
- Drechsler, Angela (1883–1961), deutsche Heimatforscherin und Musiklehrerin
- Drechsler, Arthur (1882–1922), deutscher Politiker (SPD, USPD), MdL
- Drechsler, August (1821–1897), deutscher Jurist, Mitglied der Frankfurter Nationalversammlung
- Drechsler, August Henning (1802–1885), deutscher Verwaltungsjurist und Politiker
- Drechsler, Benedict (1651–1690), sächsischer Bergverständiger und Chemiker
- Drechsler, Benedict junior (* 1678), sächsischer Goldarbeiter und Unternehmer
- Drechsler, Christina (1978–2022), deutsche Schauspielerin
- Drechsler, Christoph (1804–1850), deutscher lutherischer Theologe und Hochschullehrer
- Drechsler, Clara (* 1961), deutsche Autorin und Übersetzerin
- Drechsler, Erich (1903–1979), deutscher Maler, Grafiker und Nervenarzt
- Drechsler, Erich (1934–2015), deutscher Sportlehrer und Leichtathletiktrainer
- Drechsler, Florian (* 1978), deutscher Filmeditor
- Drechsler, Franz Xaver (1823–1906), deutscher Politiker (Bayern) und Landwirt
- Drechsler, Friedrich (1906–1998), deutscher Maschinenbauingenieur, Präsident der Reichsbahndirektion München
- Drechsler, Fritz (1861–1922), deutscher Architekt
- Drechsler, Fritz (1923–2013), deutscher Jockey und Trainer
- Drechsler, Gertrud (1896–1984), deutsche Mundartdichterin des Erzgebirges
- Drechsler, Gustav (1807–1850), deutscher Forstbeamter, Hochschullehrer, Autor und Politiker
- Drechsler, Gustav (1833–1890), deutscher Agrarwissenschaftler und Politiker, MdR
- Drechsler, Hanno (1931–2003), deutscher Politiker (SPD), Oberbürgermeister von Marburg
- Drechsler, Hans-Alexander (1923–2002), deutscher Politiker (SPD), MdL
- Drechsler, Heike (* 1964), deutsche Leichtathletin der DDR und Deutschlands, Politikerin (SED), MdVHeike Drechsler (* 1964)

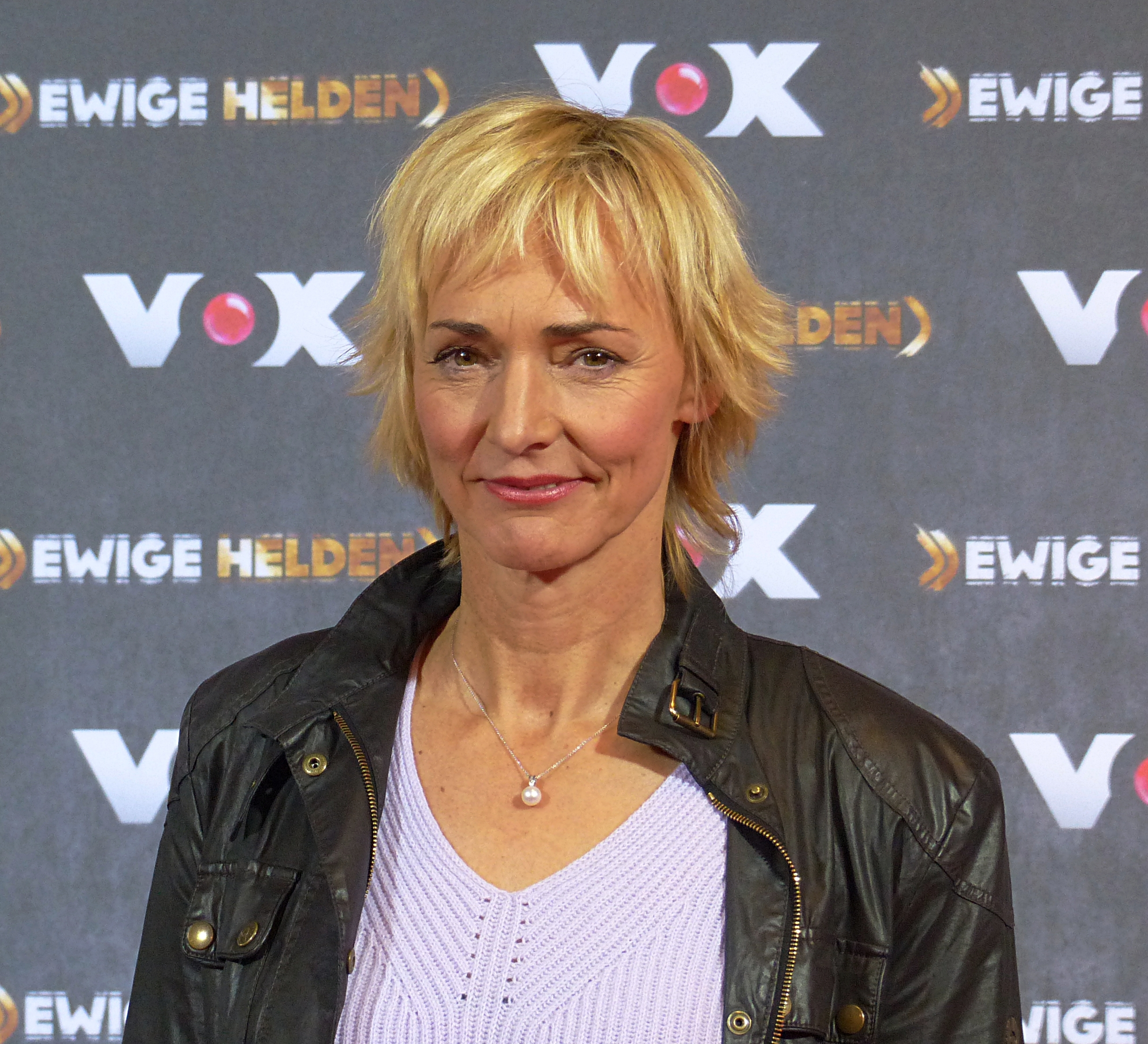
Heike Drechsler (* 1964)

- Drechsler, Hermann (1861–1935), deutscher Liederkomponist
- Drechsler, Hermann (1876–1951), deutscher Redakteur, Kommunalpolitiker (USPD/KPD/SED)
- Drechsler, Horst (1927–2004), deutscher Historiker
- Drechsler, Johann Baptist (1756–1811), österreichischer Maler
- Drechsler, Joseph (1782–1852), österreichischer Komponist und Musikpädagoge
- Drechsler, Karl (1800–1873), deutscher Cellist
- Drechsler, Karl (* 1932), deutscher Historiker
- Drechsler, Karl Wilhelm (1900–1961), deutscher Komponist und Pianist
- Drechsler, Klaus (* 1940), deutscher Maler, Grafiker und Plastiker
- Drechsler, Louis (1827–1860), deutscher Cellist
- Drechsler, Massimo, deutscher Schlagwerker und Schlagzeuger
- Drechsler, Moritz Reinhard (1845–1917), deutscher Politiker
- Drechsler, Otto (1837–1902), deutscher Verwaltungsjurist und Politiker
- Drechsler, Otto-Heinrich (1895–1945), Bürgermeister von Lübeck und Generalkommissar von LettlandOtto-Heinrich Drechsler (1895–1945)

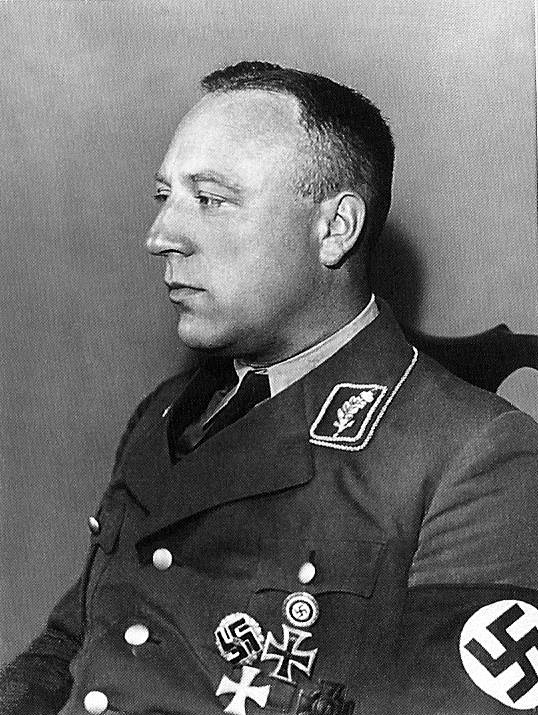
Otto-Heinrich Drechsler (1895–1945)

- Drechsler, Paul Helmut (1916–1960), deutscher Tierfotograf und -filmer
- Drechsler, Petra (* 1955), deutsche Schauspielerin
- Drechsler, Reinhard (* 1948), deutscher Radsportler
- Drechsler, Rolf (* 1969), deutscher Informatiker und Professor für Rechnerarchitektur
- Drechsler, Rudolf (* 1876), deutscher Reichsgerichtsrat
- Drechsler, Ulrich (* 1969), deutscher Jazzmusiker und Komponist
- Drechsler, Werner (1923–1944), deutscher U-Boot-Fahrer (U 118) der Kriegsmarine im Zweiten Weltkrieg
- Drechsler, Wolfgang (* 1963), deutscher Politologe
- Drecke, Christian (* 1985), deutscher Handballspieler
- Drecker, Anneli (* 1969), deutsch-norwegische Sängerin
- Drecker, Roswitha (* 1939), deutsche Politikerin (CDU), MdL
- Dreckkötter, Marco, deutscher Musiker und Filmkomponist
- Dreckmann, Hans (1884–1972), deutscher Politiker, MdHB
- Dreckmann, Hans-Josef (* 1938), deutscher Fernsehjournalist
- Dreckmann, Kathrin, deutsche Medienkulturwissenschaftlerin
- Dreckmann, Ute (* 1950), deutsche Politikerin (FDP), MdL
- Drecoll, Axel (* 1974), deutscher Historiker
- Drecoll, Christoph (1851–1939), deutscher Couturier und Kostümbildner
- Drecoll, Ralf (1944–2012), deutscher Leichtathlet
- Drecoll, Volker Henning (* 1968), deutscher Theologe und Kirchenhistoriker

### Dred
- DRedd, Nizam (* 1989), kasachischer uigurischer Abstammung
- Dredge, Bradley (* 1973), walisischer Golfsportler
- Dredge, Doreen (* 1931), kanadische Hochspringerin

### Dree
- Dree Low (* 1994), schwedischer Rapper
- Dreeben, Michael (* 1954), US-amerikanischer Jurist
- Dreeben, Robert, US-amerikanischer Erziehungswissenschaftler
- Dreeke, August (1905–1964), deutscher Gewerkschafter und Verfolgter des Nationalsozialismus
- Dreekmann, Hendrik (* 1975), deutscher Tennisspieler
- Dreelen, John van (1922–1992), niederländischer SchauspielerJohn van Dreelen (1922–1992)

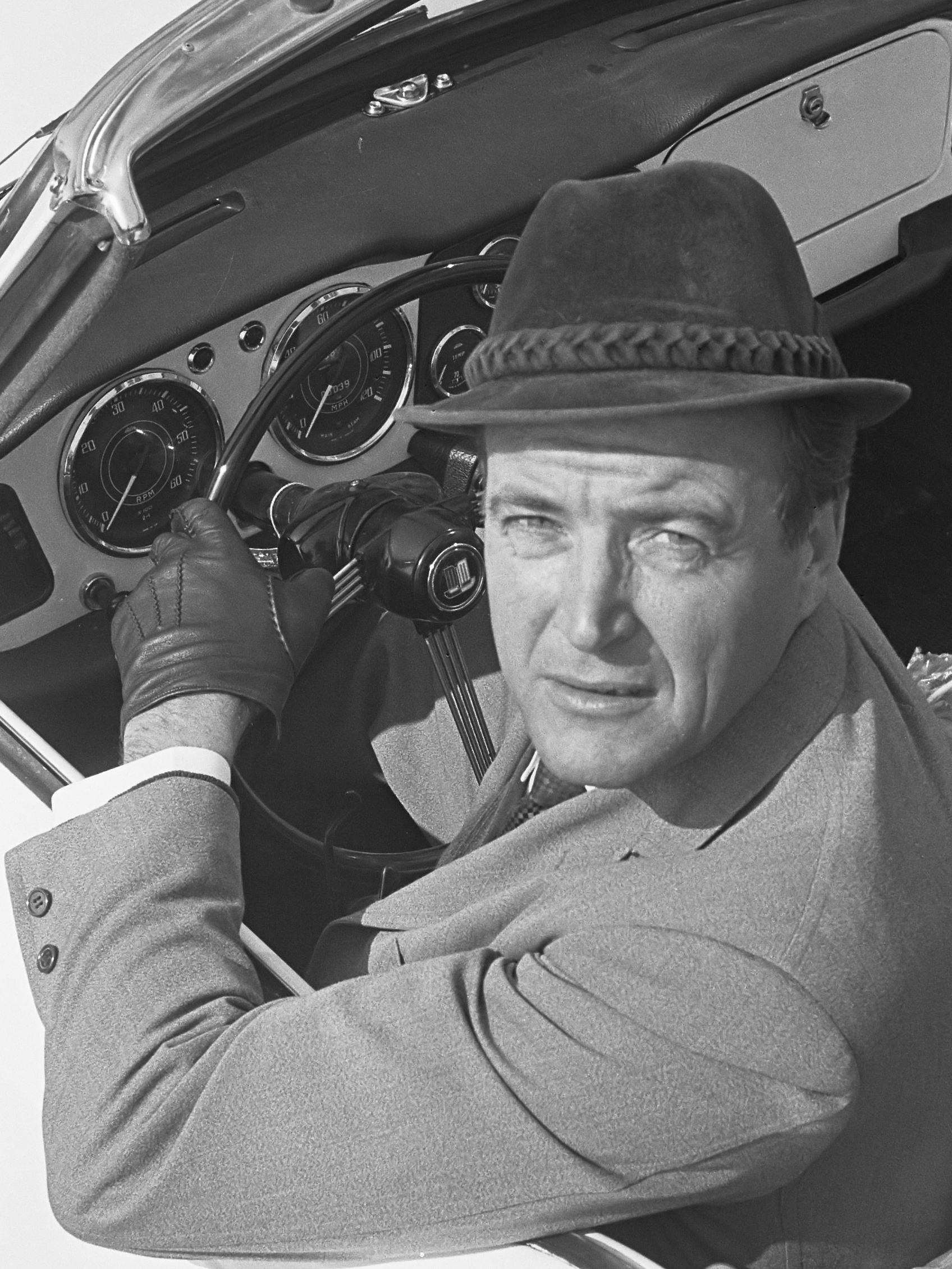
John van Dreelen (1922–1992)

- Dreer, Gabriel († 1631), deutscher Maler und Zeichner
- Drees, Alfred (* 1930), deutscher Arzt, Hochschullehrer, Psychiater, Psychoanalytiker und Autor
- Drees, Broder (1946–2025), deutscher Gastronom und Unternehmer
- Drees, Claudia, deutsche Biologin
- Drees, Erika (1935–2009), deutsche Bürgerrechtlerin
- Drees, Gerhard (1925–2015), deutscher Bauingenieur, Hochschullehrer und Unternehmer
- Drees, Gerhard (* 1956), deutscher Erziehungswissenschaftler, Hochschullehrer
- Drees, Jan (* 1979), deutscher Schriftsteller und Journalist
- Drees, Joachim (* 1964), deutscher ManagerJoachim Drees (* 1964)

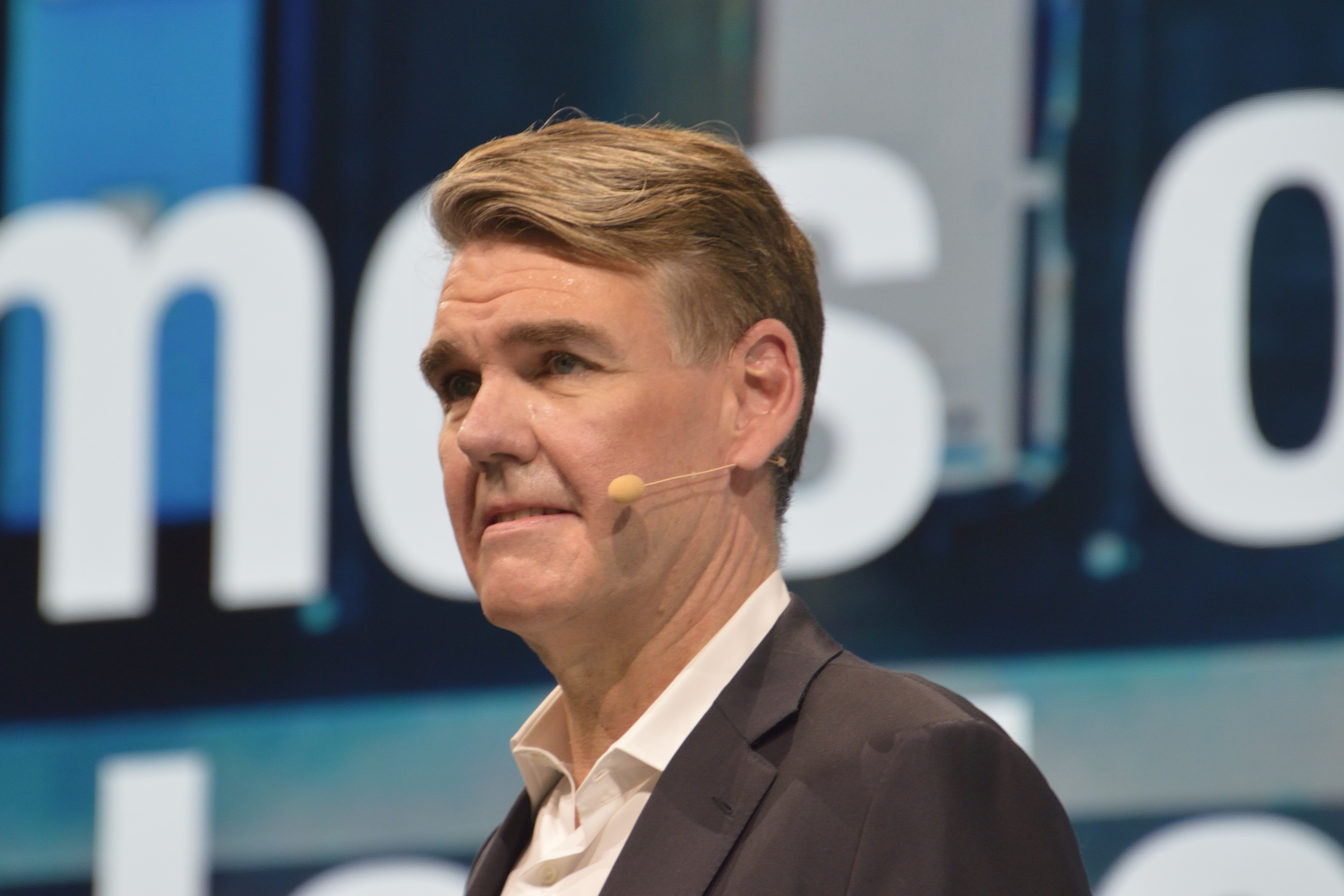
Joachim Drees (* 1964)

- Drees, Jochen (* 1970), deutscher Arzt und Fußballschiedsrichter
- Drees, Johannes (1894–1944), deutscher Politiker (Zentrum), MdR
- Drees, Kurt (1925–1998), deutscher Politiker (CDU)
- Drees, Mathilde (1862–1938), deutsche Pädagogin und Politikerin (DDP), MdL
- Drees, Oskar (1889–1968), deutscher Pädagoge, Politiker und Sportfunktionär
- Drees, Stefan (* 1966), deutscher Musikwissenschaftler und Hochschullehrer
- Drees, Willem (1886–1988), niederländischer Politiker (PvdA, Ministerpräsident 1948–1958)
- Drees, Willem jr. (1922–1998), niederländischer Politiker
- Dreesbach, Anne (* 1971), deutsche Verlegerin, Buchgestalterin und Autorin
- Dreesbach, August (1844–1906), deutscher Politiker, MdR
- Dreesbach, Martha (1929–1980), deutsche Kunsthistorikerin und Museumsdirektorin
- Dreesen, Adelbert (1828–1918), deutscher Lehrer, Schriftsteller und Dichter
- Dreesen, Erik (1971–2013), deutscher Bodybuilder und Kraftsportler
- Dreesen, Jan-Christian (* 1967), deutscher Fußballfunktionär
- Dreesen, Lilly Charlotte (* 2000), deutsche Schauspielerin
- Dreesen, Ulrich (* 1952), deutscher Diplomat
- Dreesen, Wilhelm (1840–1926), deutsch-dänischer Fotograf
- Dreesen, Willi (1928–2013), Schweizer Maler, Zeichner und Illustrator
- Dreesen, Willrath (1878–1950), deutscher Redakteur, Kurdirektor und Schriftsteller
- Dreesen-Horn, Dora (1878–1966), deutsche Malerin
- Dreesmann, Ewald (1940–1986), deutscher Politiker (SPD), MdL
- Dreesmann, Gisela, deutsche Hockeyspielerin
- Dreetz, Ekkehard (* 1954), deutscher Ingenieur und Hochschullehrer
- Dreezy (* 1994), US-amerikanische Sängerin, Songschreiberin und Rapperin

### Dref
- Drefahl, Günther (1922–2013), deutscher Chemiker und Politiker (Kulturbund), MdV
- Drefahl, Udo (* 1940), deutscher Politiker (SPD)
- Drefenstedt, Edgar (1921–2009), deutscher Pädagoge und Didaktiker in der DDR
- DrefGold (* 1997), italienischer Rapper
- Drefke, Ekkehard (1939–2015), deutscher Künstler
- Drefuss, Berendt, deutscher Glockengießer

### Dreg
- Drege, André (1999–2024), norwegischer RadrennfahrerAndré Drege (1999–2024)

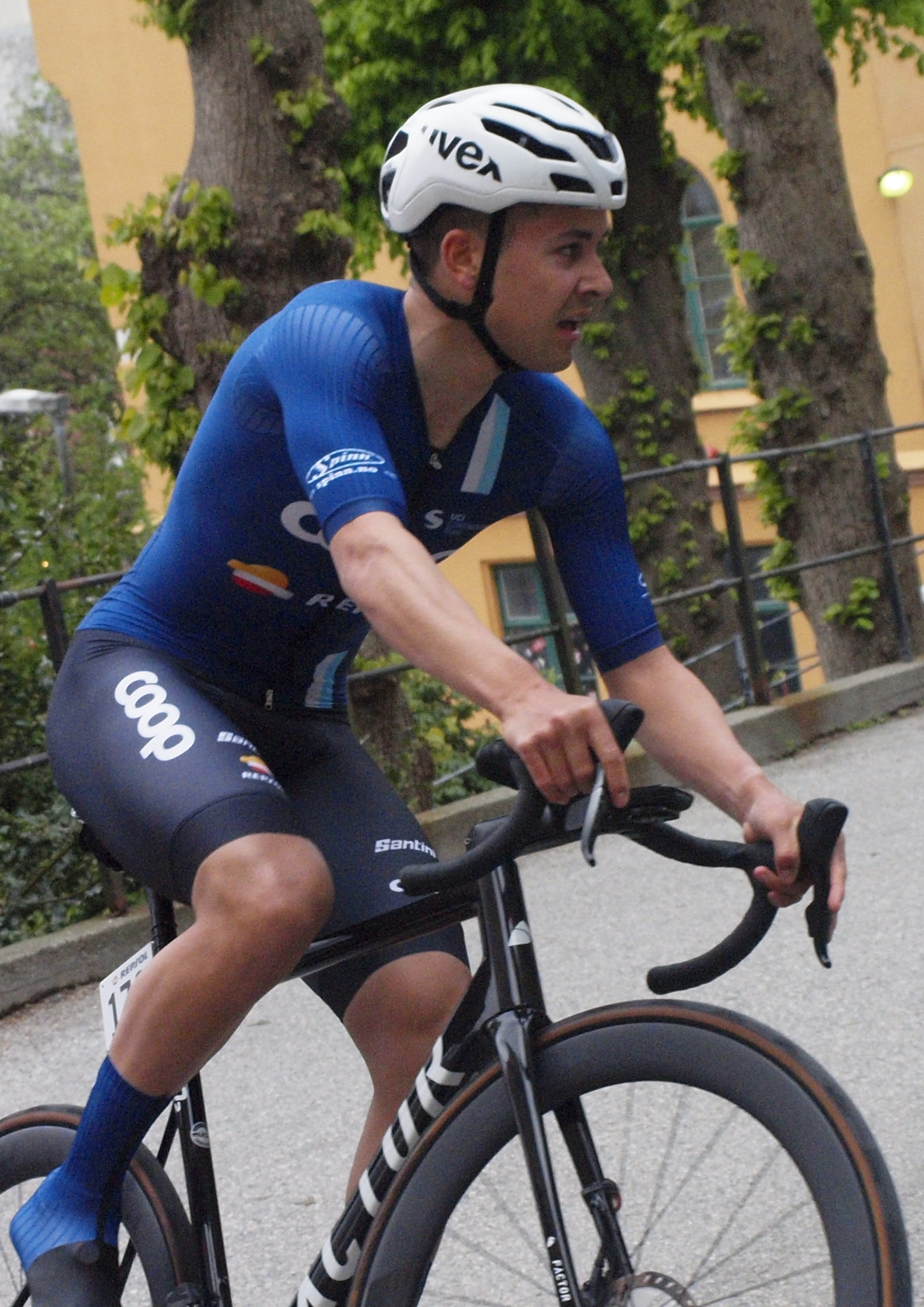
André Drege (1999–2024)

- Drege, Hans, deutscher Bildschnitzer der Renaissance
- Dregen (* 1973), schwedischer Gitarrist, Songwriter und Gründungsmitglied der Rockband Backyard Babies
- Dreger, Alfred (1888–1979), deutscher Gewerkschaftssekretär und Senator der Hansestadt Lübeck
- Dreger, Anton (* 1996), deutscher Schauspieler
- Dreger, Brigitte (* 1943), deutsche Juristin und ehemalige Richterin
- Dreger, Egon (1899–1970), deutscher Spanienkämpfer und DDR-Diplomat
- Dreger, Friedrich von (1699–1750), Beamter in der preußischen Provinz Pommern, Geschichtsforscher
- Dreger, Gottfried, Titularbischof von Constantia in Phoenicia und Weihbischof
- Dreger, Hans (1904–1981), deutscher Germanist, Pädagoge und Hochschullehrer
- Dreger, Julius (1861–1945), österreichischer Geologe und Paläontologe
- Dreger, Moritz (1868–1939), österreichischer Kunsthistoriker
- Dreger, Tom von (1868–1948), österreichischer Maler
- Dregger, Alfred (1920–2002), deutscher Politiker (CDU), MdL, MdBAlfred Dregger (1920–2002)

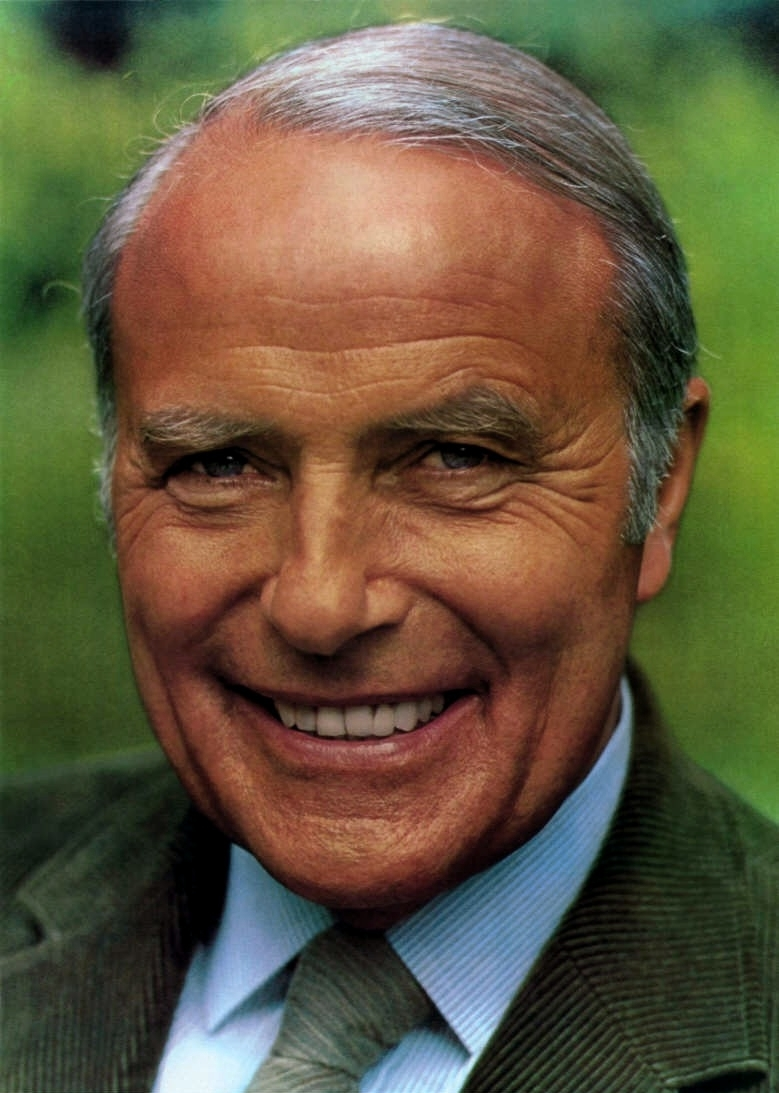
Alfred Dregger (1920–2002)

- Dregger, Burkard (* 1964), deutscher Politiker (CDU), MdA
- Dregorius, Jade-Eleena, Schauspielerin und Stuntfrau

### Dreh
- Dreher, Alfons (1896–1980), deutscher Lehrer, Historiker und Archivar
- Dreher, Andreas (1872–1953), deutscher Politiker (SPD) und ehemaliger Abgeordneter der verfassungsgebenden Versammlung des Landtags des freien Volksstaates Württemberg
- Dreher, Angelus (1741–1809), Dominikaner und Komponist der Vorklassik (Mannheimer Schule)
- Dreher, Anselm (* 1940), deutscher Galerist und Herausgeber
- Dreher, Ansgar (1912–1990), deutscher Benediktiner und Künstler
- Dreher, Anton junior (1849–1921), österreichischer Erfinder, Unternehmer und Politiker, Landtagsabgeordneter
- Dreher, Anton senior (1810–1863), österreichischer Brauereiunternehmer und Politiker, Landtagsabgeordneter
- Dreher, Barbro (* 1957), deutsche politische Beamtin
- Dreher, Bernd (* 1966), deutscher Fußballtorwart und Torwarttrainer
- Dreher, Bruno (1911–1971), deutscher katholischer Theologe
- Dreher, Burkhard (* 1944), deutscher Volkswirt, Verwaltungsbeamter, Manager und Politiker (SPD)
- Dreher, Carl (1896–1976), austroamerikanischer Tontechniker sowie Fachautor
- Dreher, Christian (* 1970), deutscher Tischtennisspieler
- Dreher, Christoph (* 1952), deutscher Autor, Filmemacher und Musiker
- Dreher, Claudia (* 1971), deutsche Langstreckenläuferin
- Dreher, Eduard (1907–1996), deutscher Jurist und hoher Ministerialbeamter
- Dreher, Emil (1901–1981), deutscher Elektrotechniker und NS-Sportfunktionär
- Dreher, Erich (1919–1996), deutscher Fußballspieler
- Dreher, Eugen von (1859–1925), württembergischer Regierungspräsident
- Dreher, Franz (1898–1977), deutscher Politiker (Zentrum, CDU), MdL
- Dreher, Franz Anton (1736–1820), österreichischer Unternehmer
- Dreher, Georg Christoph (1609–1682), sachsen-altenburgischer Hofrat, Gesandter der sächsischen Fürstenhäuser am Reichstag in Regensburg
- Dreher, Gerhard (1924–2008), deutscher Glas- und Objektkünstler
- Dreher, Gustav (* 1880), deutscher Fußballfunktionär
- Dreher, Hans (1931–2021), Schweizer Architekt
- Dreher, Hans Hubert (1856–1895), deutscher Architekt
- Dreher, Hans-Dieter (* 1972), deutscher SpringreiterHans-Dieter Dreher (* 1972)

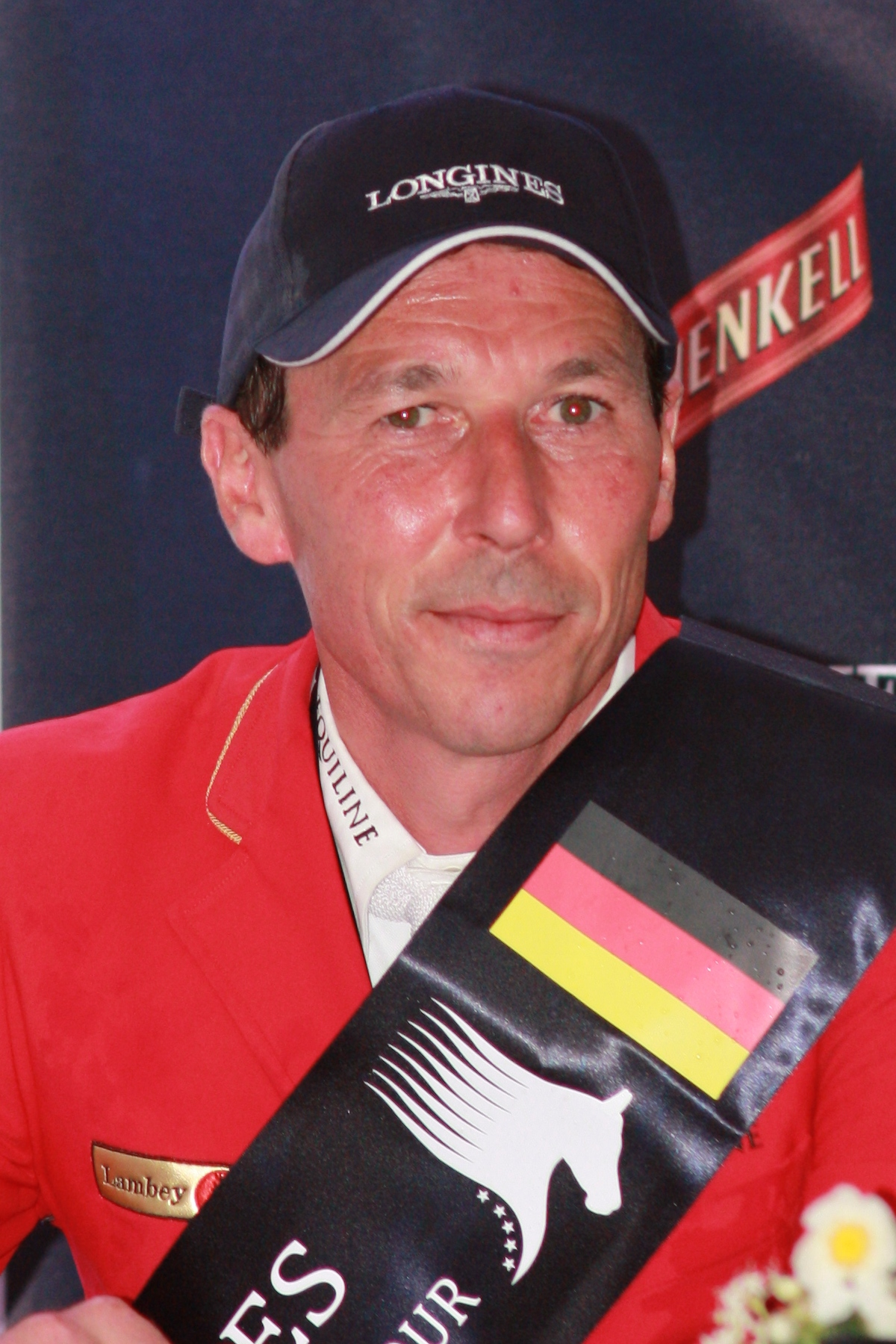
Hans-Dieter Dreher (* 1972)

- Dreher, Helmut (1932–1984), deutscher Leichtathlet
- Dreher, Herbert (1916–2010), deutscher Diplomat
- Dreher, Herbert (* 1961), deutscher Ingenieur und Hochschullehrer
- Dreher, Horst (* 1955), deutscher Fußballspieler
- Dreher, Jenny (1901–1981), deutsche Schauspielerin, Volkssängerin und Musiktheaterregisseurin
- Dreher, Johann (1936–2025), deutscher Diplomat
- Dreher, Josef (1896–1963), österreichischer Politiker
- Dreher, Joseph (1884–1941), französischer Mittel- und Langstreckenläufer
- Dreher, Joseph Anton (1794–1849), deutscher Orgelbauer
- Dreher, Karl (1848–1906), deutscher Mühlenbesitzer und badischer Parlamentarier
- Dreher, Karl (1909–2001), deutscher Bienenkundler
- Dreher, Klaus (1929–2016), deutscher Journalist und Publizist
- Dreher, Konrad (1859–1944), deutscher Film- und Theaterschauspieler, Charakter- und Gesangskomiker in der Stimmlage Tenorbuffo
- Dreher, Lachlan (* 1967), australischer Hockeyspieler
- Dreher, Leopold (1896–1941), galizischer Advokat und Esperantist
- Dreher, Marc Oliver (* 1964), deutscher Herstellungsleiter, Filmproduktionsleiter und Produzent
- Dreher, Martin (* 1953), deutscher Althistoriker
- Dreher, Max (1886–1967), deutscher Orgelbauer
- Dreher, Meinrad (1763–1838), deutscher Orgelbauer
- Dreher, Meinrad (* 1955), deutscher Rechtswissenschaftler und Hochschullehrer
- Dreher, Michael (1944–2023), Schweizer Politiker (FPS)
- Dreher, Michael (* 1973), deutscher Mathematiker und Hochschullehrer
- Dreher, Michael (* 1974), deutscher Filmregisseur, Drehbuchautor und Filmproduzent
- Dreher, Peter (1932–2020), deutscher Maler und Grafiker
- Dreher, Philipp (1839–1874), deutscher Lehrer und Mitglied der deutschen Tempelgesellschaft
- Dreher, Richard (1875–1932), deutscher Künstler
- Dreher, Rod (* 1967), US-amerikanischer Journalist und SchriftstellerRod Dreher (* 1967)

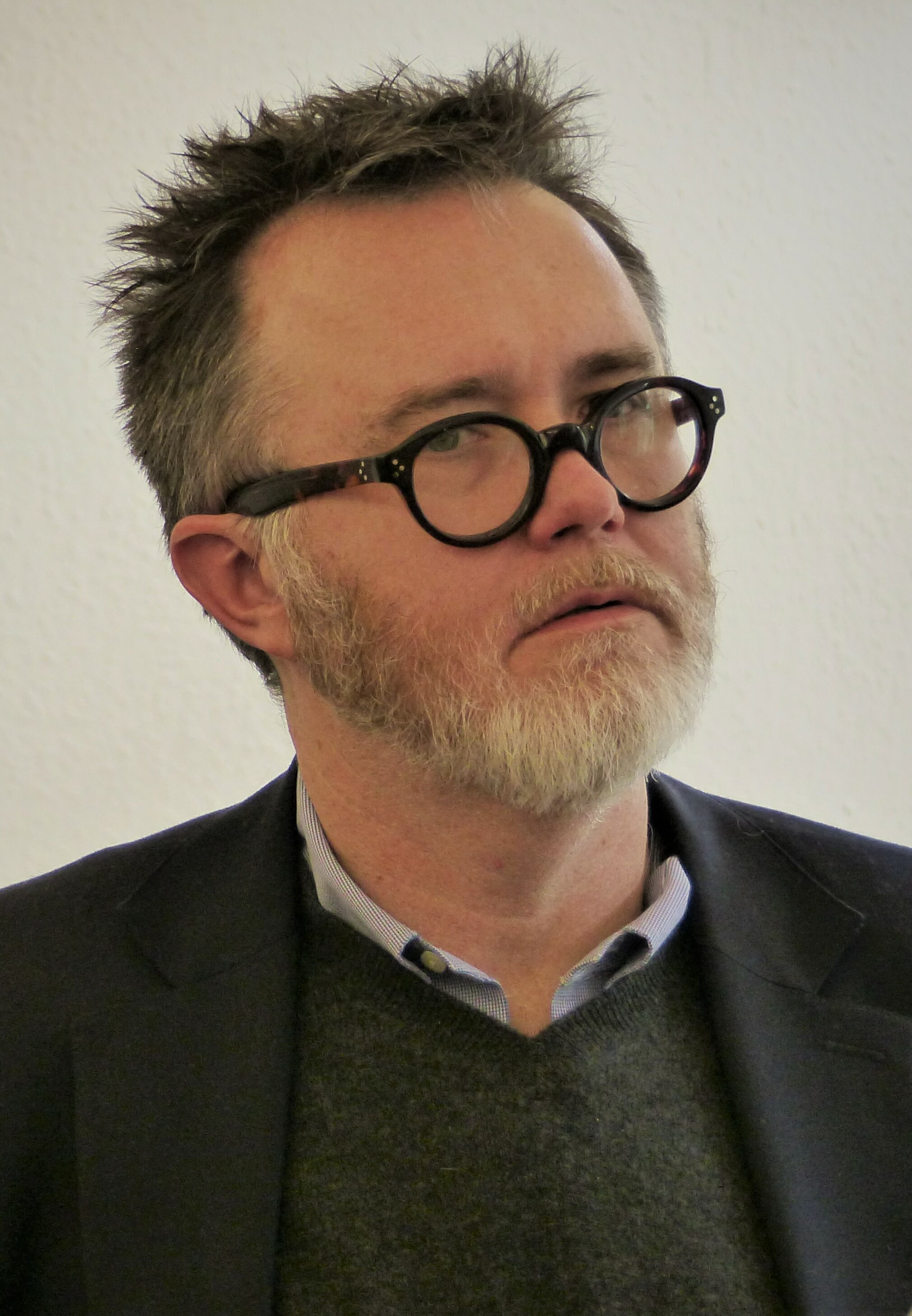
Rod Dreher (* 1967)

- Dreher, Stefan (* 1960), deutscher Jurist und Politiker (AfD), MdL
- Dreher, Stefan (* 1966), deutscher Choreograph und Tänzer
- Dreher, Uwe (1960–2016), deutscher Fußballspieler
- Dreher, Wilhelm (1892–1969), deutscher Politiker (NSDAP), MdR
- Dreher, Wolfgang (* 1945), deutscher Jurist, Richter am Bundessozialgericht
- Dreher-Adenuga, Toni (* 1999), deutsches Model
- Dreher-Richels, Gisela (1924–2020), deutsche Künstlerin und freie Schriftstellerin
- Drehkopf, Kathrin, deutsche Journalistin und Moderatorin
- Drehmann, Gustav (1869–1932), deutscher Orthopäde und Hochschullehrer
- Drehmann, Lorenz (1915–1992), deutscher wissenschaftlicher Bibliothekar
- Drehmann, Willi (* 1938), deutscher Fußballspieler
- Drehmanns, Josephus (1843–1913), 17. Bischof von Roermond
- Drehmel, Jörg (* 1945), deutscher Leichtathlet und Olympiamedaillengewinner
- Drehsen, Volker (1949–2013), deutscher evangelischer Theologe und Hochschullehrer
- Drehsler, Alex W (* 1948), US-amerikanischer Journalist und Filmproduzent

### Drei
- Drei, Ercole (1886–1973), italienischer Bildhauer
- Dreiband-Burman, Bari, Maskenbildnerin und Spezialeffektkünstlerin
- Dreibergs, Dzintars (* 1981), lettischer Regisseur
- Dreibholtz, Christiaan Lodewijk Willem (1799–1874), niederländischer Marinemaler, Aquarellist und Lithograf
- Dreibrodt, Günter (* 1951), deutscher Handballspieler
- Dreibrodt, Paul (1905–1945), deutscher kommunistischer Widerstandskämpfer gegen den Nationalsozialismus
- Dreibus, Werner (* 1947), deutscher Politiker (Die Linke), MdB
- Dreidemy, Lucile (* 1985), Historikerin und Germanistin
- Dreiden, Jelena Wladimirowna (* 1981), russische Schauspielerin
- Dreiding, André Samuel (1919–2013), Schweizer Chemiker
- Dreidoppel, Heinrich (* 1938), deutscher Kunstpädagoge, Zeichner und Maler
- Dreien, Christina von (* 2001), Autorin von esoterischen Werken und Vertreterin von Verschwörungstheorien
- Dreier Robins, Margaret (1868–1945), US-amerikanische Gewerkschafterin und Frauenrechtlerin
- Dreier, Alfred (1940–2011), deutscher Jurist und Kommunalpolitiker (CSU)
- Dreier, Björn (* 1981), deutscher American-Football-Spieler
- Dreier, Christian (1610–1688), deutscher lutherischer Theologe
- Dreier, Christine (* 1961), deutsche Musikerin und Künstlerin
- Dreier, Christoph (* 1981), österreichischer Skirennläufer
- Dreier, David (* 1952), US-amerikanischer Politiker (Republikanische Partei)
- Dreier, Frederik (1827–1853), dänischer sozialkritischer Autor
- Dreier, Hans (1885–1966), deutscher Künstler und Filmarchitekt
- Dreier, Horst (* 1954), deutscher Jurist und Rechtsphilosoph, Mitglied des Nationalen EthikratesHorst Dreier (* 1954)

Horst Dreier (* 1954)

- Dreier, Joachim († 1630), deutscher Philologe und Pädagoge
- Dreier, Johan F. L. (1775–1833), norwegischer Maler, Zeichner und Illustrator
- Dreier, Josef (1931–2023), deutscher Politiker (CDU), MdL
- Dreier, Karl (1898–1974), deutscher Politiker (NSDAP), MdR
- Dreier, Katherine Sophie (1877–1952), US-amerikanische Malerin, Kunstmäzenin und Kunstsammlerin
- Dreier, Marc (* 1950), amerikanischer ehemaliger Anwalt
- Dreier, Marie-Louise (* 1936), belgisch-schweizerische Schriftstellerin
- Dreier, Mary (1875–1963), US-amerikanische Gewerkschafterin und Frauenrechtlerin
- Dreier, Michael (* 1961), deutscher Politiker (CDU), Bürgermeister von Salzkotten
- Dreier, Patrick (* 1964), deutscher Trompeter
- Dreier, Peter (* 1966), deutscher Kommunalpolitiker (FW)
- Dreier, Ralf (1931–2018), deutscher Rechtswissenschaftler
- Dreier, Richard (1890–1940), deutscher Politiker (NSDAP), MdL
- Dreier, Thomas (* 1957), deutscher Jurist und Hochschullehrer
- Dreier, Verena (* 1985), deutsche Leichtathletin
- Dreier, Veronika (* 1954), österreichische Grafikdesignerin und Objektkünstlerin
- Dreier, Volker (* 1958), deutscher Soziologe und Politologe
- Dreier, Wilhelm (1928–1993), katholischer Wirtschaftswissenschaftler und Sozialethiker
- Dreifert, Hugo (1862–1925), deutscher Jurist und Kommunalpolitiker
- Dreifke, Joachim (* 1952), deutscher Rudersportler
- Dreifuß, Alfred (1902–1993), deutscher Theaterschauspieler, Dramaturg, Regisseur und Publizist
- Dreifuss, Arthur (1908–1993), deutscher Filmregisseur und -produzent sowie Drehbuchautor
- Dreifuß, Jenny (1893–1940), deutsche Gymnasialprofessorin
- Dreifuß, Ludwig (1883–1960), Bürgermeister der Stadt Augsburg
- Dreifuss, Ruth (* 1940), Schweizer Politikerin (SP)
- Dreifuss, Wolf (1782–1860), Rabbiner
- Dreijer, Karin (* 1975), schwedische Musikerin und Sängerin
- Dreikauss, Patrick (* 1970), deutscher Casting Director, Schauspiellehrer und Schauspieler
- Dreikopf, Klaus (* 1943), deutscher Politiker (SPD, CDU), MdL
- Dreikurs, Rudolf (1897–1972), österreichisch-amerikanischer Pädagoge und Psychologe
- Dreilich, Claudius (* 1970), deutscher Rockmusiker
- Dreilich, Herbert (1942–2004), deutscher RockmusikerHerbert Dreilich (1942–2004)

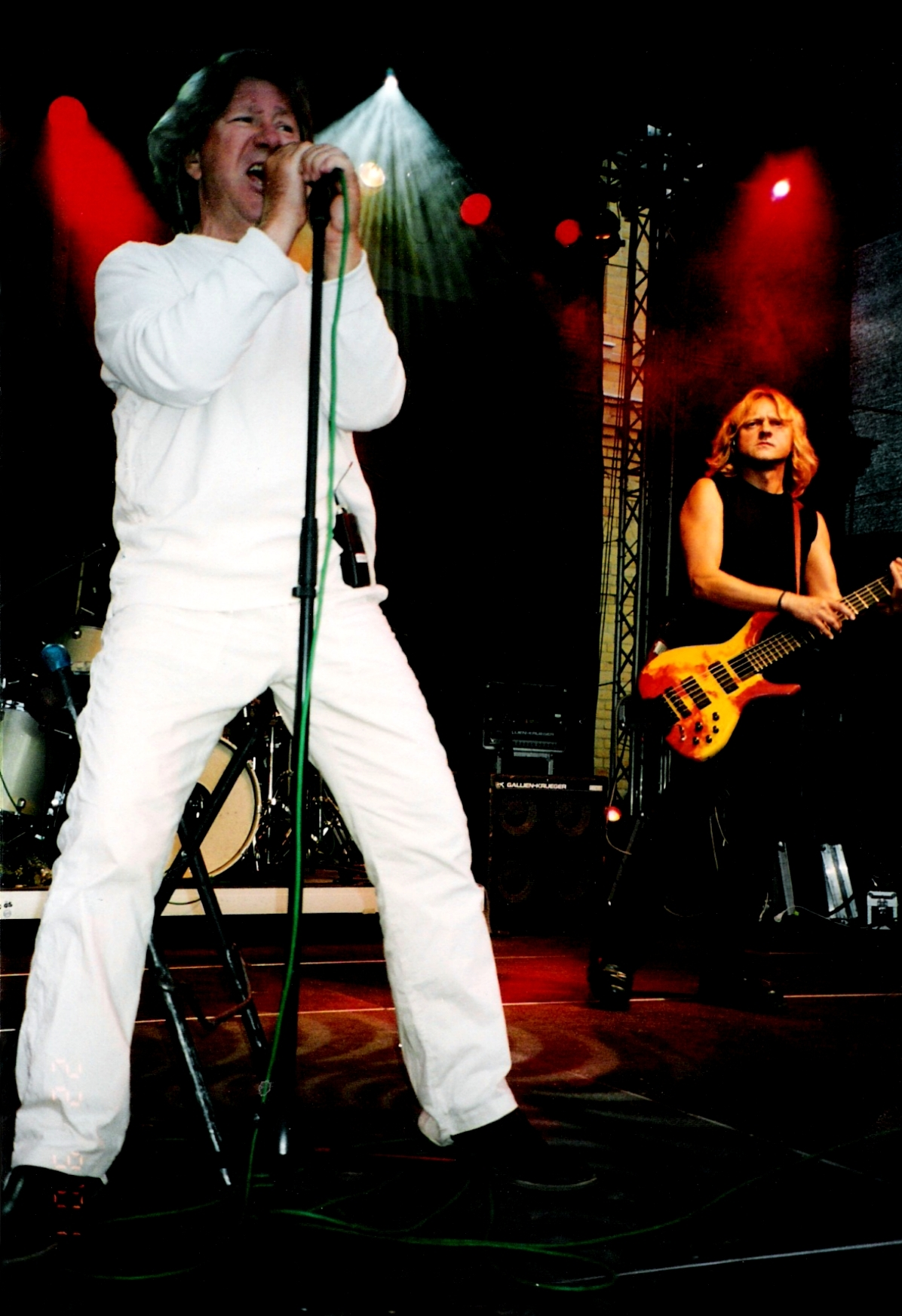
Herbert Dreilich (1942–2004)

- Dreimane, Gerda Kerija (* 2004), lettische Siebenkämpferin
- Dreimanis, Aleksis (1914–2011), lettischer Geologe
- Dreimann, Theodor, deutscher Kartograf, Zeichner und Heimatforscher
- Dreimann, Wilhelm (1904–1946), deutscher SS-Mann, Rapportführer im KZ Neuengamme
- Dreis, Hans Christian (1809–1872), deutscher Lehrer, Geograph und Parlamentarier
- Dreisbach, Elisabeth (1904–1996), deutsche Erzieherin, Missionarin und Schriftstellerin
- Dreisbach, Gesine (* 1968), deutsche Psychologin
- Dreisbach, Heinrich (1881–1967), deutscher Verleger und Heimatdichter
- Dreisch, Eugen (* 1882), deutscher Architekt
- Dreisch, Romina (* 1978), argentinische Handballspielerin
- Dreischor, Justice (* 1998), Leichtathlet aus Aruba
- Dreiseidler, Gustav (* 1916), deutscher Berufsoffizier
- Dreiseitel, Jo (* 1952), deutscher Politiker (Bündnis 90/Die Grünen)
- Dreiser, Theodore (1871–1945), US-amerikanischer SchriftstellerTheodore Dreiser (1871–1945)

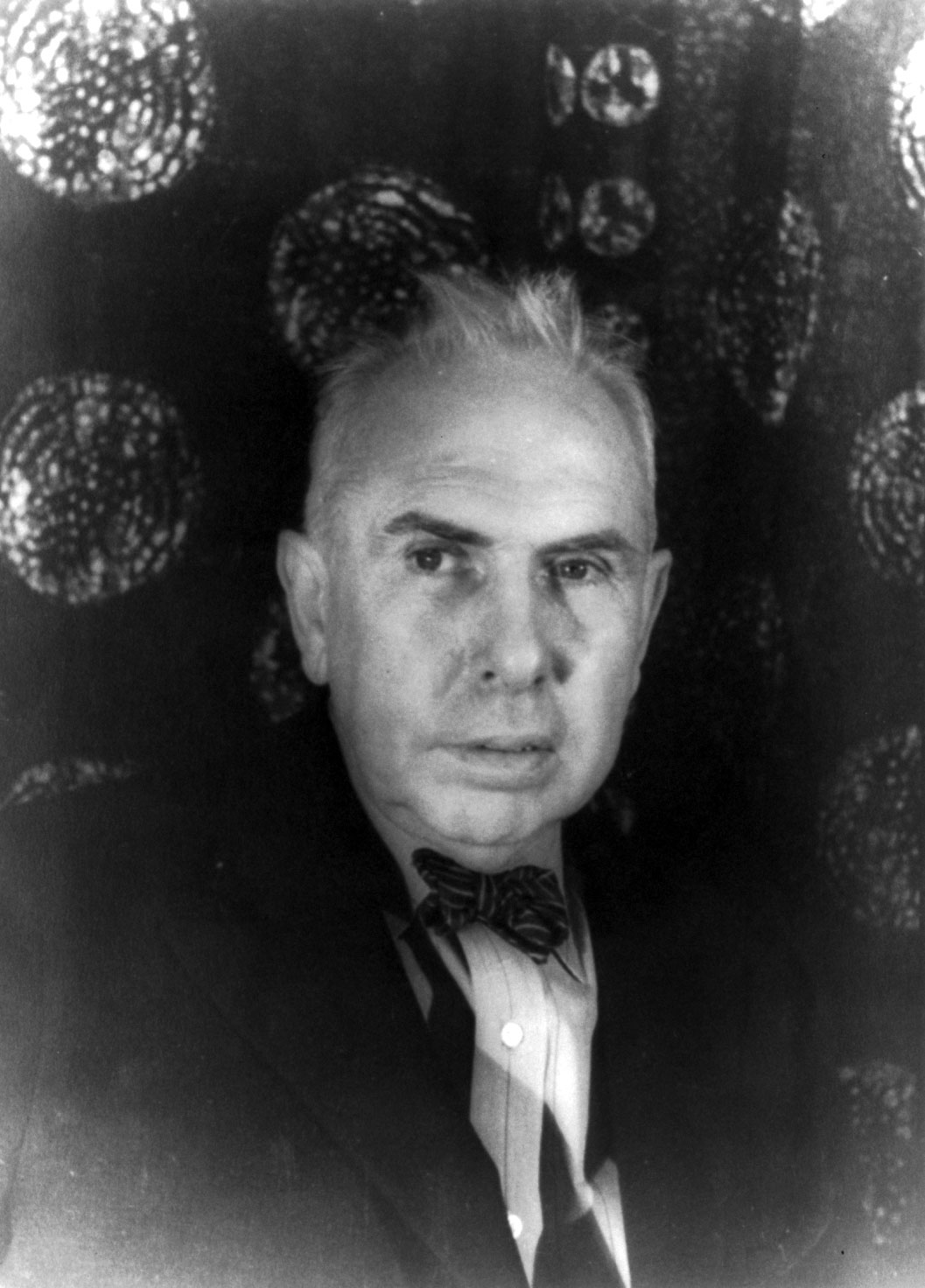
Theodore Dreiser (1871–1945)

- Dreisig, Elsa (* 1991), französisch-dänische Opernsängerin (Sopran)
- Dreisigacker, Ernst (* 1947), deutscher Physiker und Wissenschaftsjournalist
- Dreising, Gustav von (1846–1917), preußischer Generalleutnant
- Dreiškens, Daumants (* 1984), lettischer Bobsportler
- Dreißig, Milena (* 1975), deutsche Schauspielerin
- Dreissigacker, Emily (* 1988), US-amerikanische Biathletin
- Dreissigacker, Ethan (* 1991), US-amerikanischer Biathlet
- Dreissigacker, Hannah (* 1986), US-amerikanische Biathletin und Skilangläuferin
- Dreißigmark, Maximilian (1643–1713), deutscher Bildhauer
- Dreissinger, Sepp (* 1946), österreichischer Fotokünstler
- Dreist, Karl August Gottlieb (1784–1836), deutscher Pädagoge
- Dreith, Ben (1925–2021), US-amerikanischer Schiedsrichter im American Football
- Dreitz, Andreas (* 1988), deutscher Triathlet
- Dreitzel, Hans Peter (1935–2022), deutscher Soziologe und Gestalttherapeut
- Dreiwitz, Barbara, amerikanische Tubaspielerin
- Dreizler, Andreas (* 1966), deutscher Physiker und Hochschullehrer
- Dreizler, Helmut (1929–2018), deutscher Physikochemiker
- Dreizler, Reiner M. (1936–2023), deutscher Physiker
- Dreizler, Stefan (* 1963), deutscher Astronom und Astrophysiker
- Dreizner, Walter (1908–1996), deutscher Fotograf

### Drej
- Dreja, Chris (* 1945), britischer Musiker und FotografChris Dreja (* 1945)

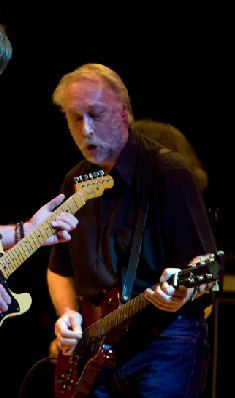
Chris Dreja (* 1945)

- Drejer Erichsen, Frederik (* 2006), dänischer Basketballspieler
- Drejer, Christian (* 1982), dänischer Basketballspieler
- Drejergaard, Kresten (* 1944), dänischer Bischof
- Drejew, Alexei Sergejewitsch (* 1969), russischer Schachspieler
- Drejgier, Grzegorz (* 1990), polnischer Radsportler
- Drejsl, Radim (1923–1953), tschechischer Komponist, Pianist und Dirigent

### Drek
- Dreke, Dagmar (* 1958), deutsche Theater- und Filmschauspielerin, Sängerin, Synchron-, Rundfunk und Hörbuchsprecherin
- Dreke, Georg (1901–1956), deutscher Politiker (KPD, SED)
- Drekonja, Gerhard (* 1939), österreichischer Historiker
- Dreksa, Pavel (* 1989), tschechischer Fußballspieler
- Dreksler, Jacky (* 1946), deutscher Autor, Musiker, Liedtexter und ProduzentJacky Dreksler (* 1946)

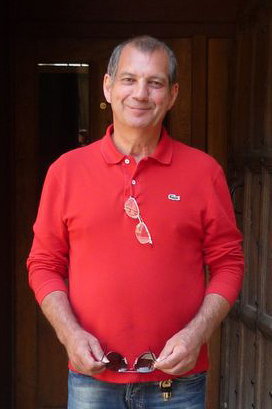
Jacky Dreksler (* 1946)

### Drel
- Drelincourt, Charles (1633–1697), französischer Mediziner
- Drelincourt, Laurent (1625–1680), französischer reformierter Pastor und Schriftsteller
- Drelinger, Art (1915–2001), US-amerikanischer Jazz- und Unterhaltungsmusiker (Holzblasinstrumente)
- Drell, Henri (* 2000), estnischer Basketballspieler
- Drell, Persis (* 1955), US-amerikanische Physikerin
- Drell, Sidney (1926–2016), US-amerikanischer Physiker
- Dreloa, Jale (* 1995), fidschianischer Fußballspieler

### Drem
- Dremel, Holger (* 1972), deutscher Politiker (CSU)
- Dremelj, Rebeka (* 1980), slowenische Sängerin, Schauspielerin
- Dremin, Jewgeni Nikolajewitsch (* 1981), russischer Badmintonspieler
- Dremljuha, Mykola (1917–1998), ukrainischer Komponist und Hochschullehrer
- Dremmler, Wolfgang (* 1954), deutscher FußballspielerWolfgang Dremmler (* 1954)

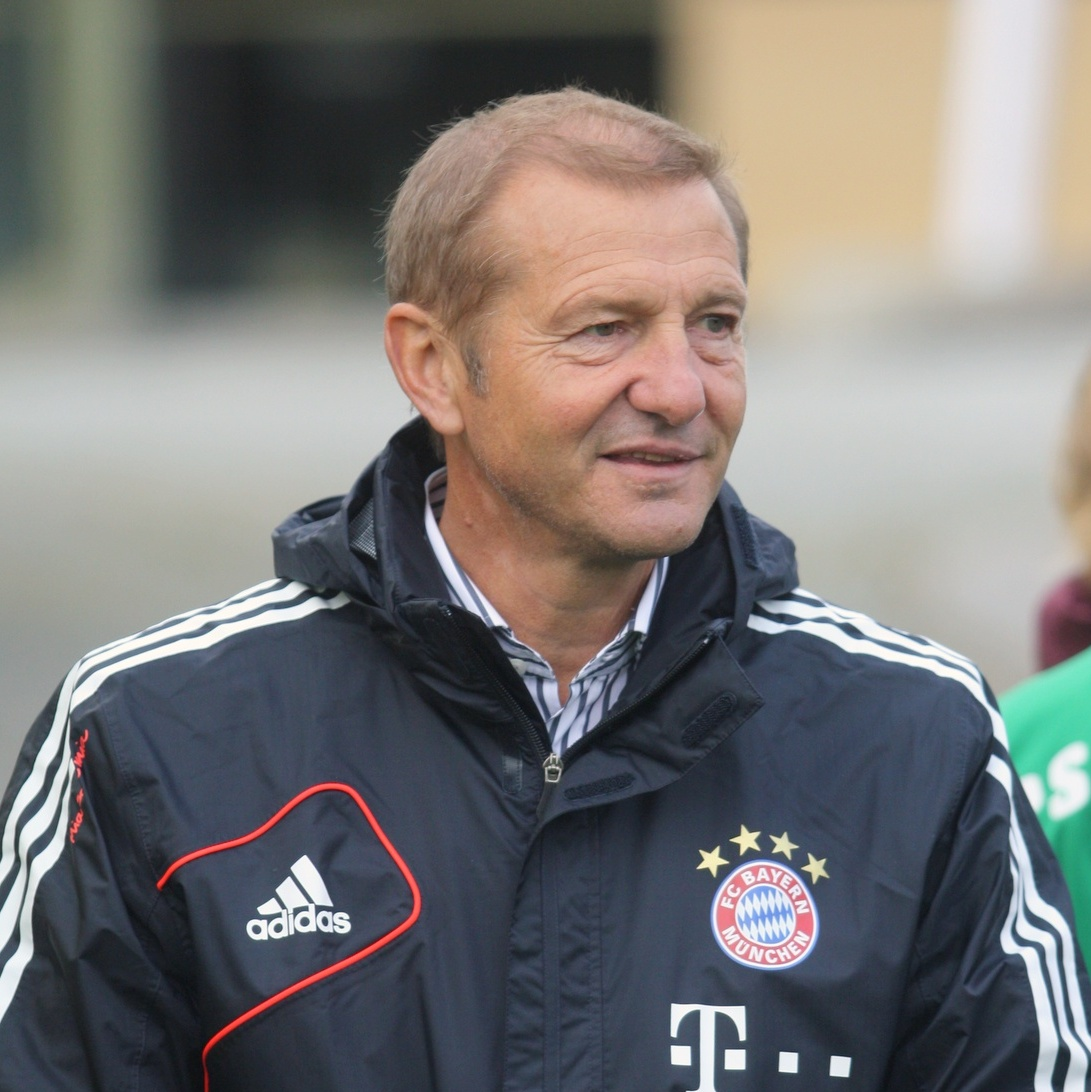
Wolfgang Dremmler (* 1954)

- Dremsizis, Alexander (* 1977), deutscher Poolbillardspieler

### Dren
- Drenckhahn, Detlev (* 1944), deutscher Anatom
- Drenckhahn, Friedrich (1894–1977), deutscher Mathematiker und Erziehungswissenschaftler
- Drenckhahn, Hans (1878–1953), Schweizer Glasmaler, Glasrestaurator und Heraldiker
- Drenckhan, Joachim, deutscher Pädagoge und Rektor in Stralsund
- Drenckhan, Wiebke (* 1977), deutsche Physikerin
- Drenckmann, Gottfried (1889–1977), deutscher Unternehmer und Stadtrat in Magdeburg
- Drendel, Karl (1890–1951), deutscher Jurist und SS-Führer
- Drengwitz, Otto (1906–1997), deutscher Bildhauer
- Drenker, Emil (1839–1887), deutscher Theateragent in Berlin und Wien
- Drenkhahn, Kirstin (* 1975), deutsche Juristin und Universitätsprofessorin
- Drenkhahn, Reinhard (1926–1959), deutscher Maler und Grafiker
- Drenkmann, Edwin von (1826–1904), deutscher Jurist, Kronsyndikus und Chefpräsident des Kammergerichts in Berlin
- Drenkmann, Günter von (1910–1974), deutscher Jurist und Präsident des Kammergerichts Berlin, Attentatsopfer der Bewegung 2. Juni
- Drennan, Charles Edward (* 1960), neuseeländischer Geistlicher, emeritierter römisch-katholischer Bischof von Palmerston North
- Drennan, Martin (1944–2022), irischer Geistlicher, römisch-katholischer Bischof von Galway und Kilmacduagh
- Drennan, Matthew Robertson (1885–1965), Anatom und Anthropologe an der Universität Kapstadt in Südafrika
- Drenner, Karla (* 1961), US-amerikanische Politikerin
- Drennig, Manfred (* 1940), österreichischer Autor, Manager, Politiker
- Drenova, Aleksandër Stavre (1872–1947), albanischer DichterAleksandër Stavre Drenova (1872–1947)
- Drenovak, Aleksandar (* 1983), serbischer Boxer

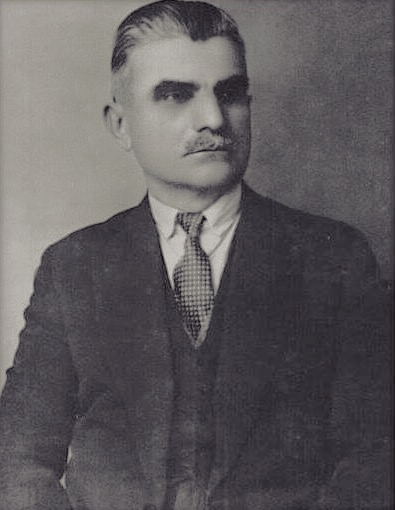
Aleksandër Stavre Drenova (1872–1947)

- Drenowatz, Charles (1908–1979), Schweizer Unternehmer und Kunstsammler
- Drenpa Namkha, Meister des Bön, der vorbuddhistischen Religion Tibets
- Drenseck, Else (1911–1997), deutsche Politikerin (SPD)
- Drenseck, Walter (1941–2011), deutscher Steuerrechtler und Bundesrichter
- Drenske, Peter (* 1960), deutscher Politiker (AfD)
- Drent, Ido (* 1987), südafrikanischer Schauspieler
- Drent, Rudi (1937–2008), niederländischer Ornithologe
- Drenteln, Alexander Alexandrowitsch (1868–1925), russischer General
- Drenteln, Alexander Romanowitsch (1820–1888), russischer General und Staatsmann
- Drenth, Hermijntje (* 1994), niederländische Ruderin
- Drenth, Jan (1925–2025), niederländischer Strukturchemiker und Kristallograph
- Drenthe, Royston (* 1987), niederländischer FußballspielerRoyston Drenthe (* 1987)

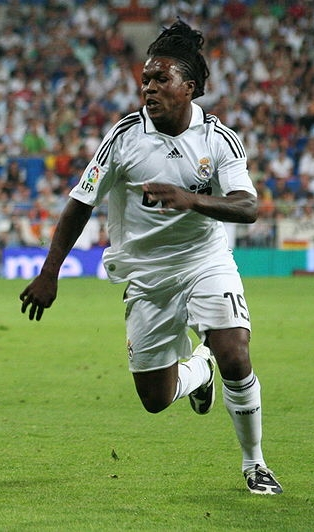
Royston Drenthe (* 1987)

- Drentschew, Petar (* 1977), bulgarischer Schachspieler
- Drentwett, Jonas (1656–1736), deutscher Freskant

### Dreo
- Dreo Rodosek, Gabi (* 1965), deutsche Informatikerin und Hochschullehrerin
- Dreock-Käser, Angelika (* 1967), deutsche Paracyclerin
- Dreossi, Bruno (* 1964), italienischer Kanute

### Drep
- Dreppec, Alex (* 1968), deutscher Autor
- Drepper, Daniel (* 1986), deutscher InvestigativjournalistDaniel Drepper (* 1986)

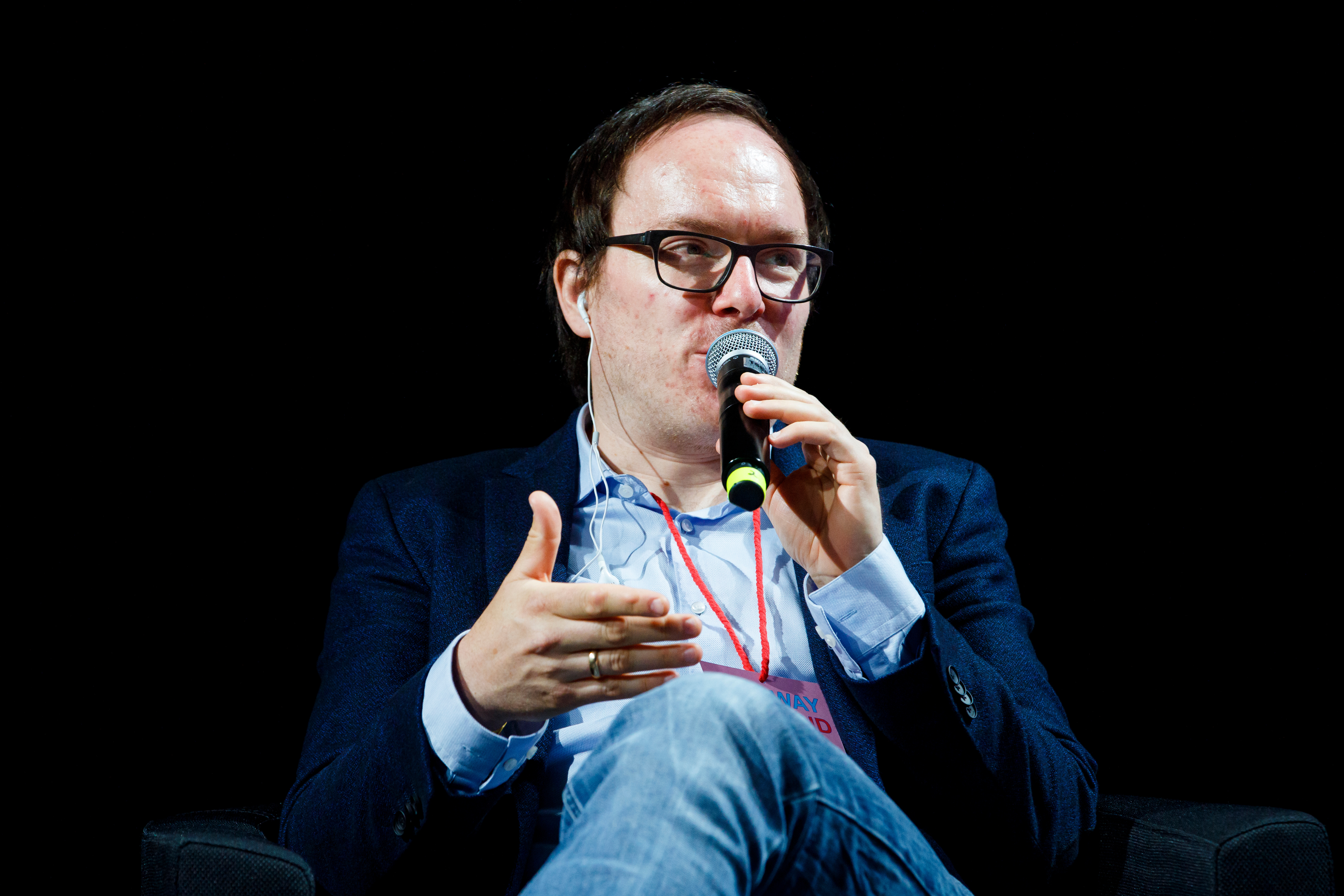
Daniel Drepper (* 1986)

- Drepper, Franz (1787–1855), Bischof von Paderborn
- Drepper, Ulrich (* 1968), Informatiker, Maintainer von glibc

### Drer
- Drerup, Engelbert (1871–1942), deutscher Klassischer Philologe
- Drerup, Heinrich (1904–1978), deutscher Verwaltungsjurist
- Drerup, Heinrich (1908–1995), deutscher Klassischer Archäologe
- Drerup, Johannes (* 1981), deutscher Erziehungswissenschaftler und Hochschullehrer
- Drerup, Walter (1921–2014), deutscher Jurist und Landgerichtspräsident

### Dres

#### Dresa
- Dresander, Marc (* 1977), deutscher Schauspieler

#### Dresb
- Dresbach, August (1894–1968), deutscher Politiker (CDU), MdB, MdL

#### Dresc
- Dresch, Georg Leonhard von (1786–1836), deutscher Rechtswissenschaftler
- Dresch, Mihály (* 1955), ungarischer Jazzsaxophonist
- Drescher, Adolf (1921–1967), deutscher Pianist
- Drescher, Andreas H. (* 1962), deutscher Autor und Medienkünstler
- Drescher, Anne (* 1962), deutsche Bürgerrechtlerin, Landesbeauftragte für MfS-Unterlagen Mecklenburg-Vorpommern
- Drescher, Arno (1882–1971), deutscher Maler und Grafiker
- Drescher, Burkhard (* 1951), deutscher Politiker (SPD) und Unternehmer
- Drescher, Carl Wilhelm (1850–1925), österreichischer Kapellmeister und Komponist
- Drescher, Christian (* 1958), deutscher Radrennfahrer
- Drescher, Christoph (* 1977), deutscher Kulturmanager und Intendant
- Drescher, Daniel (* 1989), österreichischer Fußballspieler
- Drescher, Daniela (* 1966), deutsche Kinderbuchillustratorin und Autorin
- Drescher, Dick (* 1946), US-amerikanischer Diskuswerfer
- Drescher, Dirk (* 1968), deutscher Fußballtorhüter
- Drescher, Doris (* 1963), deutsche Beamtin und Juristin
- Drescher, Erich (1884–1975), deutscher Jurist und Generalstaatsanwalt
- Drescher, Erich (1894–1956), deutscher Politiker (NSDAP), MdR
- Drescher, Fabian (* 1982), deutscher Fußballfunktionär
- Drescher, Fran (* 1957), US-amerikanische Schauspielerin und ProduzentinFran Drescher (* 1957)

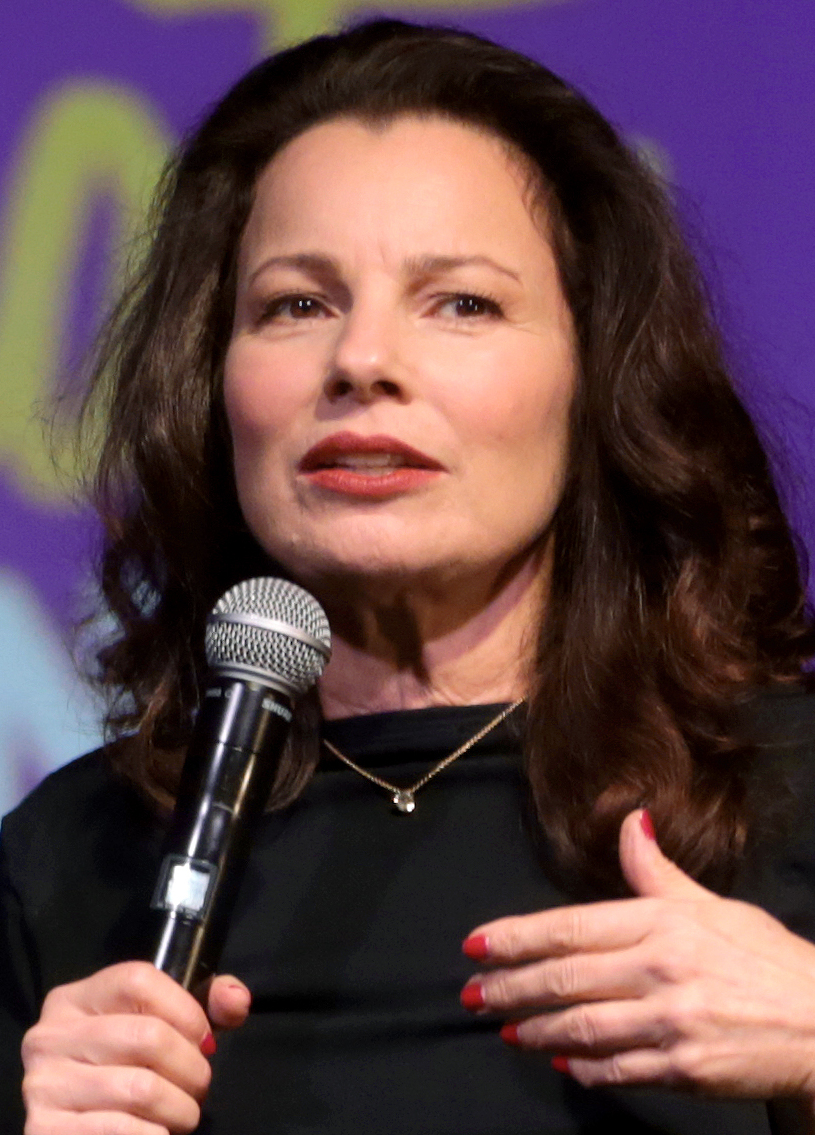
Fran Drescher (* 1957)

- Drescher, Franz (1871–1934), deutscher Bergbau-Ingenieur und Manager in der Montanindustrie
- Drescher, Fritz (1904–1982), deutscher Politiker (SPD/SED)
- Drescher, Georg (1870–1938), deutscher Sportler
- Drescher, Günter (1928–2006), deutscher Schauspieler, Synchron- und Hörspielsprecher
- Drescher, Gustav († 1890), deutscher Verwaltungsbeamter und Rittergutsbesitzer
- Drescher, Hans (1923–2019), deutscher Experte für historische Metallurgie und Archäologe
- Drescher, Hans-Jürgen (* 1954), deutscher Dramaturg
- Drescher, Heinrich Georg (1847–1925), deutscher Zeichner
- Drescher, Heinz (1921–2000), deutscher Radsportler
- Drescher, Hendrik (* 2000), deutscher Basketballspieler
- Drescher, Herbert (1910–2002), deutscher Wirtschaftswissenschaftler
- Drescher, Horst (1929–2019), deutscher Schriftsteller
- Drescher, Horst W. (1932–2013), deutscher Anglist und Hochschullehrer
- Drescher, Ingo (* 1956), deutscher Jurist, Honorarprofessor, Vorsitzender Richter am Bundesgerichtshof
- Drescher, Isabel (* 1994), deutsche Eiskunstläuferin
- Drescher, Jakob (* 1939), deutscher Fußballspieler
- Drescher, Johann August (1896–1952), deutscher Schauspieler
- Drescher, Julius (1920–2015), deutscher Politiker (SPD), MdL
- Drescher, Jürgen (* 1955), deutscher Bildhauer
- Drescher, Justin (* 1988), US-amerikanischer American-Football-Spieler
- Drescher, Karl (1864–1928), deutscher Germanist
- Drescher, Karl Heinrich (* 1783), württembergischer Oberamtmann
- Drescher, Karl Heinrich (1867–1938), deutscher Politiker (SPD), MdL
- Drescher, Karl-Heinz (1936–2011), deutscher Grafiker
- Drescher, Klemens-Karl (* 1945), deutscher Brigadegeneral der Bundeswehr
- Drescher, Kurt (1930–2023), deutscher Physiker
- Drescher, Ludvig (1881–1917), dänischer Fußballtorwart
- Drescher, Malte (* 1975), deutscher Physiker, Chemiker und HochschullehrerMalte Drescher (* 1975)

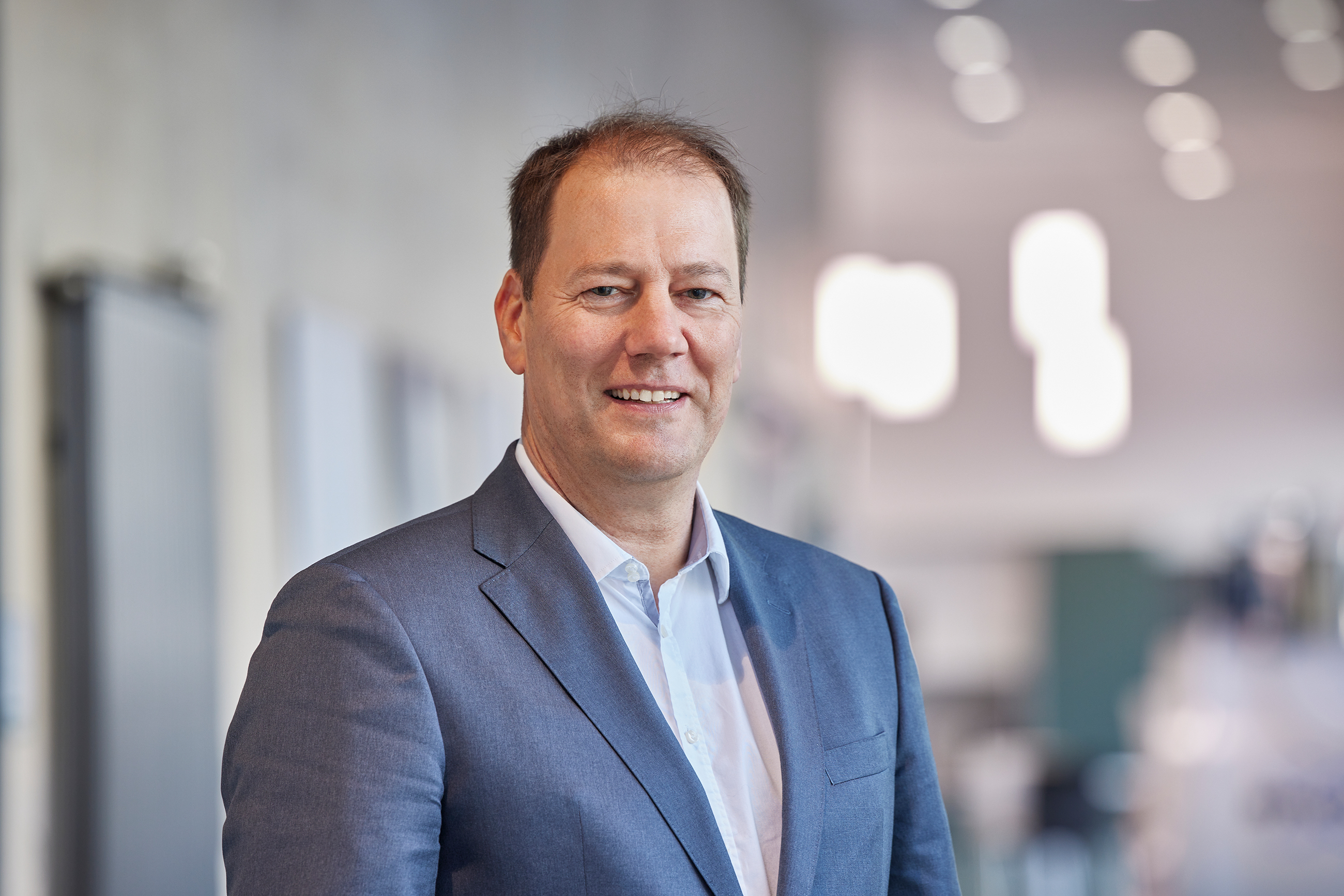
Malte Drescher (* 1975)

- Drescher, Manfred (1931–2015), deutscher Opern- und Operettensänger (Tenor)
- Drescher, Mario (* 1987), österreichischer Biathlet
- Drescher, Martin (1888–1958), österreichischer Politiker (SPÖ), Landtagsabgeordneter im Burgenland, Mitglied des Bundesrates
- Drescher, Martin (1925–2000), deutscher Politiker (SPD), MdA
- Drescher, Matthias (* 1971), deutscher Filmproduzent und Drehbuchautor
- Drescher, Norbert (* 1952), deutscher Tischtennisspieler
- Drescher, Olaf (* 1959), deutscher EisenbahningenieurOlaf Drescher (* 1959)

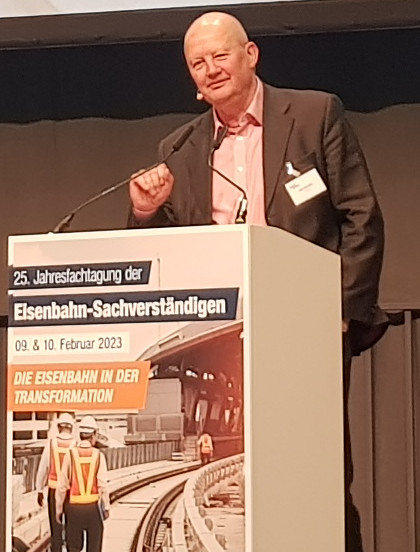
Olaf Drescher (* 1959)

- Drescher, Ondrej (* 1977), deutscher zeitgenössischer Maler
- Drescher, Otto (1895–1944), deutscher Offizier, zuletzt Generalleutnant im Zweiten Weltkrieg
- Drescher, Peter (1946–2021), deutscher Schriftsteller
- Drescher, Piet (* 1940), deutscher Schauspieler und Regisseur
- Drescher, Ralf (* 1956), deutscher Politiker (CDU), Landrat
- Drescher, Reinhold (1874–1960), deutscher Gewerkschafter und Politiker (SPD), MdL
- Drescher, Renate (1932–2021), deutsche Filmregisseurin
- Drescher, Seymour (* 1934), US-amerikanischer Historike
- Drescher, Stefanie (* 1987), deutsche Judoka der Special Olympics
- Drescher, Thomas (* 1955), deutscher Kirchenmusiker, Leiter des Instituts für Kirchenmusik Mainz
- Drescher, Thomas (* 1968), deutscher Pädagoge und parteiloser politischer Beamter
- Drescher, Thomas (* 1978), deutscher Fußballspieler
- Drescher, Ulrich Martin (* 1952), deutscher Moderator und Lobbyist
- Drescher, Wilhelm Friedrich von (1820–1897), württembergischer Oberamtmann
- Drescher, Willy (1894–1968), deutscher Ministerialbeamter
- Drescher-Kaden, Friedrich Karl (1894–1988), deutscher Mineraloge und Petrologe
- Dreschfeld, Julius (1845–1907), deutsch-britischer Arzt und Pathologe in Manchester

#### Dresd
- Dresde, Friedrich Wilhelm (1740–1805), deutscher Sprachwissenschaftler und lutherischer Theologe
- Dresdel, Sonia (1909–1976), britische Theater- und Filmschauspielerin
- Dresden, Dave (* 1969), US-amerikanischer Musiker
- Dresden, Max (1918–1997), US-amerikanischer Physiker
- Dresden, Samuel (1914–2002), niederländischer Romanist und Literaturwissenschaftler
- Dresden, Sem (1881–1957), niederländischer Komponist und Dirigent
- Dresdner, Albert (1866–1934), deutscher Historiker, Kunstkritiker und Kunsthistoriker

#### Drese
- Drese, Adam (1620–1701), deutscher Kapellmeister und Komponist
- Drese, Claus Helmut (1922–2011), deutscher Opern- und Theaterintendant, Regisseur, Autor
- Drese, Friedrich (* 1960), deutscher Orgelbauer und Organist in Mecklenburg
- Drese, Johann Samuel (1644–1716), deutscher Komponist und Kapellmeister
- Drese, Rudolf (1932–2003), deutscher Politiker (SPD), MdL
- Drese, Stefanie (* 1976), deutsche Politikerin (SPD) und RechtsanwältinStefanie Drese (* 1976)

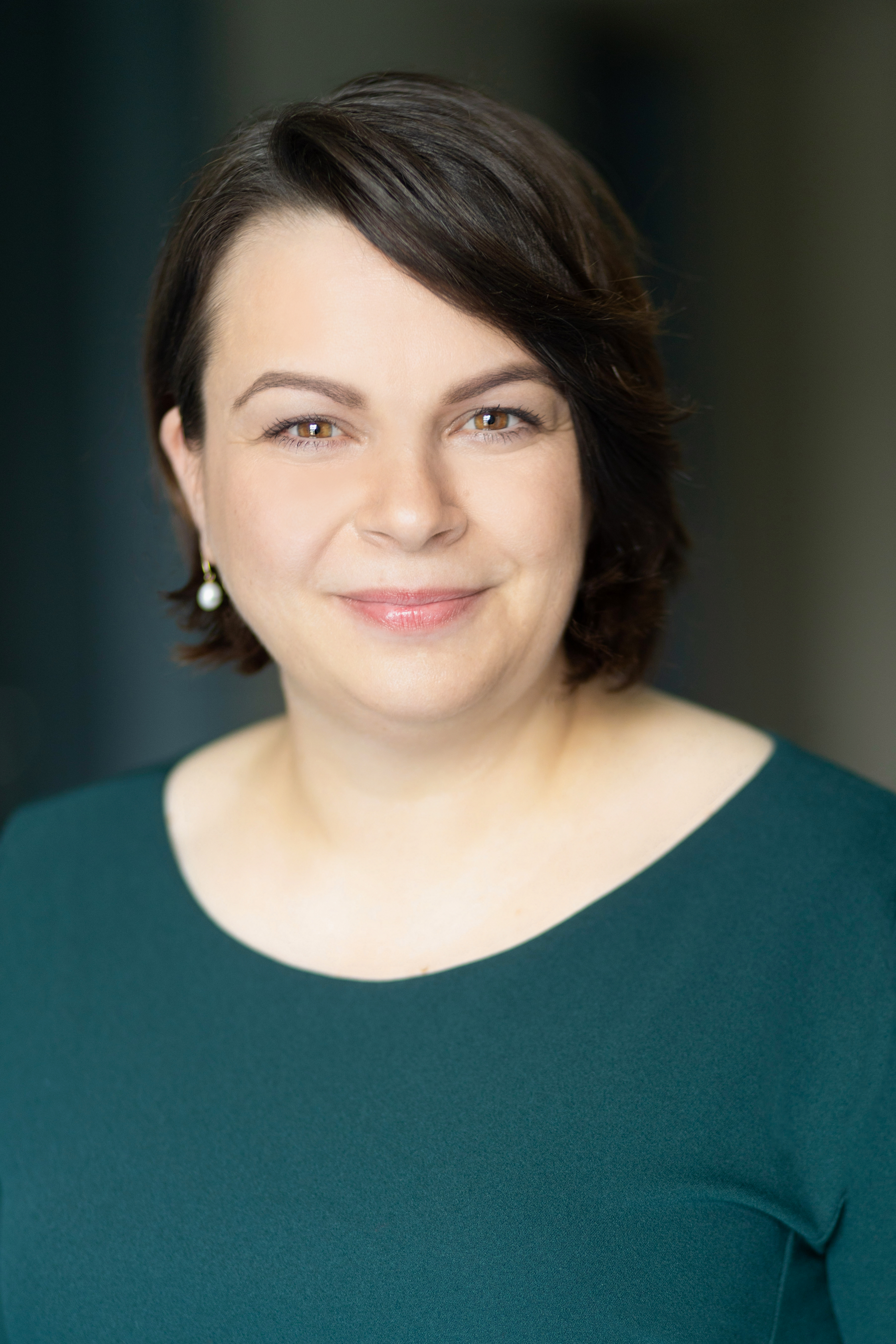
Stefanie Drese (* 1976)

- Drese, Wolfgang (1943–2012), deutscher Politiker (SPD), MdL
- Dresel, Adolf (1828–1905), deutscher Bauingenieur und preußischer Baubeamter
- Dresel, Dietrich (1785–1855), deutscher Weinhändler und Abgeordneter
- Dresel, Ernst Gerhard (1885–1964), deutscher Hygieniker und Bakteriologe
- Dresel, Gustav (1818–1848), deutscher Schriftsteller, Kaufmann und erster deutscher Generalkonsul in Texas
- Dresel, Herbert (1907–1987), deutscher Kaufmann und Journalist
- Dresel, Jörg (* 1968), deutscher Wasserballspieler
- Dresel, Max (1842–1920), deutscher Papierfabrikant
- Dresel, Otto (1824–1881), deutschamerikanischer Anwalt, Journalist und Politiker
- Dresel, Otto (1826–1890), deutsch-amerikanischer Pianist und Komponist
- Dresel, Torsten (* 1967), deutscher Wasserballspieler
- Dresemius, Samuel (1578–1638), deutscher Lehrer
- Dresen, Adolf (1935–2001), deutscher Regisseur
- Dresen, Andreas (* 1963), deutscher FilmregisseurAndreas Dresen (* 1963)

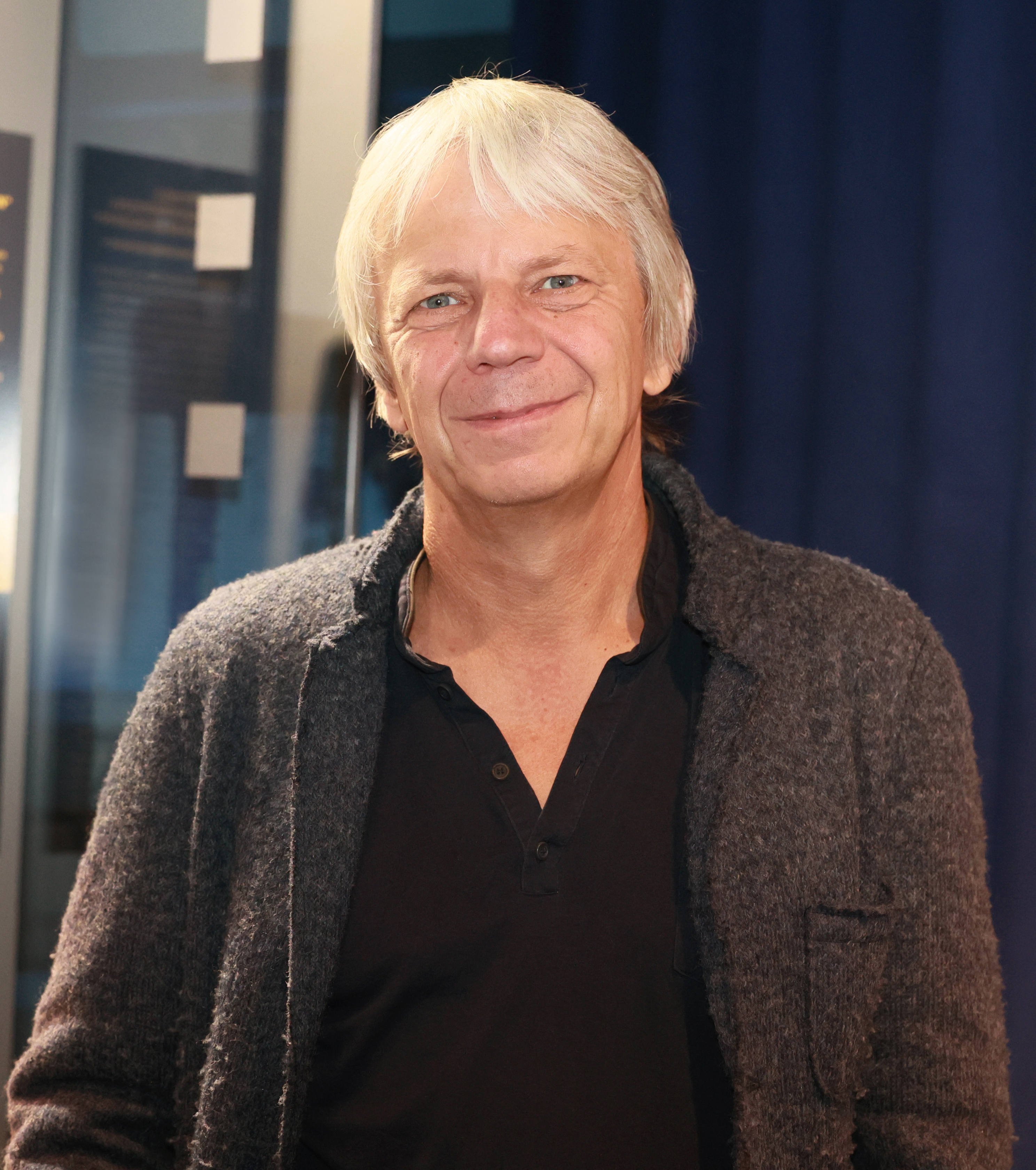
Andreas Dresen (* 1963)

- Dresen, Ernest Karlowitsch (1892–1937), lettisch-russischer und sowjetischer Interlinguist, Autor und Esperantist
- Dresen, Lothar (1939–2023), deutscher Hochschullehrer und Geophysiker
- Dreser, Heinrich (1860–1924), deutscher Pharmakologe
- Drešević, Ibrahim (* 1997), kosovarisch-schwedischer Fußballspieler
- Dresewski, Brigitta (* 1946), deutsche Schauspielerin und Fernsehregisseurin

#### Dresh
- Dreshaj, Afërdita (* 1986), albanische Sängerin und Model
- Dresher, Paul (* 1951), US-amerikanischer Komponist

#### Dresi
- Dresia, Hartmut (* 1954), deutscher Politiker (CDU), MdL
- Dresig, Adam Heinrich (1701–1761), deutscher Altphilologe, Pädagoge und Rektor
- Dresig, Hans (1937–2018), deutscher Hochschullehrer, Professor für Technische Mechanik
- Dresig, Siegmund Friedrich (1703–1742), deutscher Altphilologe und Pädagoge
- Dresing, Heidemarie (* 1955), deutsche Para-Dressurreiterin und Paralympic-Teilnehmerin

#### Dresk
- Dreska, Molly (* 1988), US-amerikanische Fußballspielerin
- Dreske, Horst (* 1934), deutscher Radsportler
- Dresken-Weiland, Jutta (* 1963), deutsche Christliche Archäologin
- Drešković, Meldin (* 1998), montenegrinischer Fußballspieler
- Dresky und Merzdorf, Julius von (1818–1899), preußischer General der Artillerie
- Dresky, Erich von (1850–1918), deutscher Vizeadmiral der Kaiserlichen Marine
- Dresky, Gustav Adolf von (1835–1910), deutscher Turnpädagoge
- Dresky, Hans George von (1728–1812), preußischer Landrat
- Dresky, Rudolf von (1776–1852), preußischer Generalmajor, 2. Kommandant der Festung Neiße

#### Dresl
- Dresl, Vinzenz (* 1934), österreichischer Politiker (SPÖ), oberösterreichischer Landtagsabgeordneter
- Dresler und Scharfenstein, Eduard von (1801–1871), preußischer Generalleutnant
- Dresler und Scharfenstein, Hermann von (1857–1942), deutscher General der Infanterie
- Dresler, Adolf (1898–1971), deutscher Medienwissenschaftler
- Dresler, Adolph Albert (1781–1846), deutscher Kaufmann und Politiker
- Dresler, Carl-Wilhelm (1877–1971), deutscher Bergwerksdirektor und Industrieller
- Dresler, Heinrich Adolf (1835–1929), deutscher Industrieller und Politiker, MdR
- Dresler, Justus Heinrich (1775–1839), deutscher Mathematiker
- Dresler, Thor (* 1979), dänischer Eishockeyspieler und -trainer

#### Dresn
- Dresnok, James Joseph (1941–2016), US-amerikanischer Soldat und Deserteur

#### Dreso
- Dresow, Wilhelm von (1829–1895), preußischer General der Infanterie

#### Dresr
- Dresrüsse, Nils (* 1990), deutscher Handballspieler

#### Dress
- Dress, Andreas (1938–2024), deutscher Mathematiker
- Dress, Andreas (1943–2019), deutscher Maler, Grafiker und Schriftsteller
- Dreß, Susanne (1909–1991), deutsche Pfarrersfrau, Tochter von Karl Bonhoeffer und Paula Bonhoeffer, jüngste Schwester des Theologen und Widerstandskämpfers Dietrich Bonhoeffer
- Dreß, Walter (1904–1979), deutscher evangelischer Theologe
- Dresse, Martin (1880–1969), deutscher Jurist
- Dressel, Alexander (* 1971), deutscher Koch
- Dressel, Alfons (1900–1955), deutscher Dirigent
- Dressel, Andreas (* 1975), deutscher Politiker (SPD), MdHB, Hamburger Senator
- Dressel, Birgit (1960–1987), deutsche Leichtathletin im Siebenkampf
- Dressel, Caeleb (* 1996), US-amerikanischer SchwimmerCaeleb Dressel (* 1996)

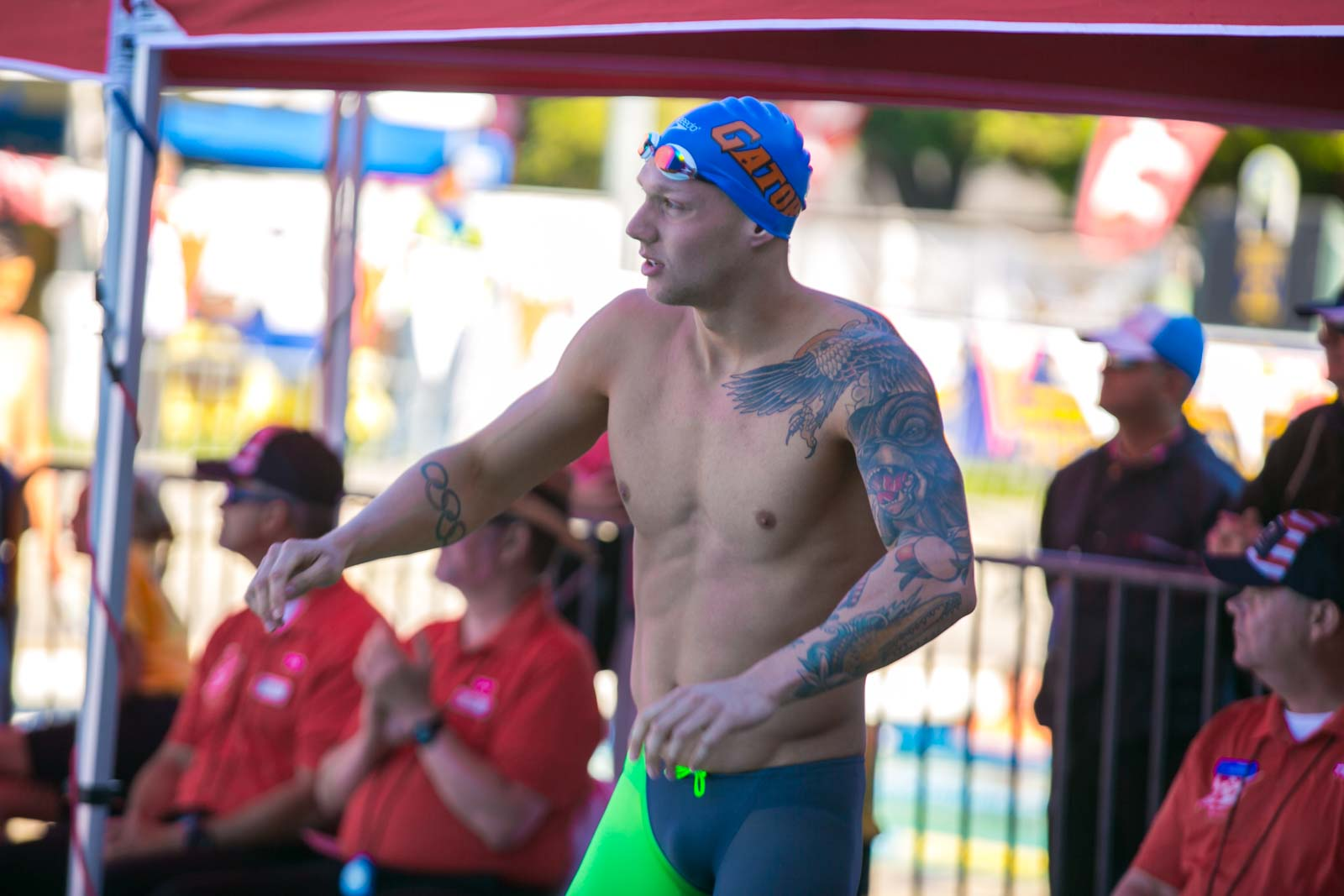
Caeleb Dressel (* 1996)

- Dressel, Carl-Christian (* 1970), deutscher Politiker (SPD), MdB und Hochschullehrer
- Dressel, Dennis (* 1998), deutscher FußballspielerDennis Dressel (* 1998)

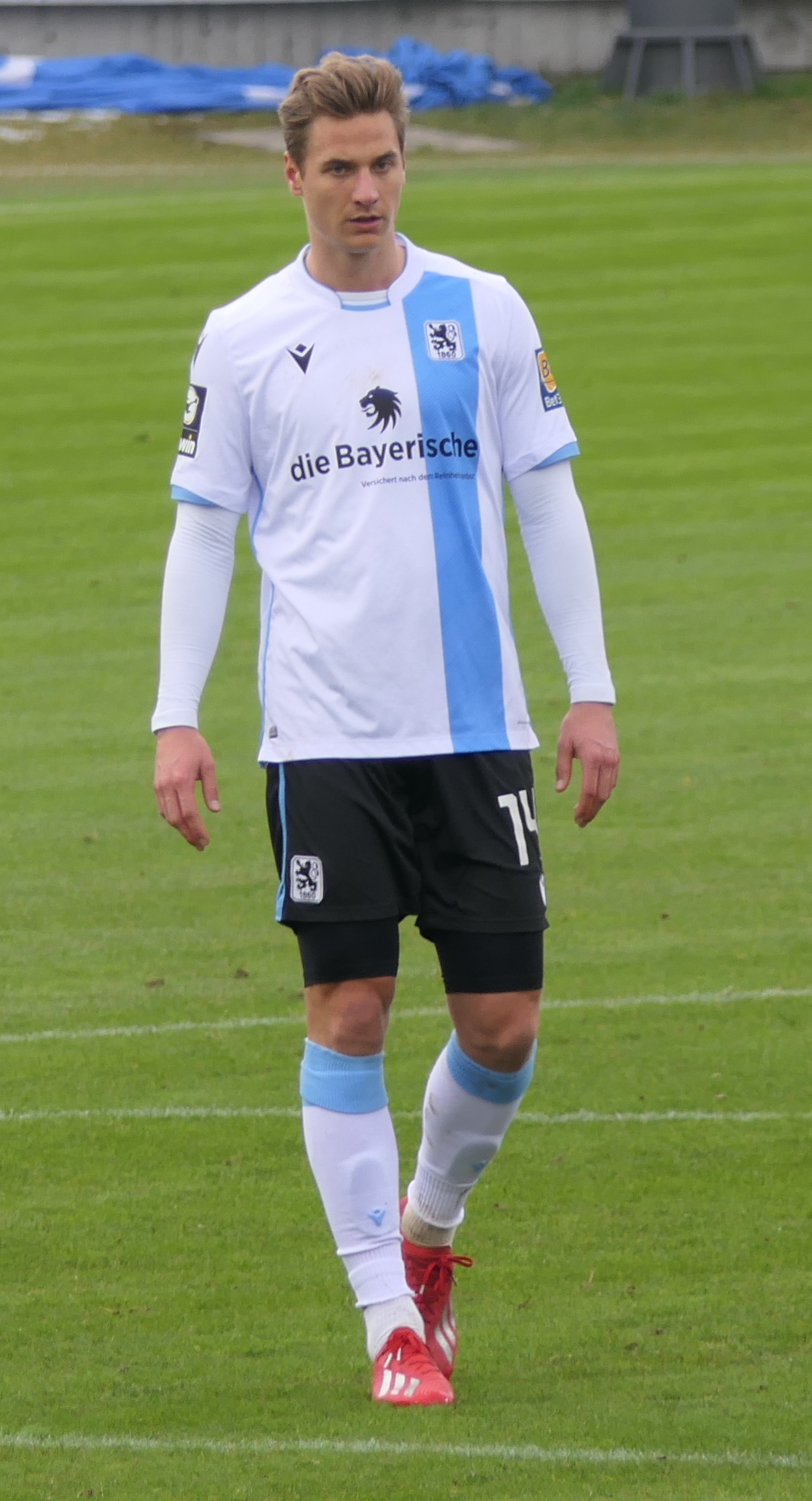
Dennis Dressel (* 1998)

- Dressel, Erwin (1909–1972), deutscher Komponist
- Dressel, Fritz (1896–1933), bayerischer Politiker
- Dreßel, Heidemarie (* 1943), deutsche Künstlerin
- Dressel, Heinrich (1845–1920), deutscher Epigraphiker und Numismatiker
- Dressel, Heinz (1902–1997), deutscher Dirigent
- Dressel, Heinz F. (1929–2017), deutscher Theologe und Menschenrechtler
- Dreßel, Horst (* 1931), deutscher Verleger
- Dressel, Johann Christian Gottfried (1751–1824), deutscher Pfarrer und Chronist
- Dressel, Johann Tobias (1687–1758), sächsischer Orgelbauer
- Dressel, Johannes V. († 1637), deutscher Zisterzienserabt
- Dressel, Jürgen (1946–2014), deutscher freischaffender Kunstmaler im Bereich des Trompe-l’œil
- Dressel, Karl (1918–2004), deutscher Verlagsinhaber
- Dressel, Klaus-Peter (* 1948), deutscher Fußballspieler
- Dressel, Ludwig (1840–1918), deutscher Jesuitenpater, Naturwissenschaftler, Fachautor, Vertrauter des Staatspräsidenten von Ecuador
- Dressel, Martin (* 1960), deutscher Physiker und Hochschullehrer
- Dressel, Olaf (* 1968), deutscher Fußballspieler
- Dressel, Oskar (1865–1941), deutscher Chemiker und Forscher auf dem Gebiet der Azurfarbstoffe
- Dressel, Roland (1932–2021), deutscher Kameramann
- Dressel, Rudolf von, sächsischer Ritter
- Dressel, Tobias (1635–1717), deutscher Orgelbauer
- Dressel, Wally (1893–1940), deutsche Schwimmerin
- Dreßel, Werner (* 1958), deutscher Fußballspieler und -trainer
- Dressel, Wilhelm (1899–1986), deutscher Lehrer und Oberschulrat
- Dressel, Wilma (* 1983), deutsche Ruderin
- Dresselhaus, Gene (1929–2021), US-amerikanischer Physiker
- Dresselhaus, Mildred (1930–2017), US-amerikanische PhysikerinMildred Dresselhaus (1930–2017)

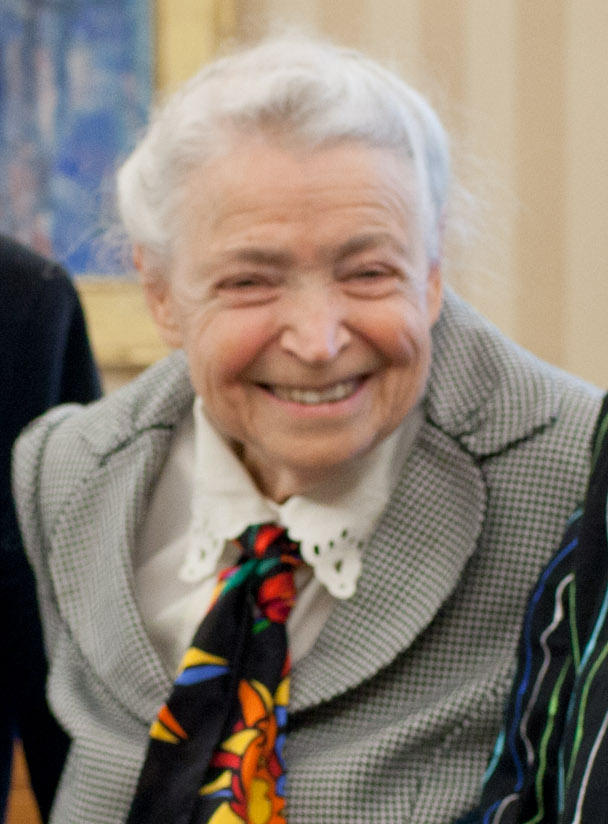
Mildred Dresselhaus (1930–2017)

- Dresselhaus, Thomas (* 1964), deutscher Zell- und Entwicklungsbiologe
- Dresselhuys, Cisca (* 1943), niederländische Journalistin
- Dresselhuys, Mary (1907–2004), niederländische Schauspielerin
- Dreßen, Hans-Georg (* 1964), deutscher Fußballspieler
- Dressen, Jourdain-Willy (1908–1945), belgischer römisch-katholischer Geistlicher, Dominikaner und Märtyrer
- Dreßen, Markus (* 1971), deutscher Grafikdesigner, Buchgestalter und Hochschullehrer
- Dreßen, Martin (* 1983), deutscher Boxer
- Dreßen, Peter (1914–1993), deutscher Politiker (FDP), Bürgermeister und MdL
- Dreßen, Peter (* 1943), deutscher Politiker (SPD), MdB und Gewerkschaftsfunktionär
- Dreßen, Thomas (* 1993), deutscher SkirennläuferThomas Dreßen (* 1993)

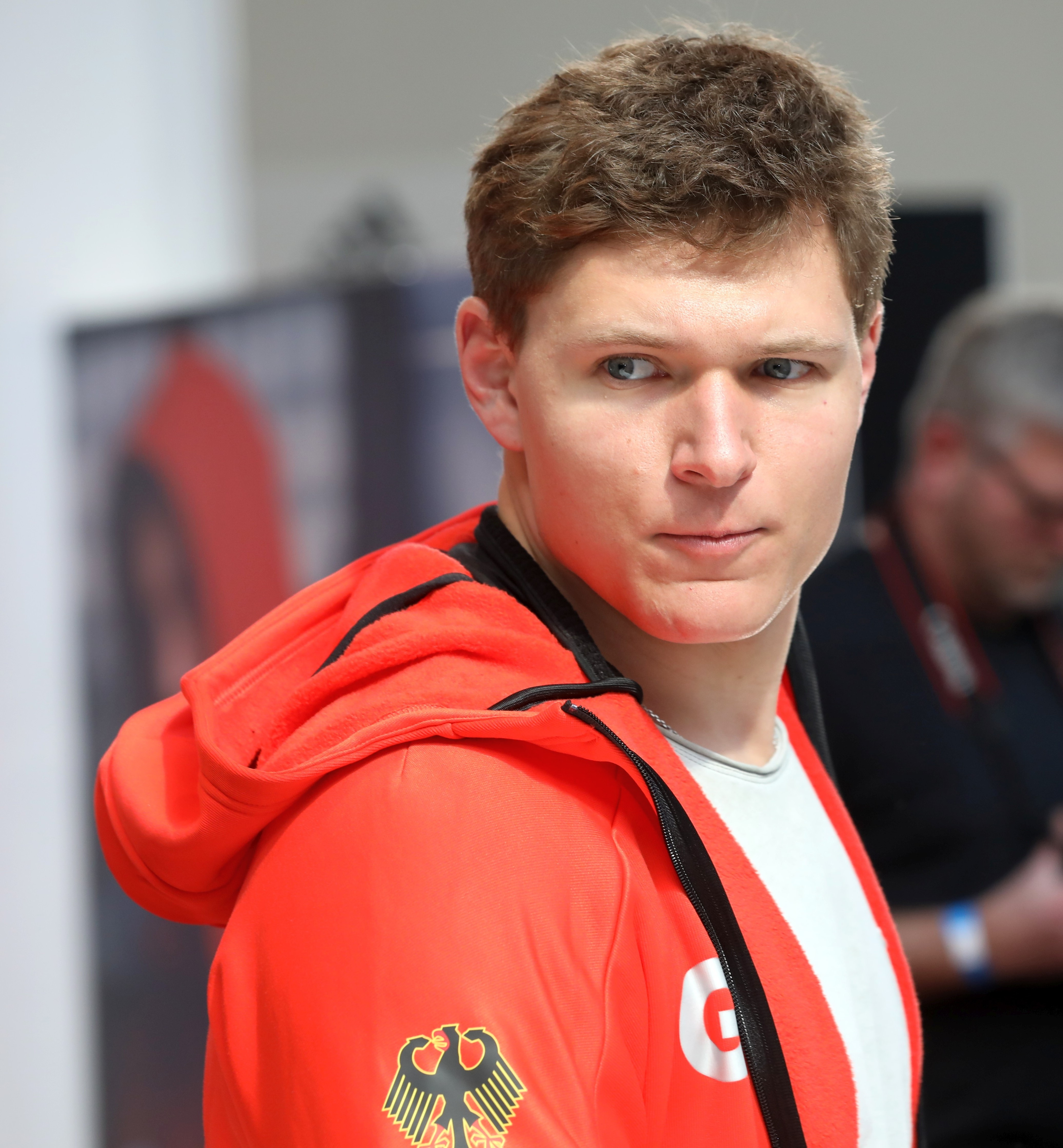
Thomas Dreßen (* 1993)

- Dreßen, Willi (* 1935), deutscher Staatsanwalt, Leiter der Zentralen Stelle der Landesjustizverwaltungen zur Aufklärung nationalsozialistischer Verbrechen
- Dreßen, Wolfgang (* 1942), deutscher Politikwissenschaftler
- Dressendörfer, Werner (* 1947), deutscher Apotheker und Pharmazie-Historiker
- Dresser, Christopher (1834–1904), britischer Designer
- Dresser, Denise (* 1963), mexikanische Politik-Analystin, Schriftstellerin und Universitätsprofessorin
- Dresser, Henry Eeles (1838–1915), englischer Geschäftsmann und Ornithologe
- Dresser, Ivan (1896–1956), US-amerikanischer Langstreckenläufer
- Dresser, Lee (1941–2014), US-amerikanischer Sänger, Komponist und Musiker
- Dresser, Louise (1878–1965), US-amerikanische Film- und Theaterschauspielerin
- Dresser, Mark (* 1952), amerikanischer Jazzmusiker und Komponist
- Dresser, Matthäus (1536–1607), deutscher Schulhumanist und Historiker
- Dresser, Paul (1858–1906), US-amerikanischer Sänger, Songwriter, Entertainer und Musikverleger
- Dresser, Solomon Robert (1842–1911), US-amerikanischer Politiker
- Dreßing, Harald (* 1957), deutscher Psychiater
- Dressler, Adolf (1833–1881), deutscher Maler
- Dressler, Alan (* 1948), US-amerikanischer Astronom
- Dressler, Albert (1822–1897), deutscher Kupferstecher und Maler
- Dreßler, Albert (1885–1962), deutscher Offizier, kommissarischer SA-Führer
- Dressler, Alexander (1935–2016), deutscher Mathematiker
- Dressler, Alfred (1900–1976), deutscher Schriftsteller
- Dressler, August Wilhelm (1886–1970), deutscher Maler
- Dreßler, Benno von (1842–1896), deutscher Rittergutsbesitzer und Parlamentarier
- Dressler, Bernhard (1947–2023), deutscher Theologe
- Dreßler, Bruno (1879–1952), deutscher Schriftsetzer, Verleger und Gründer der Buchgemeinschaft Büchergilde Gutenberg
- Dreßler, Carsten (1843–1929), deutscher Brauereibesitzer
- Dressler, Christoph (* 1993), österreichischer BeachvolleyballspielerChristoph Dressler (* 1993)

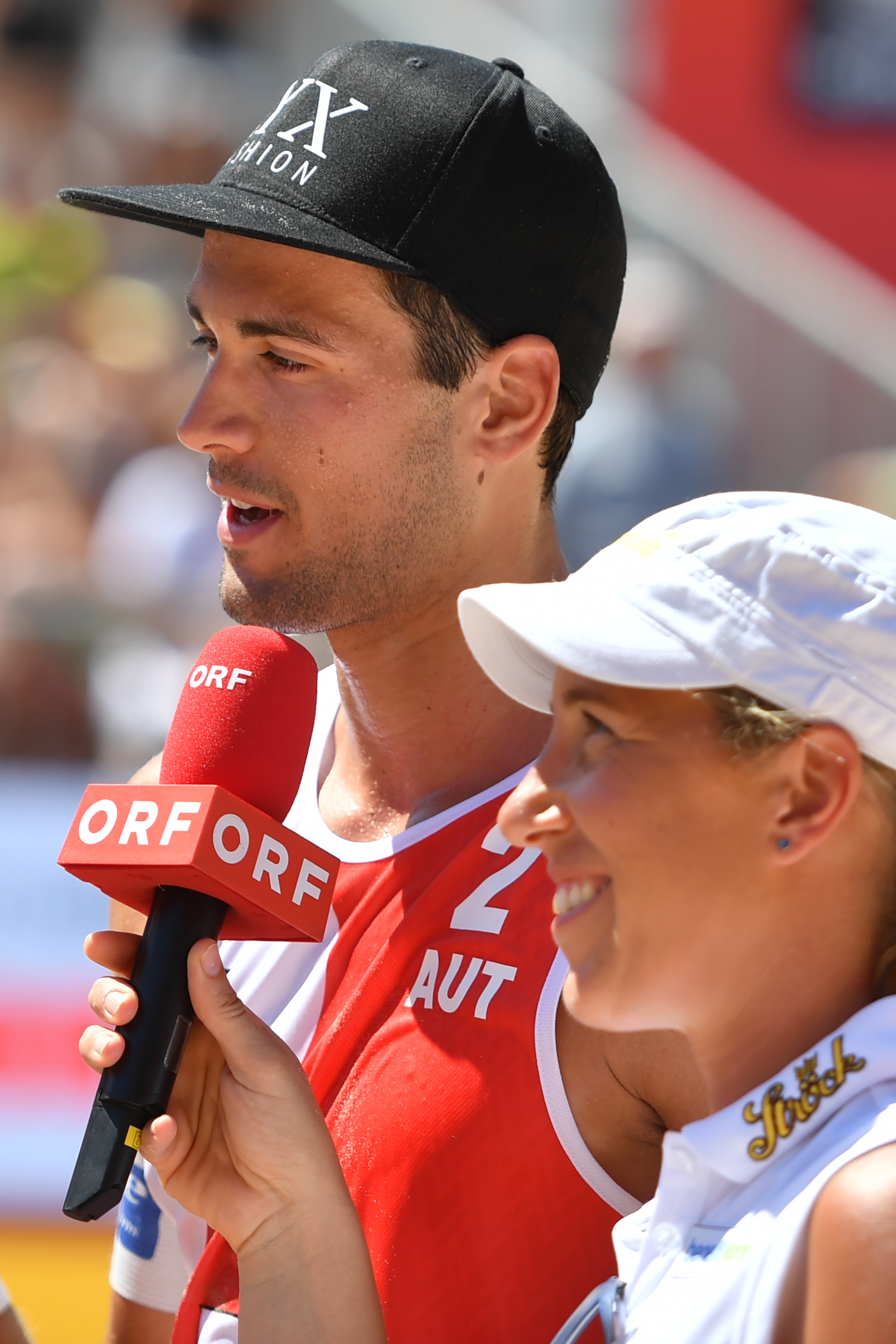
Christoph Dressler (* 1993)

- Dressler, Conrad (1856–1940), englischer Keramiker und Bildhauer
- Dressler, Dieter (1932–2011), deutscher Maler
- Dressler, Dirk (* 1958), deutscher Neurologe und Psychiater
- Dressler, Ernst Christoph (1734–1779), deutscher Komponist, Tenor, Geiger und Musiktheoretiker
- Dressler, Falko (* 1971), deutscher Informatiker und Hochschullehrer an der Technischen Universität Berlin
- Dreßler, Franz (1862–1937), sächsischer Generalmajor
- Dreßler, Fridolin (1921–2013), deutscher Bibliothekar, Handschriftenforscher und Landeshistoriker
- Dressler, Friedrich Reinhold (* 1845), deutscher Altphilologe und Gymnasiallehrer
- Dreßler, Gallus (1533–1581), deutscher Kantor und Komponist
- Dressler, Grant (* 1997), US-amerikanischer Basketballspieler
- Dressler, Hans (1869–1943), deutscher Maler und Zeichner
- Dreßler, Heinz (* 1937), deutscher Fußballspieler
- Dreßler, Helmut (1910–1974), deutscher Verleger und Geschäftsführer der Buchgemeinschaft Büchergilde Gutenberg
- Dreßler, Herbert (1926–2010), deutscher Politiker (CDU der DDR)
- Dreßler, Hermann (* 1882), deutscher Autor
- Dressler, Hilmar (1921–2019), deutscher Sportfunktionär
- Dressler, Holm (* 1949), deutscher Autor, Regisseur und Produzent
- Dreßler, Jan (* 1961), deutscher Facharzt für Rechtsmedizin
- Dressler, Jason (* 1976), kanadisch-deutscher Basketballspieler
- Dreßler, Johannes (1924–2019), deutscher evangelischer Theologe und Autor
- Dressler, Konrad von (1885–1955), deutscher Gutsbesitzer und Politiker
- Dressler, Lieux (1930–2018), US-amerikanische Schauspielerin
- Dreßler, Lili (1857–1927), deutsche Opernsängerin (Sopran) und Gesangspädagogin
- Dreßler, Luca (* 2002), deutscher Radrennfahrer
- Dressler, Marie (1868–1934), kanadische SchauspielerinMarie Dressler (1868–1934)

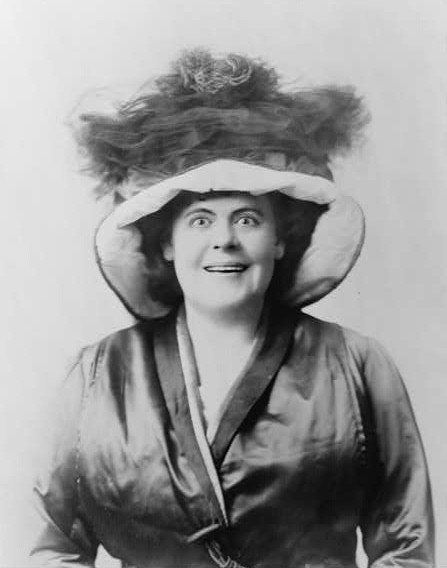
Marie Dressler (1868–1934)

- Dreßler, Max (* 1882), deutscher Hauptschriftleiter und Schriftsteller
- Dreßler, Norbert (* 1944), deutscher Politiker (SED)
- Dreßler, Oskar von (1838–1910), deutscher Verwaltungsjurist und Landrat
- Dressler, Otto (1930–2006), deutscher Bildhauer und Aktionskünstler
- Dressler, Peter (1942–2013), österreichischer Fotokünstler
- Dressler, Richard (1872–1931), deutscher Kapitän
- Dressler, Rolf (* 1941), deutscher Journalist
- Dressler, Romas (* 1987), deutscher Fußballspieler
- Dreßler, Rudolf (1940–2025), deutscher Politiker (SPD) und ehemaliger Diplomat, MdBRudolf Dreßler (1940–2025)

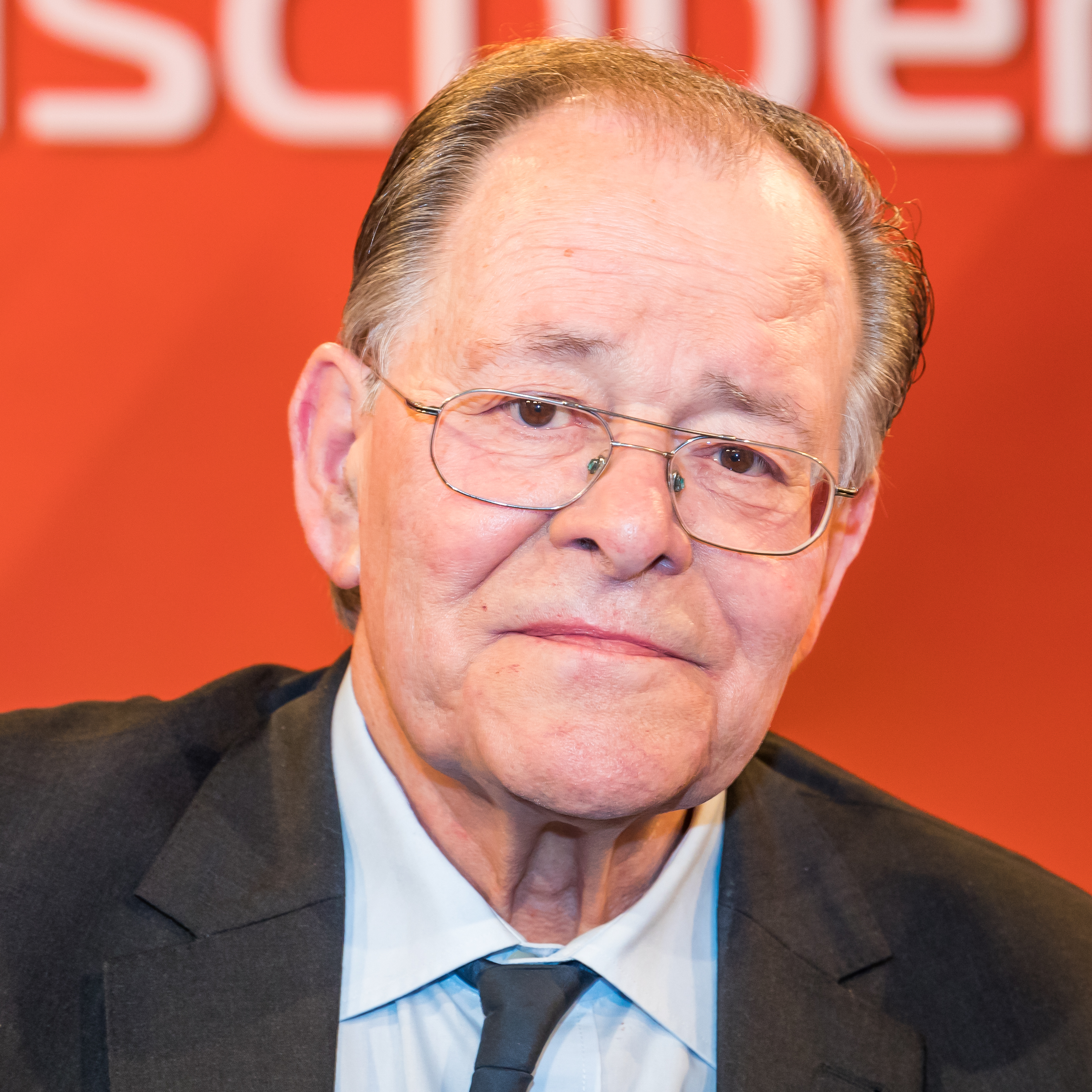
Rudolf Dreßler (1940–2025)

- Dressler, Sören (* 1965), deutscher Wirtschaftswissenschaftler und Hochschullehrer
- Dreßler, Sören (* 1975), deutscher Fußballspieler
- Dressler, Stefan (* 1980), deutscher Autor und Songtexter
- Dreßler, Wilhelm (1893–1945), deutscher Politiker (NSDAP), MdR
- Dressler, Willy Oskar (1876–1954), deutscher Maler, Innenarchitekt und Herausgeber
- Dressler, Wolf-Dieter (* 1943), deutscher Richter
- Dressler, Wolfgang U. (* 1939), österreichischer Linguist
- Dressler, Wolfram (* 1973), kanadischer Geograph
- Dreßler-Andreß, Horst (1899–1979), deutscher Präsident der Reichsrundfunkkammer, NDPD-Funktionär
- Dressler-Lehnhof, Frank (* 1976), deutscher Radrennfahrer
- Dresslerová, Katka (* 1998), tschechische Handballspielerin
- Dressman, Jennifer, Pharmazeutin und ehemalige Hochschullehrerin

#### Drest
- Drest VII. († 729), König der Pikten
- Dresta (* 1971), US-amerikanischer Rapper

#### Dresz
- Dreszer, Miroslav (* 1965), polnischer Fußballtorhüter

### Dret
- Dretske, Fred (1932–2013), US-amerikanischer Philosoph
- Dretzel, Valentin († 1658), deutscher Organist und Komponist

### Dreu
- Dreu, Carsten K. W. De (* 1966), niederländischer Verhaltensforscher und Hochschullehrer für Psychologie und Verhaltensökonomik
- Dreuer, Dominicus, deutscher Hofbediensteter bei Herzog Heinrich dem Jüngeren von Braunschweig-Wolfenbüttel und braunschweigischer Landeshistoriker
- Dreujou, Jean-Marie (* 1959), französischer Kameramann
- Dreux d’Amiens, Kastellan von Amiens, Herr von Vignacourt und Flexicourt, Kreuzfahrer
- Dreux IV. de Mello (1138–1218), Kreuzritter, Connétable von Frankreich
- Dreux, René (1891–1980), französischer Autorennfahrer
- Dreux, Robert III. de († 1351), französischer Adliger, Großmeister von Frankreich
- Dreux, Yolande de, Royal Consort von König Alexander III. von Schottland

### Drev
- Drev, Ana (* 1985), slowenische Skirennläuferin
- Dreven, Dana van (* 1974), niederländische Hardstyle- und Hardcore-Techno-DJ
- Drevenstedt, Michael (* 1961), deutscher Sportreporter
- Drever, Ronald (1931–2017), britischer Physiker
- Drevermann, Fritz (1875–1932), deutscher Paläontologe
- Drevermann, Marlis (* 1952), deutsche Sozialwissenschaftlerin, Stadträtin (SPD) sowie Kultur- und Schuldezernentin der Stadt Hannover
- Dreves, Detlev Friedrich (1776–1843), Jurist, Advokat und Landsyndikus der Mecklenburgischen Ritterschaft
- Dreves, Georg Johann Simon (1774–1832), deutscher Theologe und Pädagoge
- Dreves, Guido Maria (1854–1909), deutscher Jesuit, Hymnologe und geistlicher Lyriker
- Dreves, Johann Friedrich Peter (1772–1816), deutscher Botaniker
- Dreves, Leberecht (1816–1870), Lyriker
- Drevet, Camille (1881–1969), französische Feministin, Pazifistin und Antikolonialistin
- Drevet, Christian (* 1951), französischer Architekt
- Drevet, Claude (1697–1781), französischer Kupferstecher
- Drevet, Joannès (1854–1940), französischer Maler und Graveur
- Drevet, Pierre Imbert (1697–1739), französischer Kupferstecher
- Dréville, Jean (1906–1997), französischer Filmregisseur und Drehbuchautor
- Drevina, Armand (* 1994), deutscher Fußballspieler
- Drevlow, W. E. (1890–1975), US-amerikanischer Politiker
- Drevo, Andrew (* 1981), US-amerikanischer Basketballspieler
- Drevs, Gustav (1907–1988), deutscher Politiker (CDU), MdL
- Drevs, Joachim (* 1966), deutscher Hämatologe, Onkologe und Hochschullehrer
- Drevs, Merten (1934–2022), deutscher Jurist in der Finanzverwaltung, Staatssekretär in Mecklenburg-Vorpommern
- Drevs, Wolf-Dietrich (1916–2008), deutscher Politiker (CDU), MdL

### Drew
- Drew, Alvin (* 1962), amerikanischer Astronaut
- Drew, Andrew (1885–1913), US-amerikanischer Tennisspieler
- Drew, Annalisa (* 1993), US-amerikanische Freestyle-Skisportlerin
- Drew, Benjamin (1812–1903), amerikanischer Abolitionist und Autor
- Drew, Charles R. (1904–1950), US-amerikanischer Chirurg
- Drew, Daniel (1797–1879), US-amerikanischer Geschäftsmann
- Drew, Doris, US-amerikanische Pop- und Jazzsängerin
- Drew, Ellen (1914–2003), US-amerikanische Schauspielerin
- Drew, Francis (1910–1968), australischer Kugelstoßer
- Drew, Franklin M. (1837–1925), US-amerikanischer Politiker und Offizier
- Drew, George A. (1894–1973), kanadischer Politiker
- Drew, George Franklin (1827–1900), US-amerikanischer Politiker
- Drew, Howard (1890–1957), US-amerikanischer Sprinter
- Drew, Ira W. (1878–1972), US-amerikanischer Politiker
- Drew, Irving W. (1845–1922), US-amerikanischer Politiker
- Drew, James Mulcro (1929–2010), US-amerikanischer Komponist und Musikpädagoge
- Drew, Jane (1911–1996), englische Architektin und Stadtplanerin
- Drew, Jazzamay (* 1994), britische Tennisspielerin
- Drew, Jed (* 2003), australischer Fußballspieler
- Drew, John (* 1927), britischer Jazz-Bassist des Swing und des Modern Jazz
- Drew, Jordan (* 1995), australischer Rugby-League-Spieler
- Drew, Kenny junior (1958–2014), US-amerikanischer klassischer und Jazz-Pianist
- Drew, Kenny senior (1928–1993), amerikanischer Jazz-Pianist des Mainstream Jazz und Hardbop
- Drew, Larry (* 1958), US-amerikanischer Basketballspieler und -trainer
- Drew, Laurie, kanadische Kostümbildnerin in Fernsehserien und Filmen
- Drew, Lee (* 1976), englischer Squashspieler
- Drew, Malaya (* 1978), US-amerikanische Theater-, Film- und Fernsehschauspielerin
- Drew, Martin (1944–2010), englischer Jazzschlagzeuger
- Drew, Mim (* 1971), US-amerikanische Schauspielerin und Synchronsprecherin
- Drew, Norma (1903–1998), US-amerikanische Schauspielerin
- Drew, Phelim (* 1969), irischer Schauspieler
- Drew, Richard (* 1946), US-amerikanischer Fotojournalist
- Drew, Richard Gurley (1899–1980), US-amerikanischer Erfinder des Klebebands
- Drew, Ronnie (1934–2008), irischer Sänger und Gitarrist
- Drew, Sarah (* 1980), US-amerikanische Schauspielerin
- Drew, Terrance, Ministerpräsident von St. Kitts und Nevis
- Drew, Thomas Stevenson (1802–1879), US-amerikanischer Politiker, Gouverneur von Arkansas
- Drew-Baker, Kathleen Mary (1901–1957), britische Algologin
- Drewal, Alexander Konstantinowitsch (* 1944), sowjetischer Wasserballspieler
- Drewanz, Hans (1929–2021), deutscher Dirigent und Hochschullehrer
- Drewe, Cedric (1896–1971), britischer Politiker, Unterhausabgeordneter
- Drewe, Robert (* 1943), australischer Romancier, Journalist und Autor von Kurzgeschichten
- Drewello, Eugen (1825–1876), deutscher Verwaltungsjurist, Landrat und Parlamentarier
- Drewello, Hansjörg (* 1965), deutscher Wirtschaftswissenschaftler
- Drewello, Thomas (* 1961), deutscher Chemiker und Hochschullehrer
- Drewelwecz, Anton († 1603), Instrumentenbauer der Renaissance
- Drewermann, Eugen (* 1940), katholischer Theologe und PsychotherapeutEugen Drewermann (* 1940)

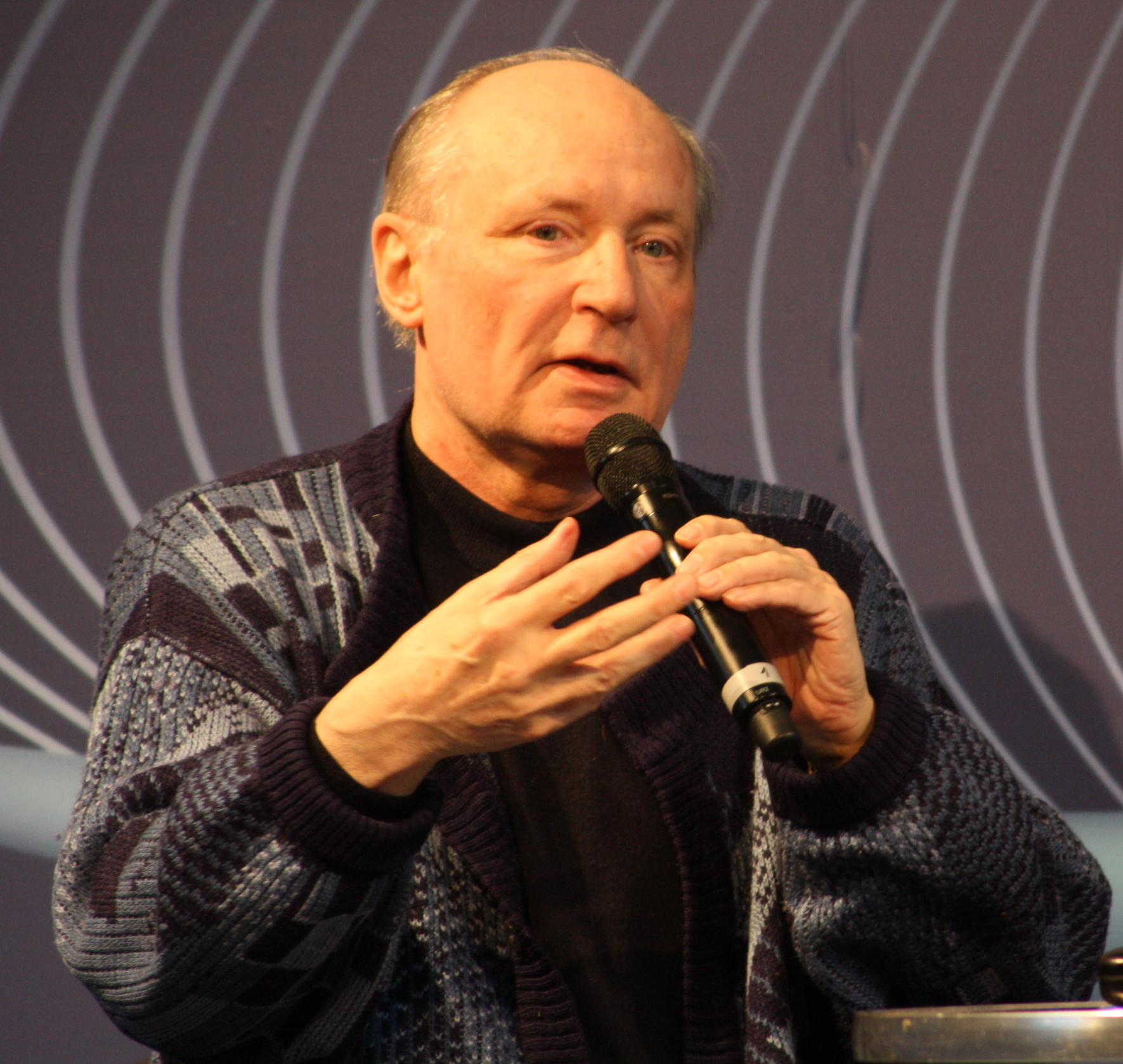
Eugen Drewermann (* 1940)

- Drewes, Billy (* 1952), US-amerikanischer Jazzmusiker (Saxophon, Klarinette und Flöte)
- Drewes, Dagmar (1937–2024), deutscher Fußballspieler
- Drewes, Daniel (* 1972), deutscher Schauspieler
- Drewes, Ernst (1903–1991), deutscher Verwaltungsbeamter und Politiker (NSDAP)
- Drewes, Franz (1929–2017), deutscher Verwaltungsjurist
- Drewes, G. W. J. (1899–1992), niederländischer Orientalist und Islamwissenschaftler
- Drewes, Georg (1806–1842), deutscher Goldschmied, Königlich Hannoverscher Hof-, Gold- und Silberarbeiter
- Drewes, Hans Leo (1922–1999), deutscher Geistlicher, Weihbischof in Paderborn
- Drewes, Heinz (1903–1980), deutscher Dirigent und Kulturfunktionär
- Drewes, Hellmuth (* 1934), österreichischer Komponist, Musiker und Chorleiter
- Drewes, Karl (1895–1958), deutscher Offizier in der Luftwaffe
- Drewes, Maria (1934–2022), österreichische Kochbuchautorin
- Drewes, Martin (1918–2013), deutscher Pilot und Luftfahrtautor
- Drewes, Michael (* 1944), deutsch-mexikanischer Architekt, Kunst- und Bauhistoriker und Komponist
- Drewes, Otto (1845–1910), deutscher Opernsänger (Bass)
- Drewes, Patrick (* 1993), deutscher FußballtorhüterPatrick Drewes (* 1993)

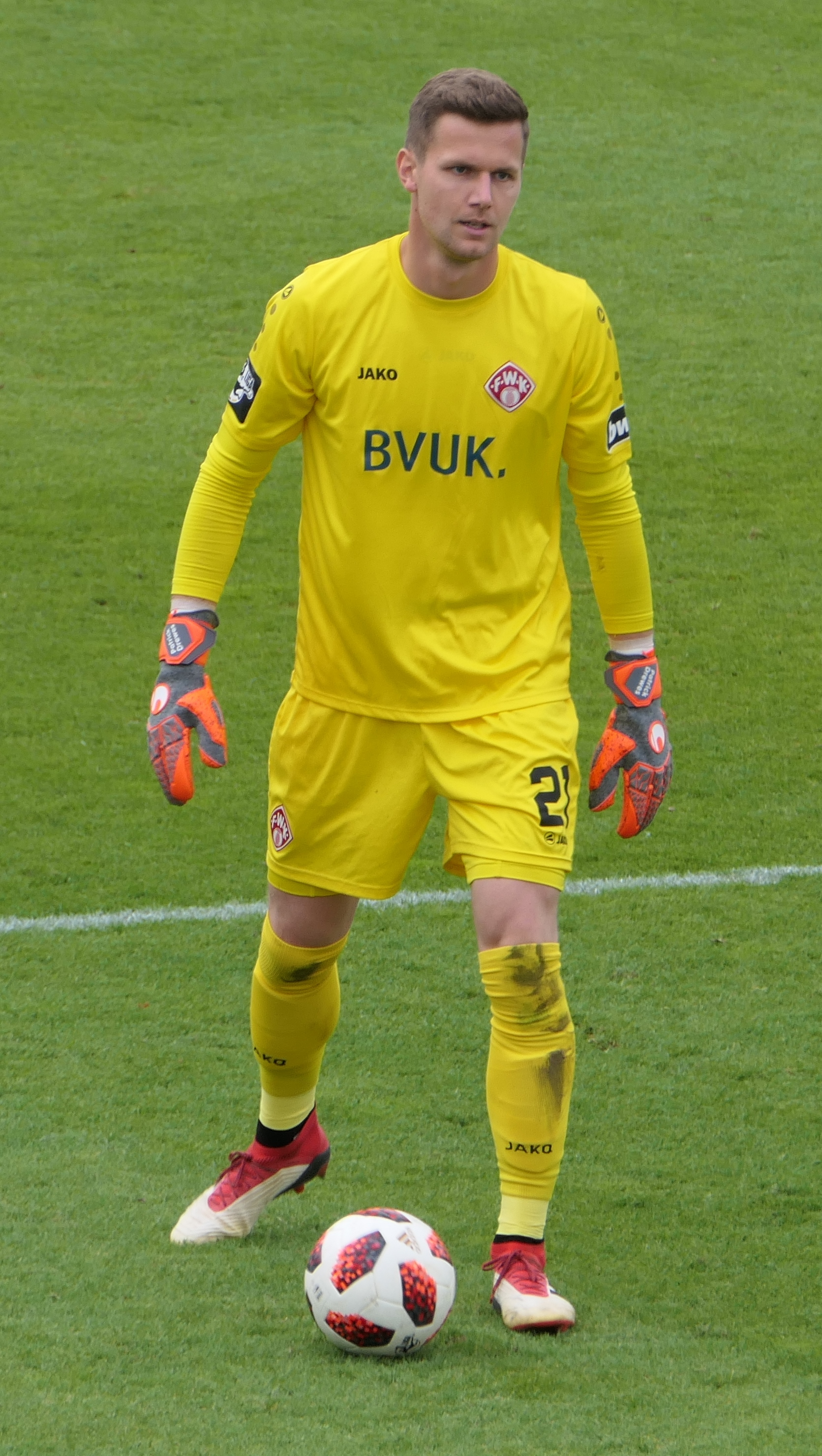
Patrick Drewes (* 1993)

- Drewes, Ulrich (* 1966), deutscher Schauspieler
- Drewes, Werner (1899–1985), deutsch-amerikanischer Maler und Druckgrafiker
- Drewett, Brad (1958–2013), australischer Tennisspieler
- Drewett, Ed (* 1988), britischer Singer-Songwriter
- Drewiske, Davis (* 1984), US-amerikanischer Eishockeyspieler
- Drewitz, Christina (* 1986), deutsche Fußballspielerin
- Drewitz, Christoph (* 1979), deutscher Schauspieler, Regisseur und Übersetzer
- Drewitz, Hermann (1887–1955), deutscher Politiker (Wirtschaftspartei, CDU)
- Drewitz, Ingeborg (1923–1986), deutsche SchriftstellerinIngeborg Drewitz (1923–1986)

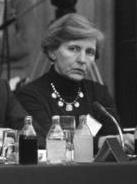
Ingeborg Drewitz (1923–1986)

- Drewitz, Johann (1761–1845), deutscher Schauspieler
- Drewitz, Karl Wilhelm (1806–1888), deutscher Architekt und preußischer Baubeamter
- Drewitz, Reinhard (1882–1955), deutscher Segelsportler & Bootskonstrukteur
- Drewke, Karl (1895–1960), deutscher Politiker (SPD), MdL
- Drewke, Renate (* 1952), deutsche Politikerin (SPD), MdL
- Drewniok, Heinz (1949–2011), deutscher Schauspieler, Regisseur, Journalist und Autor
- Drewniok, Kimberly (* 1997), deutsche Volleyballspielerin
- Drewnowski, Jerzy (* 1941), deutscher Wissenschaftshistoriker, Philosoph und Ethiker
- Drewnowski, Marek (* 1946), polnischer Pianist
- Drewo, Carl (1929–1995), österreichischer Jazz-Saxophonist
- Drewry, Arthur (1891–1961), britischer Fußball-Funktionär, FIFA-Präsident
- Drewry, Patrick H. (1875–1947), US-amerikanischer Politiker
- Drews, Arthur (1865–1935), deutscher Philosoph und Schriftsteller
- Drews, Arthur (1884–1964), preußischer Landrat
- Drews, Berta (1901–1987), deutsche Schauspielerin
- Drews, Bill (1870–1938), deutscher JuristBill Drews (1870–1938)

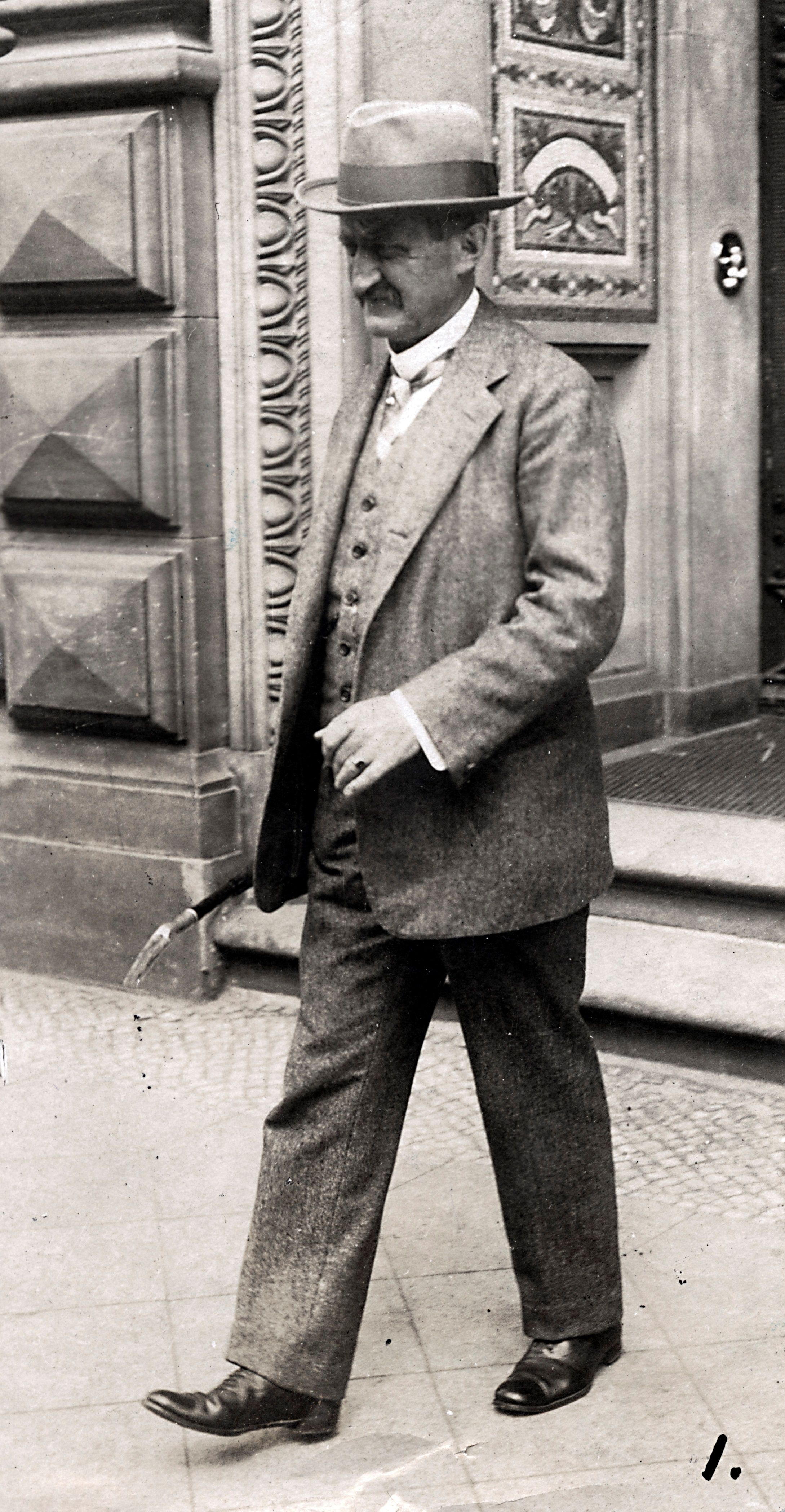
Bill Drews (1870–1938)

- Drews, Bruno (1898–1969), deutscher Chemiker
- Drews, Carl (1894–1973), deutscher Kameramann
- Drews, Clara (* 2000), deutsche Synchronsprecherin
- Drews, Corinna (* 1962), deutsche Schauspielerin und Fotomodell
- Drews, Egon (1926–2011), deutscher Kanute
- Drews, Ellen (* 1908), deutsche Diplomingenieurin und Richterin am Bundespatentgericht
- Drews, Erhard (* 1952), deutscher Generalmajor des Heeres der Bundeswehr
- Drews, Friederike, deutsche Regisseurin und Schauspielerin
- Drews, Friedrich (1878–1951), deutscher Bäckermeister und Politiker (SPD)
- Drews, Friedrich (1898–1958), deutscher Politiker
- Drews, Gerald (* 1954), deutscher Journalist, Literaturagent und Aphoristiker
- Drews, Gerhard (* 1954), deutscher Fußballspieler
- Drews, Gerhart (1925–2023), deutscher Mikrobiologe
- Drews, Günter (* 1967), deutscher Fußballspieler
- Drews, Hannes (* 1982), deutscher FußballtrainerHannes Drews (* 1982)

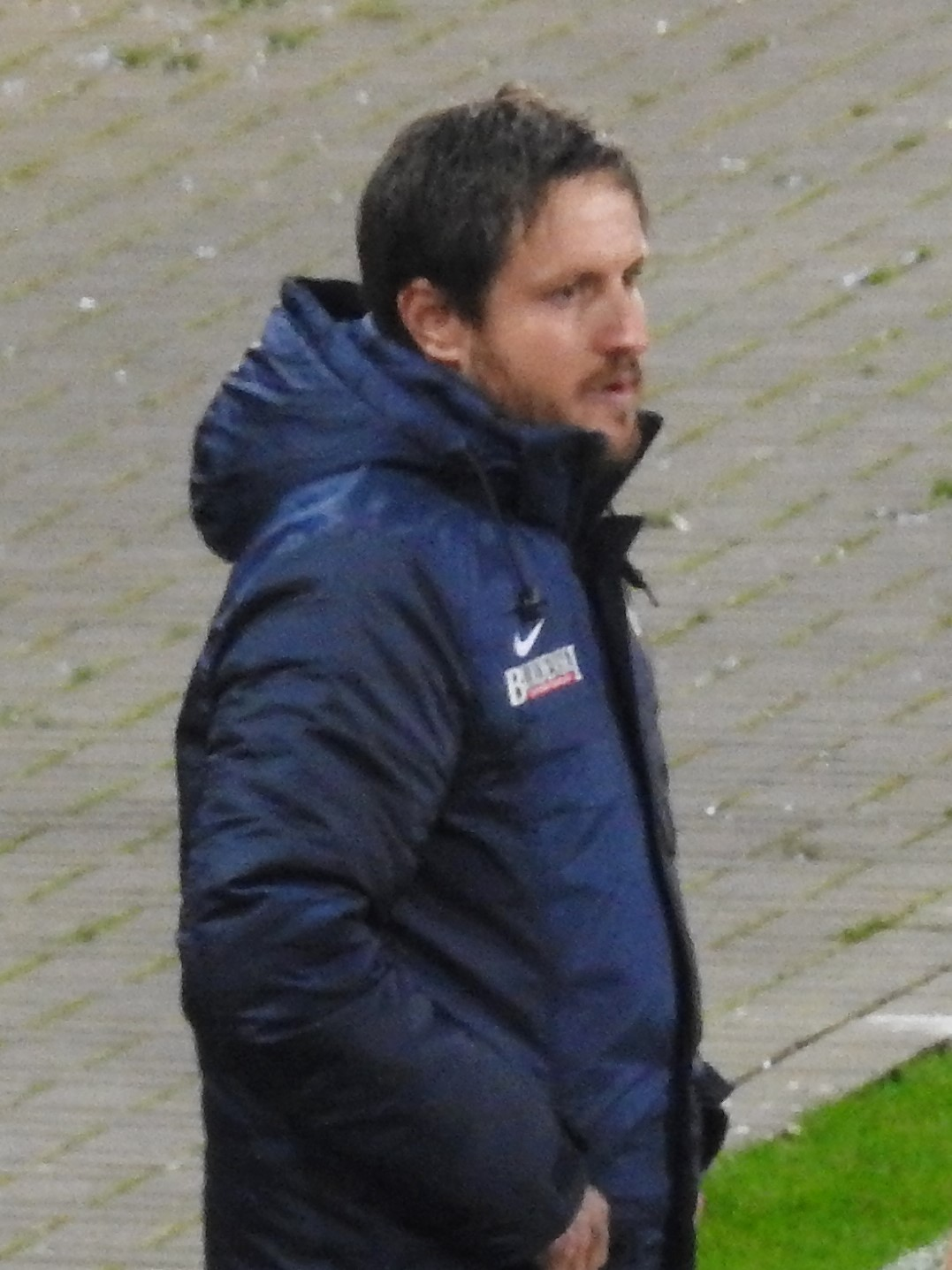
Hannes Drews (* 1982)

- Drews, Herbert (1907–1949), deutscher Motorradrennfahrer
- Drews, Ingeborg (1938–2019), deutsche Lyrikerin, bildende Künstlerin und Journalistin
- Drews, Joachim (* 1980), deutscher Ruderer
- Drews, Joelina (* 1995), deutsche Sängerin
- Drews, Jörg (1938–2009), deutscher Literaturwissenschaftler und Literaturkritiker
- Drews, Judith (* 1973), deutsche Designerin, Illustratorin und Autorin von Kinderbüchern
- Drews, Jürgen (1933–2024), deutscher Mediziner
- Drews, Jürgen (* 1945), deutscher SchlagersängerJürgen Drews (* 1945)

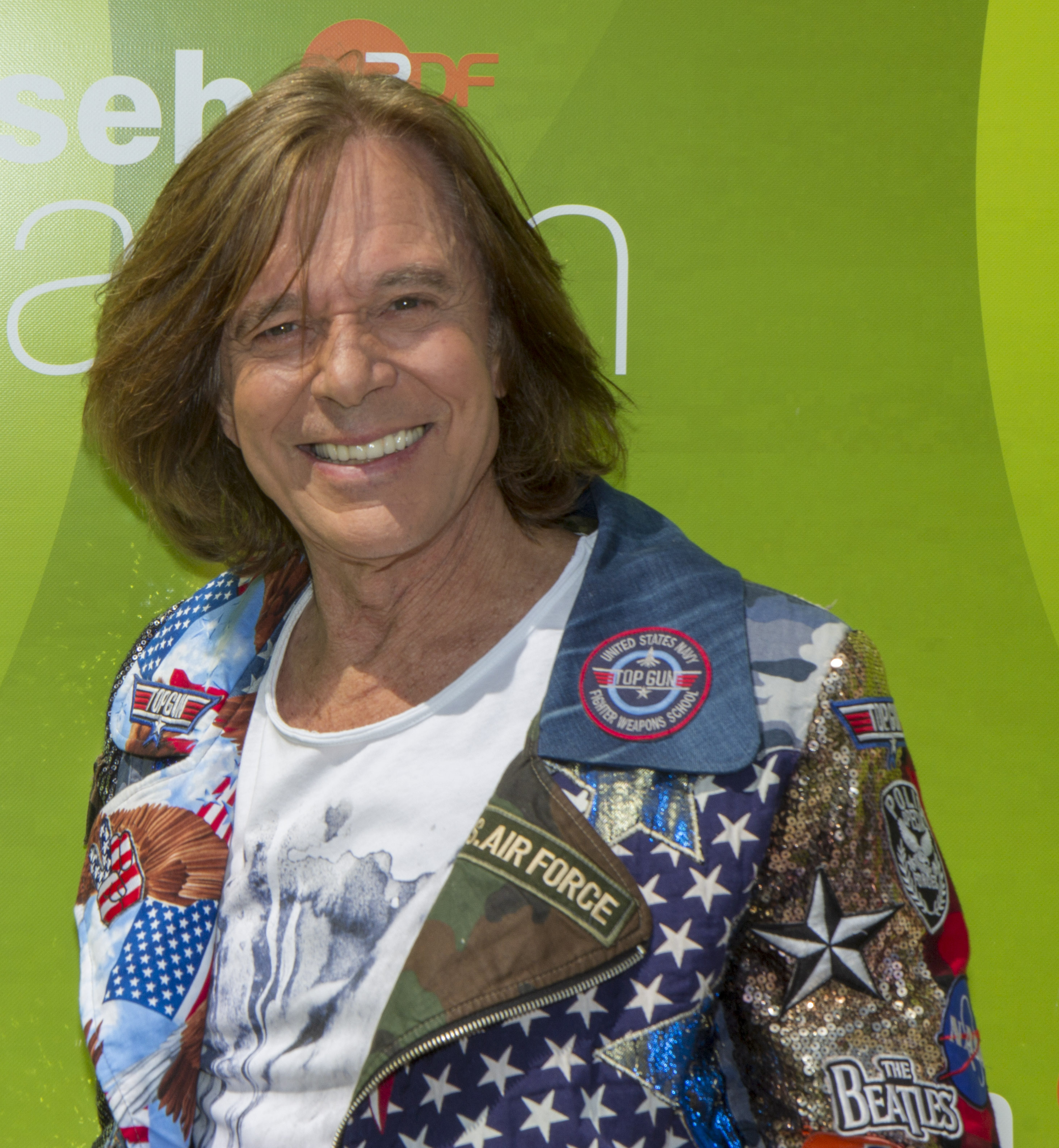
Jürgen Drews (* 1945)

- Drews, Karl (1901–1942), österreichischer Schauspieler
- Drews, Karl-Heinz (* 1929), deutscher Militär, Stadtkommandant von Ost-Berlin
- Drews, Michael (* 1965), deutscher Fußballspieler
- Drews, Monika (1942–2022), deutsche Politikerin (SPD), MdA
- Drews, Oshane (* 2001), deutscher Basketballspieler
- Drews, Otto (1910–1974), deutscher Polizeibeamter, Mitglied des Sonderkommandos 1005-Mitte
- Drews, Paul (1858–1912), deutscher evangelisch-lutherischer Theologe und Pfarrer
- Drews, Paul (1896–1969), Mitglied der Lübecker Bürgerschaft (KPD)
- Drews, Peter (* 1946), deutscher Slawist
- Drews, Robert (* 1936), amerikanischer Althistoriker
- Drews, Rüdiger (* 1942), deutscher Generalleutnant der Bundeswehr
- Drews, Rudolf (1920–2006), deutscher Fußballspieler
- Drews, Stefan (* 1977), deutscher Volleyballtrainer
- Drews, Stefan (* 1979), deutscher Zehnkämpfer
- Drews, Tobias (* 1973), deutscher Sportjournalist
- Drews, Ursula (* 1938), deutsche Pädagogin und Hochschullehrerin für Grundschulpädagogik
- Drews, Walter (1917–2005), deutscher Politiker (CDU), MdHB
- Drews, Werner (1914–1974), deutscher Offizier, zuletzt Generalmajor der Bundeswehr
- Drews, Werner (* 1940), deutscher Fußballspieler
- Drews, Werner (* 1952), deutscher Fußballspieler
- Drews, Wolfgang (* 1966), deutscher Politiker (CDU), MdHB
- Drews, Wolfram (* 1966), deutscher Historiker
- Drews, Yannick (* 1997), deutscher Eishockeyspieler
- Drews-Bernstein, Charlotte (1936–2022), deutsche Drehbuchautorin, Regisseurin, Hörbuchproduzentin und Rundfunkautorin
- Drewsen, Viggo Beutner (1858–1930), dänischer Chemiker

### Drex
- Drexel, Albert (1889–1977), österreichischer katholischer Priester, Sprachwissenschaftler und Völkerkundler
- Drexel, Alfred (1900–1934), deutscher Bergsteiger, Maschinenbauingenieur und Eisenbahn-Beamter
- Drexel, Anthony Joseph (1826–1893), US-amerikanischer Bankier und Philanthrop
- Drexel, Christof (1886–1979), deutscher Maler und Kunstpädagoge
- Drexel, Cilli (* 1975), deutsche Theaterschauspielerin, -regisseurin und Sprecherin
- Drexel, Ellen (1919–2002), deutsche BalletttänzerinEllen Drexel (1919–2002)

Ellen Drexel (1919–2002)

- Drexel, Franz Martin (1792–1863), österreichisch-US-amerikanischer Maler und Bankier
- Drexel, Friedrich (1885–1930), deutscher Provinzialrömischer Archäologe
- Drexel, Inge (1919–2014), österreichisch-deutsche Bühnen- und Filmschauspielerin
- Drexel, Ingrid (* 1993), mexikanische Radsportlerin
- Drexel, Jeremias (1581–1638), Erbauungsschriftsteller der Gegenreformation
- Drexel, Johann (1844–1905), österreichischer Politiker
- Drexel, Joseph E. (1896–1976), deutscher Volkswirt, Verleger, Publizist
- Drexel, Karl (1872–1954), österreichischer Politiker, Abgeordneter zum Reichsrat, zum Vorarlberger Landtag, zum Nationalrat und Mitglied des Bundesrats
- Drexel, Katharine Maria (1858–1955), amerikanische Ordensschwester, Ordensgründerin
- Drexel, Max (1914–2004), deutscher SS-Hauptsturmführer und Teilkommandoführer des Einsatzkommandos 12 der Einsatzgruppe D
- Drexel, Nancy (1910–1989), US-amerikanische Schauspielerin
- Drexel, Nikolaus (1795–1851), deutscher Maler und Lithograph
- Drexel, Ruth (1930–2009), deutsche Schauspielerin und RegisseurinRuth Drexel (1930–2009)

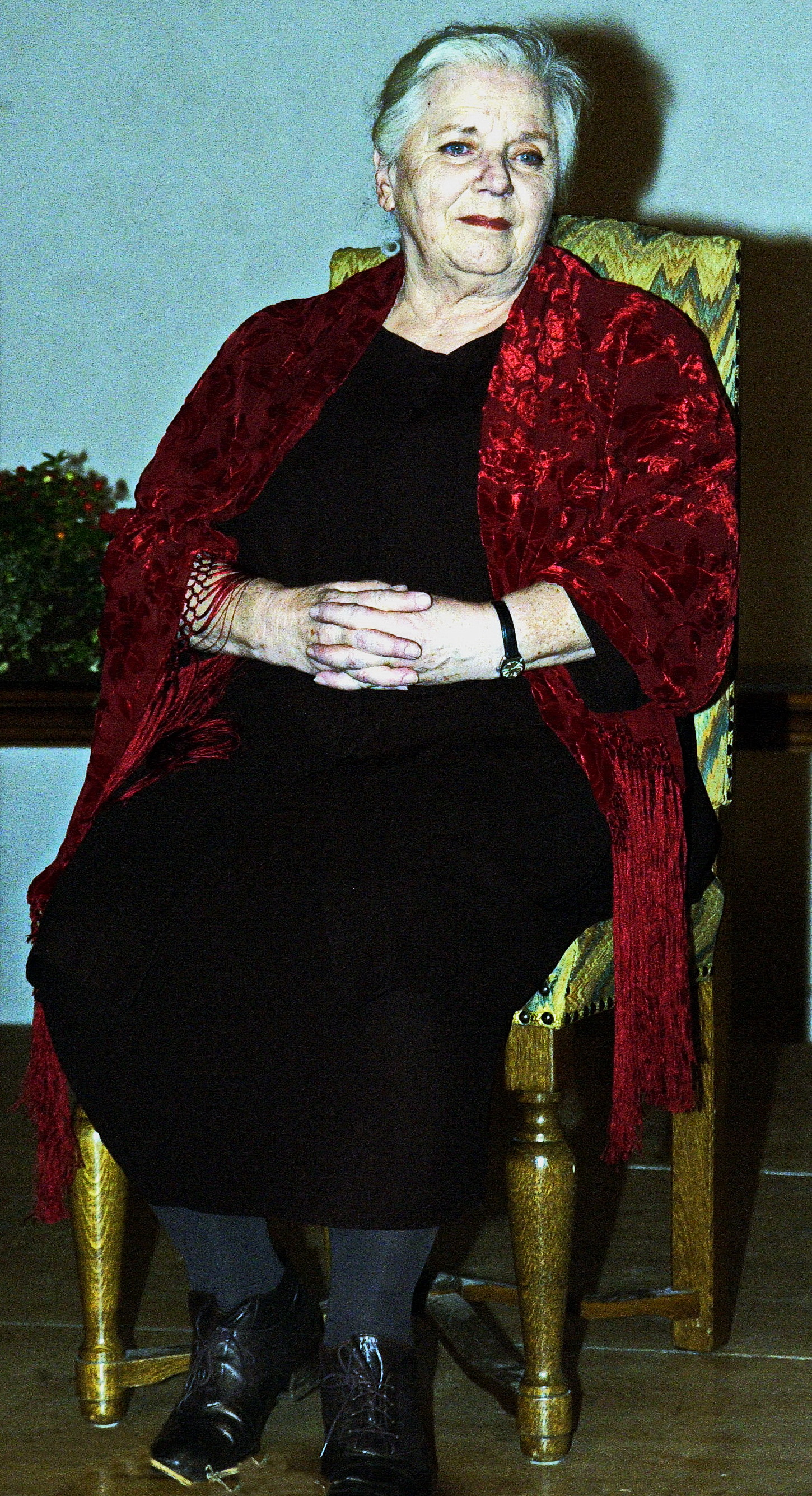
Ruth Drexel (1930–2009)

- Drexel, Simone (* 1957), Schweizer Sängerin
- Drexel, Wiltrud (* 1950), österreichische Skirennläuferin
- Drexelius, Günter (1939–2015), deutscher Verwaltungsbeamter und Politiker (CDU)
- Drexelius, Matthias (* 1966), deutscher Verwaltungsbeamter und Politiker (CDU)
- Drexelius, Wilhelm (1906–1974), deutscher Rechtsanwalt und Politiker (SPD), MdHB
- Drexhage, Hans-Joachim (* 1948), deutscher Althistoriker
- Drexhage, Karl-Heinz (1934–2022), deutscher Physikochemiker und Hochschullehrer
- Drexl, Angela (* 1968), deutsche Skirennläuferin
- Drexl, Franz (1885–1951), deutscher Byzantinist und Gymnasiallehrer
- Drexl, Josef (* 1962), deutscher Rechtswissenschaftler
- Drexl, Max (1887–1962), deutscher Rechtsanwalt und Kommunalpolitiker (CSU)
- Drexl, Richard (* 1952), deutscher Kommunalpolitiker, Oberst a. D. der Luftwaffe (Bundeswehr) und Autor
- Drexl, Susanne (* 1982), deutsche Opernsängerin (Mezzosopran)
- Drexler, Albert (* 1885), deutscher Erfinder und Unternehmer
- Drexler, Alois (1912–1988), deutscher Politiker (CSU), Mitglied der Verfassunggebenden Landesversammlung in Bayern und Bürgermeister
- Drexler, Anna (* 1990), deutsche Schauspielerin
- Drexler, Anton (1858–1940), österreichischer Architekt
- Drexler, Anton (1884–1942), deutscher Politiker und 1919 Mitbegründer der Deutschen Arbeiterpartei (DAP)Anton Drexler (1884–1942)

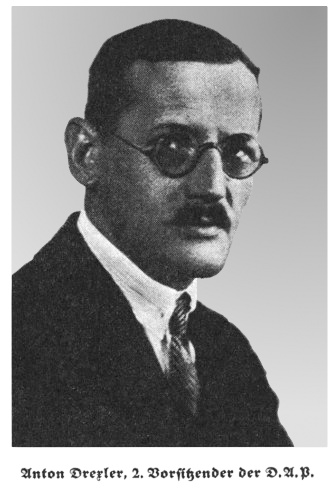
Anton Drexler (1884–1942)

- Drexler, Arlett (* 1980), deutsche Hörfunkmoderatorin, Synchron-, Hörspiel- und Werbesprecherin
- Drexler, Christoph (* 1955), deutscher Künstler
- Drexler, Christoph (* 1977), österreichischer Musiker und Kabarettist
- Drexler, Christopher (* 1971), österreichischer Politiker (ÖVP), Landeshauptmann der Steiermark
- Drexler, Clyde (* 1962), US-amerikanischer Basketballspieler
- Drexler, Dely (1898–1969), österreichische Schauspielerin
- Drexler, Dominick (* 1990), deutscher Fußballspieler und Fußballtrainer
- Drexler, Doug, Maskenbildner und Spezialeffektkünstler
- Drexler, Eric (* 1955), US-amerikanischer Pionier der molekularen Nanotechnologie und Autor
- Drexler, Ernst (* 1944), deutscher Sportschütze
- Drexler, Ferdinand (1912–1994), deutscher Politiker (SPD), MdL
- Drexler, Florian (* 1984), österreichischer Schauspieler, Regisseur, Musiker und Theaterpädagoge
- Drexler, Franz (1857–1933), deutscher Bildhauer
- Drexler, Friedrich (1858–1945), österreichischer Elektrotechniker
- Drexler, Gerhard (* 1964), deutscher Politiker (FDP)
- Drexler, Hans, Schweizer Schwimmer
- Drexler, Hans (1895–1984), deutscher Altphilologe
- Drexler, Hans (* 1955), deutscher Arbeitsmediziner und Universitätsprofessor
- Drexler, Helmut (1927–2016), deutscher Porzellanmaler
- Drexler, Helmut (1951–2009), deutscher Kardiologe und Hochschullehrer
- Drexler, Herbert (* 1954), deutscher Automobilrennfahrer und Unternehmer
- Drexler, Hilde (* 1983), österreichische Judoka
- Drexler, Jan Felix (* 1976), deutscher Arzt und Virologe
- Drexler, Jorge (* 1964), uruguayischer MusikerJorge Drexler (* 1964)

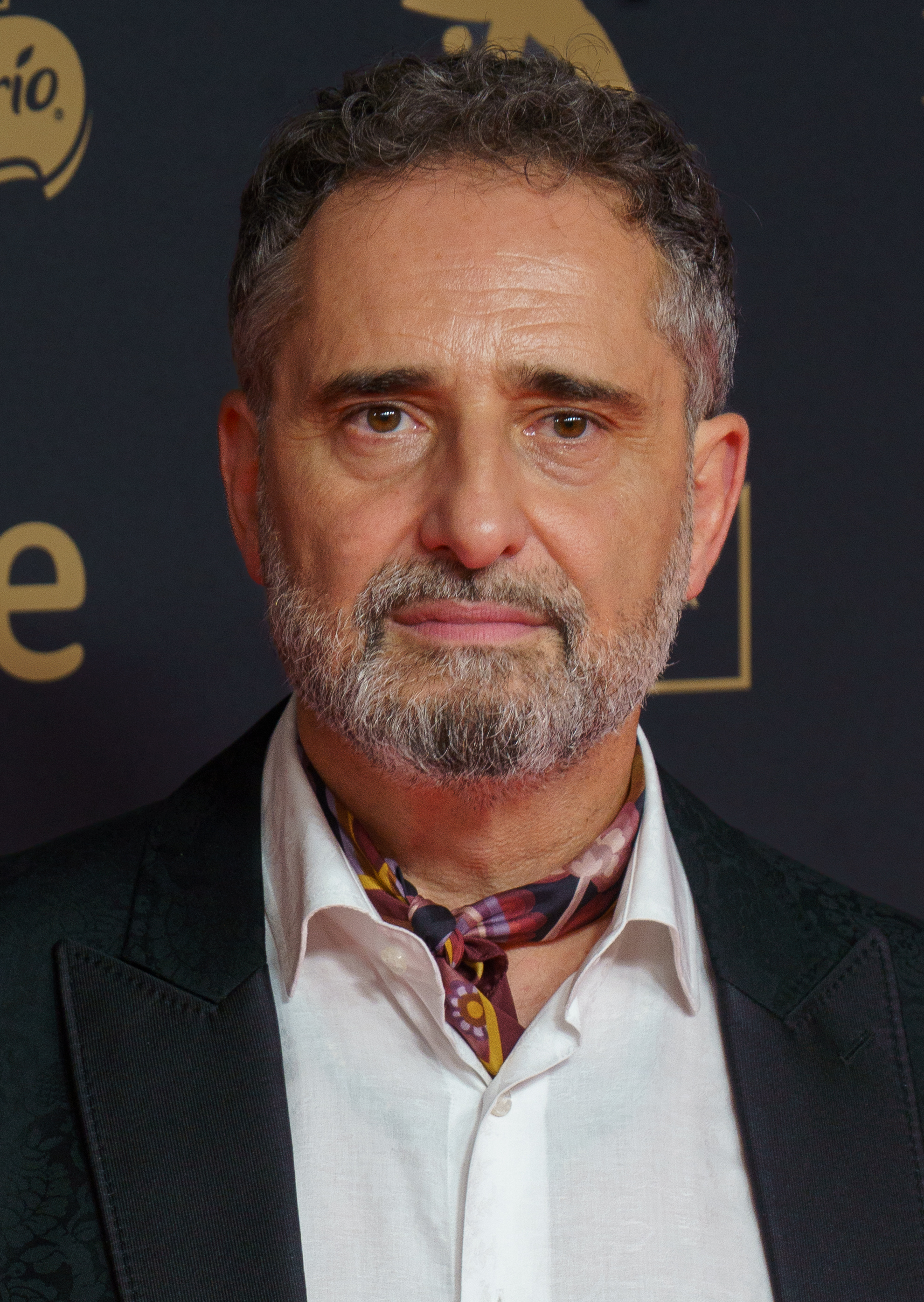
Jorge Drexler (* 1964)

- Drexler, Josef (1850–1922), österreichischer Architekt
- Drexler, Luna (1882–1933), polnische Bildhauerin und Malerin
- Drexler, Manfred (1951–2017), deutscher Fußballspieler und -trainer
- Drexler, Mathias (1790–1850), deutsch-österreichischer Steinmetz des Historismus, Lehrherr der Wiener Haupthütte
- Drexler, Oliver, deutscher Kampfsportler
- Drexler, Petra (* 1976), deutsche Diplomatin
- Drexler, Tim (* 2005), deutscher Fußballspieler
- Drexler, Toni (* 1947), deutscher Heimatpfleger und -autor
- Drexler, Werner (1928–2023), deutscher Musiker, Arrangeur und Komponist
- Drexler, Wilhelm (1858–1930), deutscher Historiker, Klassischer Philologe und Bibliothekar
- Drexler, Wolfgang (* 1946), deutscher Politiker (SPD), MdLWolfgang Drexler (* 1946)

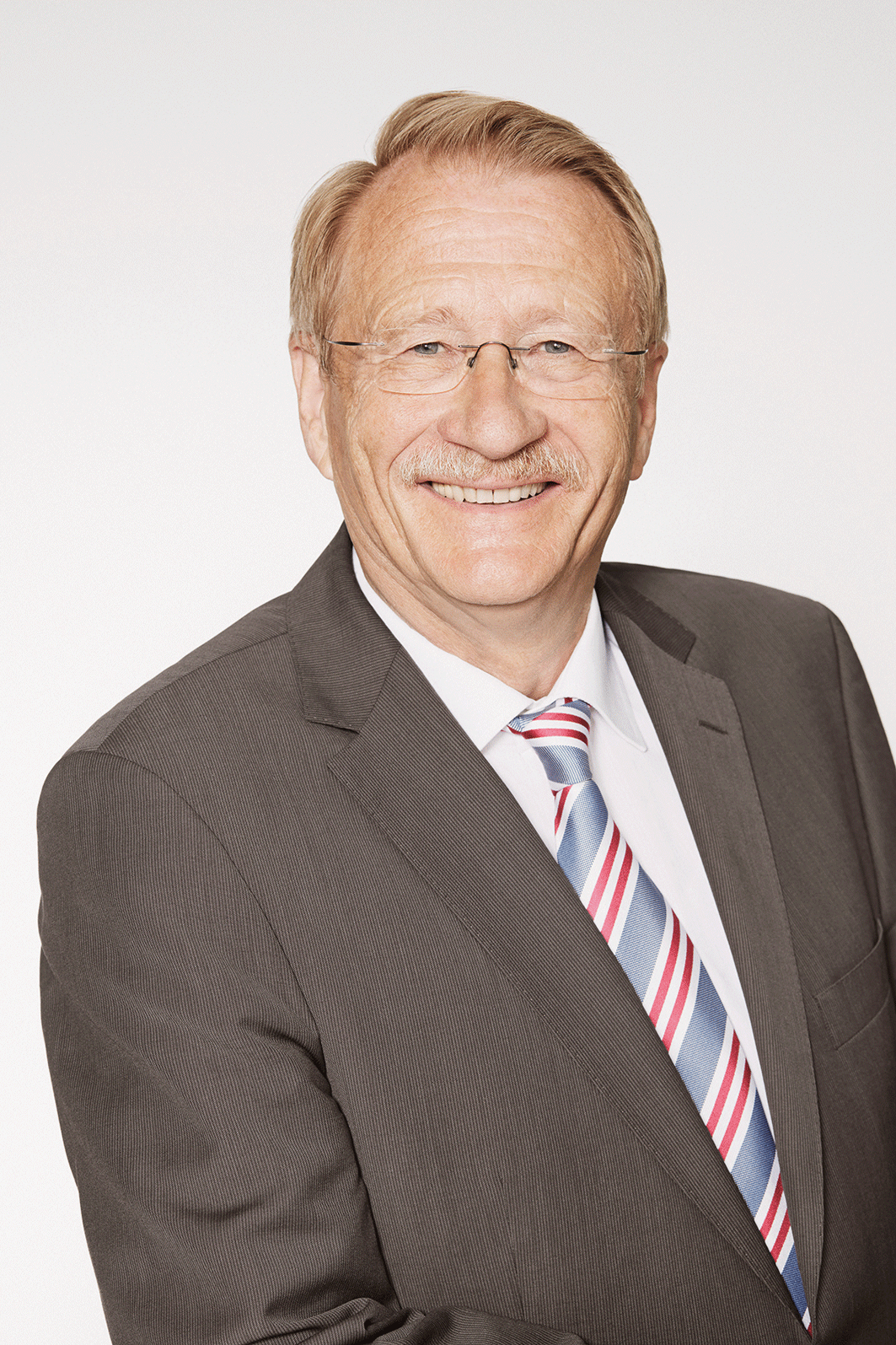
Wolfgang Drexler (* 1946)

- Drexlin, Guido (* 1958), deutscher Physiker

### Drey
- Drey, Arthur (1890–1965), Lyriker, Dramatiker, Essayist
- Drey, Johann Sebastian von (1777–1853), deutscher katholischer Theologe
- Drey, José Luiz (* 1973), brasilianischer Fußballspieler
- Drey, Peter (1824–1894), deutscher Lithograf
- Dreyblatt, Arnold (* 1953), US-amerikanischer Künstler und Komponist
- Dreybrodt, Wolfgang (1939–2025), deutscher Physiker und Hochschullehrer
- Dreydorff, Johann Georg (1834–1905), deutscher reformierter Theologe, Pfarrer, Philosoph und Autor
- Dreydorff, Johann Georg (1873–1935), deutscher Landschafts-, Genre-, Interieur- und Stilllebenmaler
- Dreyer von der Iller, Johann Traugott (1803–1871), österreichischer Offizier, Augen- und Militärarzt
- Dreyer, Aloys (1861–1938), bayerischer Lehrer, Schriftsteller und Bibliothekar
- Dreyer, Anders (* 1998), dänischer Fußballspieler
- Dreyer, Arthur (1870–1943), deutscher Orthopäde und NS-Opfer
- Dreyer, Axel (* 1957), deutscher Wirtschaftswissenschaftler und Hochschullehrer
- Dreyer, Benedikt, deutscher Bildschnitzer und Maler
- Dreyer, Björn (* 1977), deutscher Fußballspieler
- Dreyer, Björn (* 1989), deutscher Fußballspieler
- Dreyer, Boris (* 1967), deutscher Althistoriker
- Dreyer, Brigitte (* 1946), deutsche Politikerin (CDU)
- Dreyer, Carl (1796–1886), badischer Generalleutnant
- Dreyer, Carl Henrich (1723–1802), deutscher Rechtswissenschaftler und Lübecker Politiker
- Dreyer, Carl Theodor (1889–1968), dänischer FilmregisseurCarl Theodor Dreyer (1889–1968)

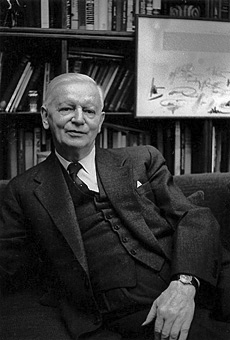
Carl Theodor Dreyer (1889–1968)

- Dreyer, Christoph (* 1966), deutscher Politiker (CDU), MdL
- Dreyer, Clemens (* 1958), deutscher Musiker und Publizist
- Dreyer, Colomban-Marie (1866–1944), französischer Ordensgeistlicher, römisch-katholischer Erzbischof und Diplomat des Heiligen Stuhles
- Dreyer, Cord (* 1962), deutscher Journalist
- Dreyer, David (1942–2014), US-amerikanischer Schauspieler
- Dreyer, Desmond (1910–2003), britischer Admiral
- Dreyer, Dieter (* 1940), deutscher Politiker (CDU) und MdHB
- Dreyer, Dietrich W. (1887–1961), deutscher Schiffsingenieur und Dokumentarfilmer
- Dreyer, Domenico Maria (1700–1735), italienischer Komponist
- Dreyer, Ernst (1816–1899), deutscher Schiffbaumeister und Reeder
- Dreyer, Ernst-Jürgen (1934–2011), deutscher Schriftsteller, Dramatiker, Übersetzer und Musikwissenschaftler
- Dreyer, Felix, Lichtdesigner
- Dreyer, Frank (* 1973), deutscher Skatspieler
- Dreyer, Frederic Charles (1878–1956), britischer Admiral
- Dreyer, Frederik (1814–1898), dänischer Generalleutnant und Minister
- Dreyer, Friedrich (1822–1902), deutscher Hof-Uhrmacher
- Dreyer, Friedrich, deutscher Geschütz-, Messing- und Glockengießer
- Dreyer, Friedrich Adolph (1780–1850), deutscher Maler und Lithograf
- Dreyer, Georg (1847–1903), deutscher Färber, Unternehmer und Bürgervorsteher
- Dreyer, Georges (1873–1934), dänischer Arzt und Wissenschaftler
- Dreyer, Gerald (1929–1985), südafrikanischer Boxer im Leichtgewicht
- Dreyer, Gesine (* 1969), deutsche Harfenistin
- Dreyer, Günter (1887–1958), deutscher Buchverleger und Eishockeypionier
- Dreyer, Günter (1943–2019), deutscher Ägyptologe
- Dreyer, Gustav Wilhelm (1859–1911), deutscher Jurist und Politiker
- Dreyer, Hannes (* 1985), südafrikanischer Sprinter
- Dreyer, Hans (1572–1653), dänischer Hofschnitzer
- Dreyer, Hans Joachim (1914–1980), deutscher Informatiker
- Dreyer, Heinrich (1935–1994), deutscher Bundesbahnbeamter und Politiker (CDU), MdL
- Dreyer, Herbert (* 1901), deutscher Kunsthistoriker und Museumsdirektor
- Dreyer, Hildegard (1910–1998), deutsche Schauspielerin
- Dreyer, Horst (1928–2019), deutscher evangelischer Geistlicher
- Dreyer, Hugo (1910–1982), deutscher Politiker (GB/BHE, CDU), MdL
- Dreyer, Jakob (* 1981), deutscher Jazzmusiker (Bass, Komposition)
- Dreyer, Jenna (* 1986), südafrikanische Wasserspringerin
- Dreyer, Joachim Christian Daniel (1783–1875), deutscher Schiffsreeder und Kohlenimporteur
- Dreyer, Joachim Hinrich (1712–1749), deutscher Jurist und Ratssekretär der Hansestadt Lübeck
- Dreyer, Johan Ludvig Emil (1852–1926), dänischer Astronom
- Dreyer, Johann Heinrich (1670–1737), Kaufmann und Lübecker Bürgermeister
- Dreyer, Johann Konrad (1672–1742), deutscher Tenor und Kantor
- Dreyer, Johann Matthias (1717–1769), deutscher Schriftsteller, Journalist und diplomatischer Agent
- Dreyer, Johann Melchior (1747–1824), deutscher Komponist
- Dreyer, Johannes († 1544), deutscher Theologe und Reformator
- Dreyer, Joseph Maximilian, deutscher Politiker
- Dreyer, Karl Heinrich (1830–1900), deutscher Reichsgerichtsrat und Politiker, MdR
- Dreyer, Karl-Joachim (* 1942), deutscher Manager
- Dreyer, Klaus (1909–1999), israelischer Arbeitsmediziner
- Dreyer, Malu (* 1961), deutsche Politikerin (SPD), MdL, Ministerpräsidentin von Rheinland-PfalzMalu Dreyer (* 1961)

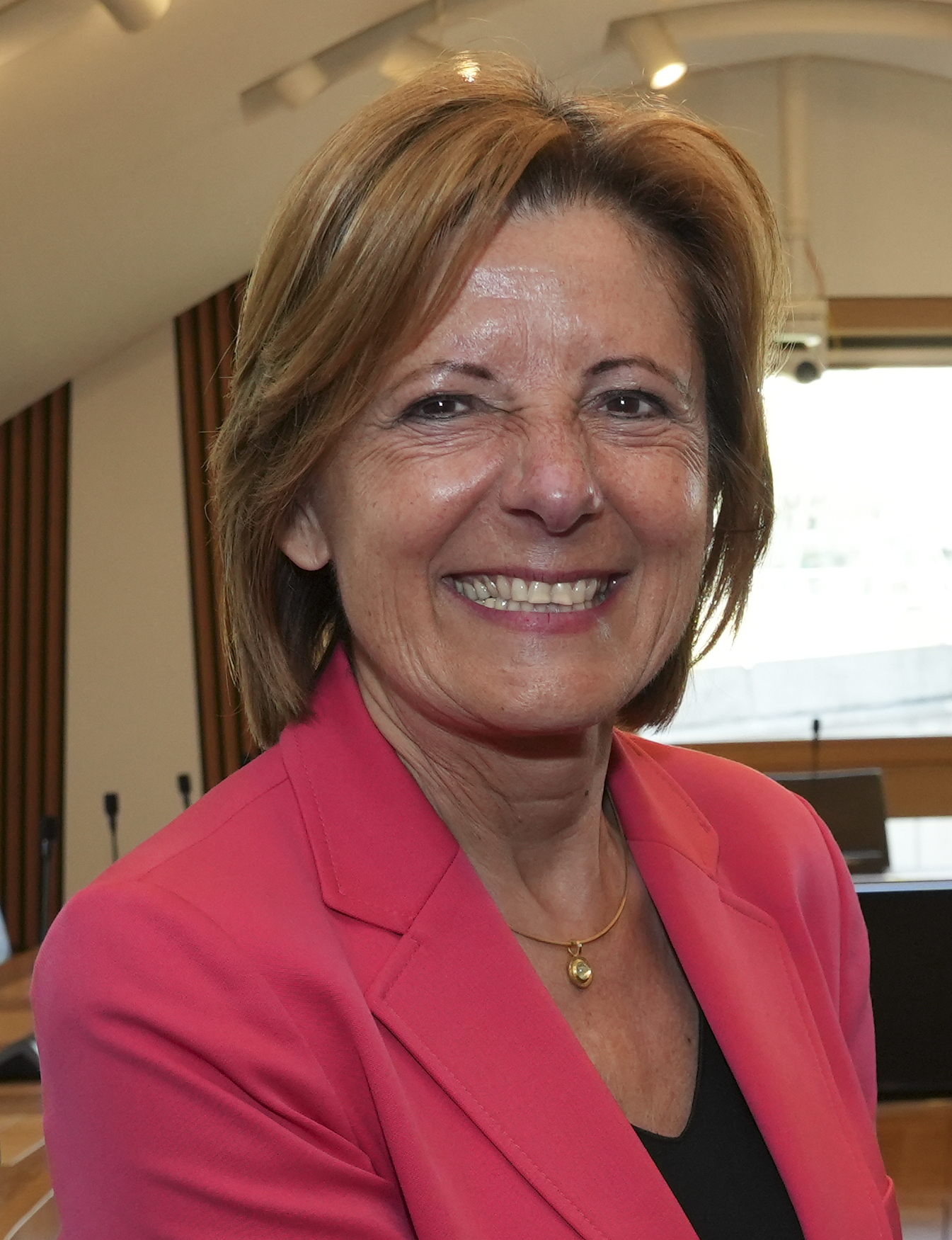
Malu Dreyer (* 1961)

- Dreyer, Manfred (* 1950), deutscher Internist und Diabetologe
- Dreyer, Martin (1748–1795), deutscher Benediktiner und Maler
- Dreyer, Martin (* 1965), deutscher evangelischer Pastor, Schriftsteller und Initiator der Volx-Bibel
- Dreyer, Matthieu (* 1989), französischer Fußballtorhüter
- Dreyer, Max (1862–1946), deutscher Schriftsteller und Dramatiker
- Dreyer, Mechthild (* 1955), deutsche Philosophin und Hochschullehrerin
- Dreyer, Michael (* 1953), deutscher Künstler und Gestalter
- Dreyer, Michael (* 1959), deutscher Politikwissenschaftler
- Dreyer, Michael (* 1970), deutscher Kulturmanager und Musikproduzent
- Dreyer, Nicolaus (1921–2003), deutscher Unternehmer und Politiker (FDP, CDU), MdL, MdB
- Dreyer, Otto (1837–1900), deutscher evangelischer Theologe
- Dreyer, Otto (1897–1972), Schweizer Architekt
- Dreyer, Otto (1903–1986), deutscher Politiker (NSDAP), MdR
- Dreyer, Pam (* 1981), US-amerikanische Eishockeytorhüterin
- Dreyer, Paul Uwe (1939–2008), deutscher Kunstpädagoge und Maler der Konkreten Kunst
- Dreyer, Rahel (* 1978), deutsche FrühkindpädagoginRahel Dreyer (* 1978)

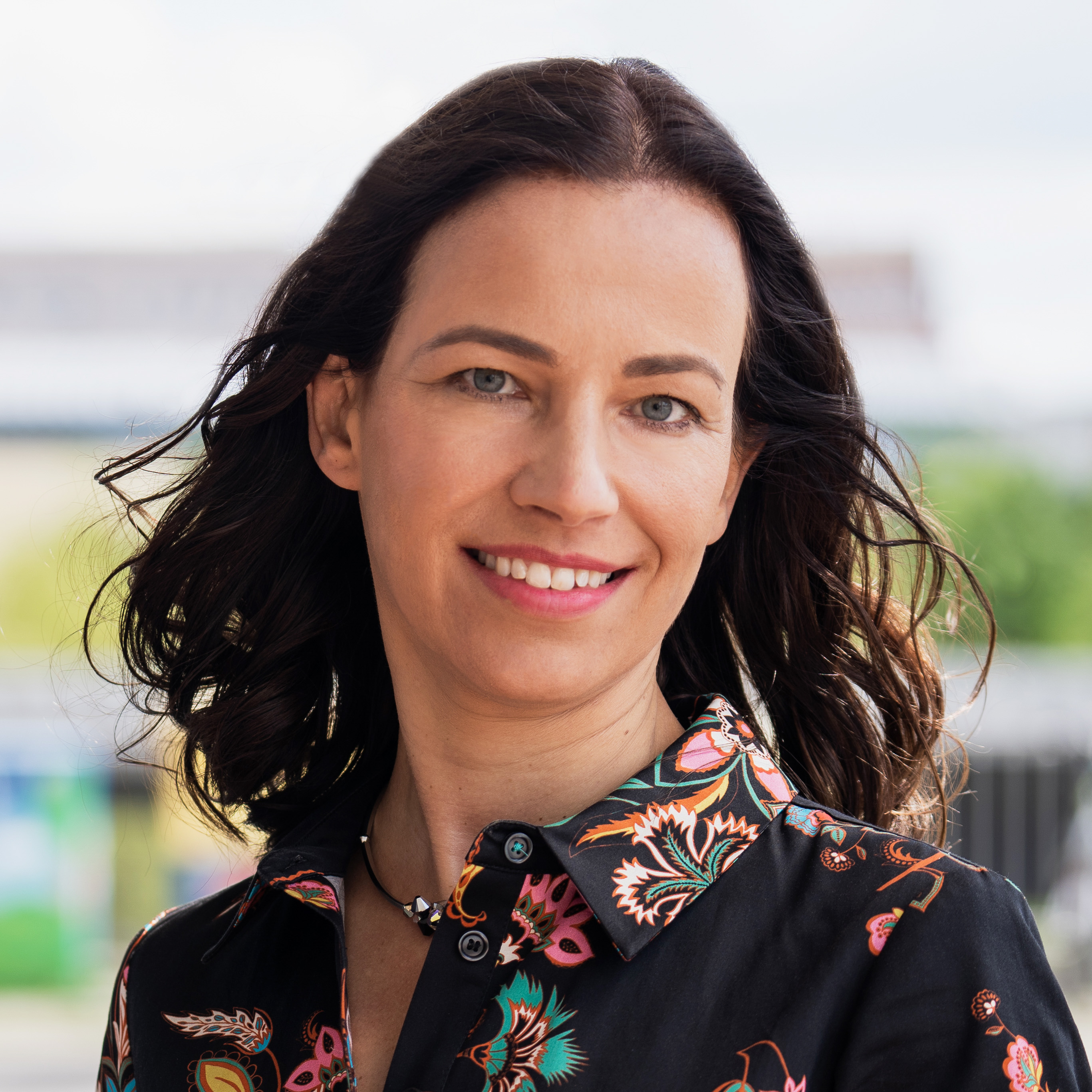
Rahel Dreyer (* 1978)

- Dreyer, Rolf (* 1948), deutscher Sachbuchautor
- Dreyer, Rudolf (1910–1998), deutscher Neurologe, klinischer Neurophysiologe und Epileptologe
- Dreyer, Sophia (* 1977), deutsche TV-Moderatorin (Lokalfernsehsender münchen.tv)
- Dreyer, Sven-André (* 1973), deutscher Schriftsteller, Journalist und Redakteur
- Dreyer, Uwe (* 1952), deutscher Fußballspieler
- Dreyer, Wilhelm (1891–1944), Rechtsanwalt und Opfer des Holocaust
- Dreyer, Wolfgang (1948–2021), deutscher Zoologe, Leiter des Zoologischen Museums Kiel (1988–2014)
- Dreyer-Eimbcke, Oswald (1923–2010), hanseatischer Unternehmer, Publizist, kartographischer Experte, Honorarkonsul
- Dreyer-Sachsenberg, Luise (1917–2001), deutsche Filmeditorin
- Dreyeva, Anna (* 1991), usbekische Sommerbiathletin
- Dreyfürst, Bruno (* 1976), elsässischer Theaterschauspieler
- Dreyfus, Alfred (1859–1935), französischer OffizierAlfred Dreyfus (1859–1935)

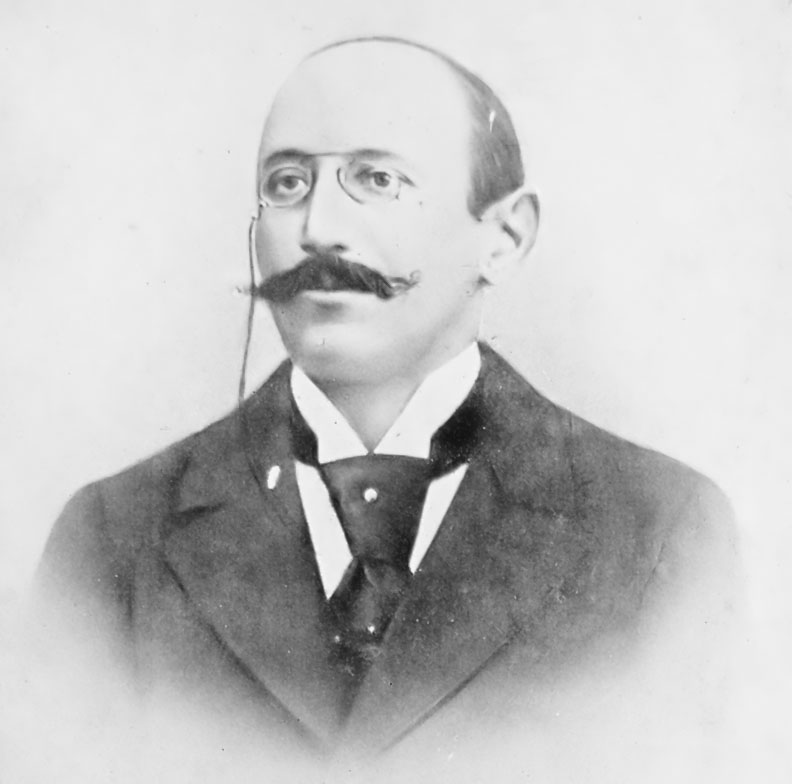
Alfred Dreyfus (1859–1935)

- Dreyfus, Dina (1911–1999), französische Philosophin und Ethnologin
- Dreyfus, Emile (1881–1965), Schweizer Unternehmer, Kunstsammler und Mäzen
- Dreyfus, Francis (1940–2010), französischer Musikproduzent
- Dreyfus, François-Georges (1928–2011), französischer Historiker, Autor und Hochschullehrer
- Dreyfus, Georg Ludwig (1879–1957), deutscher Arzt und Hochschullehrer
- Dreyfus, George (* 1928), deutsch-australischer Komponist
- Dreyfus, Hubert (1929–2017), US-amerikanischer Philosoph
- Dreyfus, Huguette (1928–2016), französische Cembalistin
- Dreyfus, Ivan (1884–1975), Schweizer Fussballspieler
- Dreyfus, James (* 1968), britischer Schauspieler
- Dreyfus, Jean-Claude (* 1946), französischer Schauspieler
- Dreyfus, Jean-Marc (* 1968), französischer Historiker
- Dreyfus, John G. (1918–2002), englischer Druckhistoriker und Typograph
- Dreyfus, Julie (* 1966), französische SchauspielerinJulie Dreyfus (* 1966)

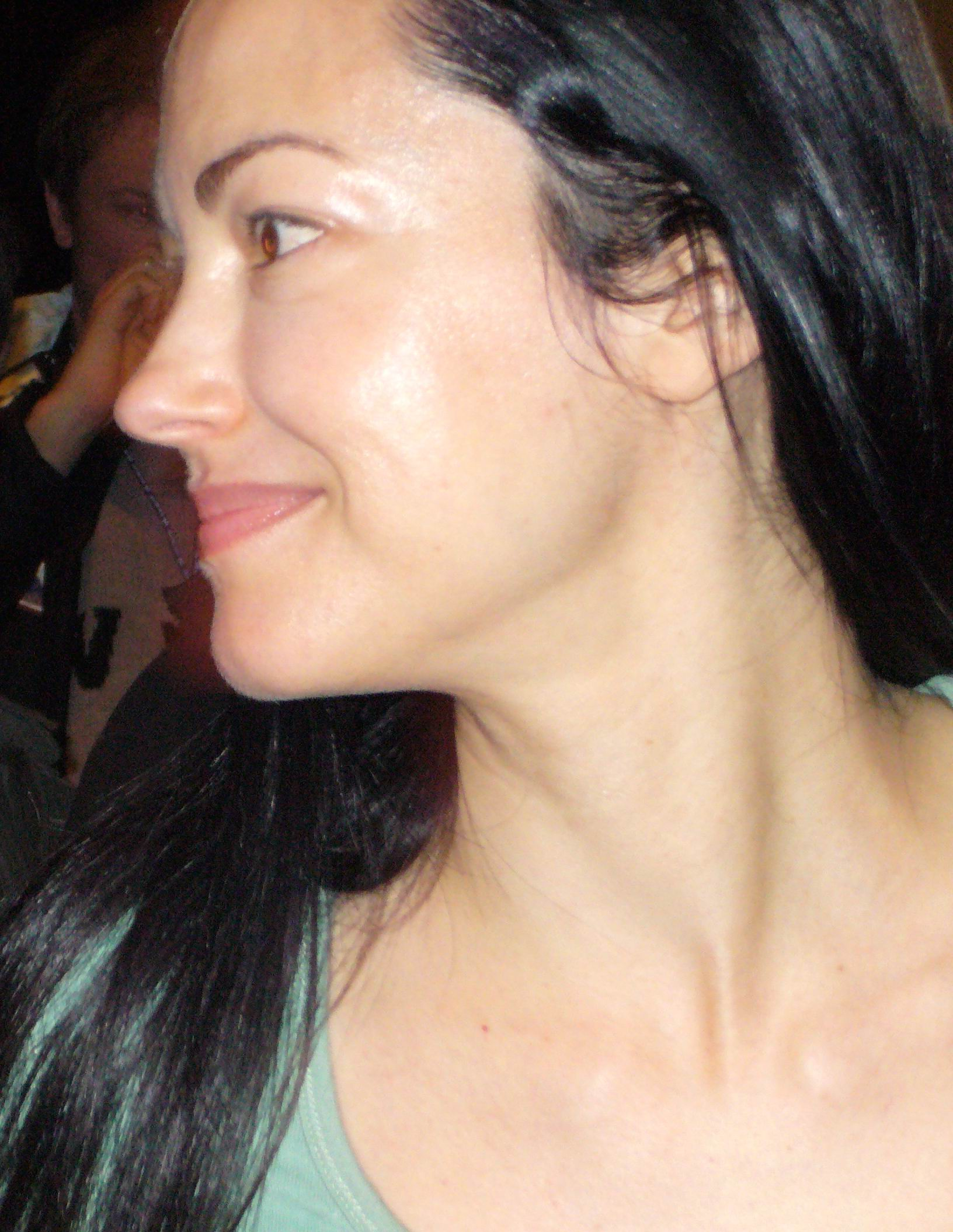
Julie Dreyfus (* 1966)

- Dreyfus, Lee S. (1926–2008), US-amerikanischer Politiker
- Dreyfus, Lucie (1869–1945), französische Ehefrau von Alfred Dreyfus
- Dreyfus, Markus G. (1812–1877), schweizerischer Lehrer und Publizist für die Gleichstellung der Juden
- Dreyfus, Mathieu (1857–1930), elsässischer und französischer Industrieller
- Dreyfus, Pierre (1907–1994), französischer Politiker und Industriemanager
- Dreyfus, René (1905–1993), französischer Rennfahrer
- Dreyfus, Suelette, australische Journalistin und Filmemacherin
- Dreyfus, Tommy, israelischer Mathematikpädagoge
- Dreyfus, Vital (1901–1942), französischer Arzt und Widerstandskämpfer
- Dreyfus, Willy (1885–1977), deutsch-schweizerischer Bankier
- Dreyfus, Yves (1931–2021), französischer Degenfechter
- Dreyfus-Barney, Hippolyte (1873–1928), erster französischer Bahai
- Dreyfus-de Gunzburg, Vera (1898–1972), Schweizer Flüchtlingshelferin, Frauenrechtlerin
- Dreyfuss, Barney (1865–1932), US-amerikanischer Unternehmer und Baseballpionier deutscher Herkunft
- Dreyfuss, Gertrud (1885–1968), deutsch-amerikanische Malerin
- Dreyfuss, Henry (1904–1972), amerikanischer Produktdesigner
- Dreyfuss, Lorin (1943–2021), US-amerikanischer Schauspieler, Drehbuchautor und Produzent
- Dreyfuss, Natalie (* 1987), US-amerikanische Schauspielerin
- Dreyfuss, Richard (* 1947), US-amerikanischer SchauspielerRichard Dreyfuss (* 1947)

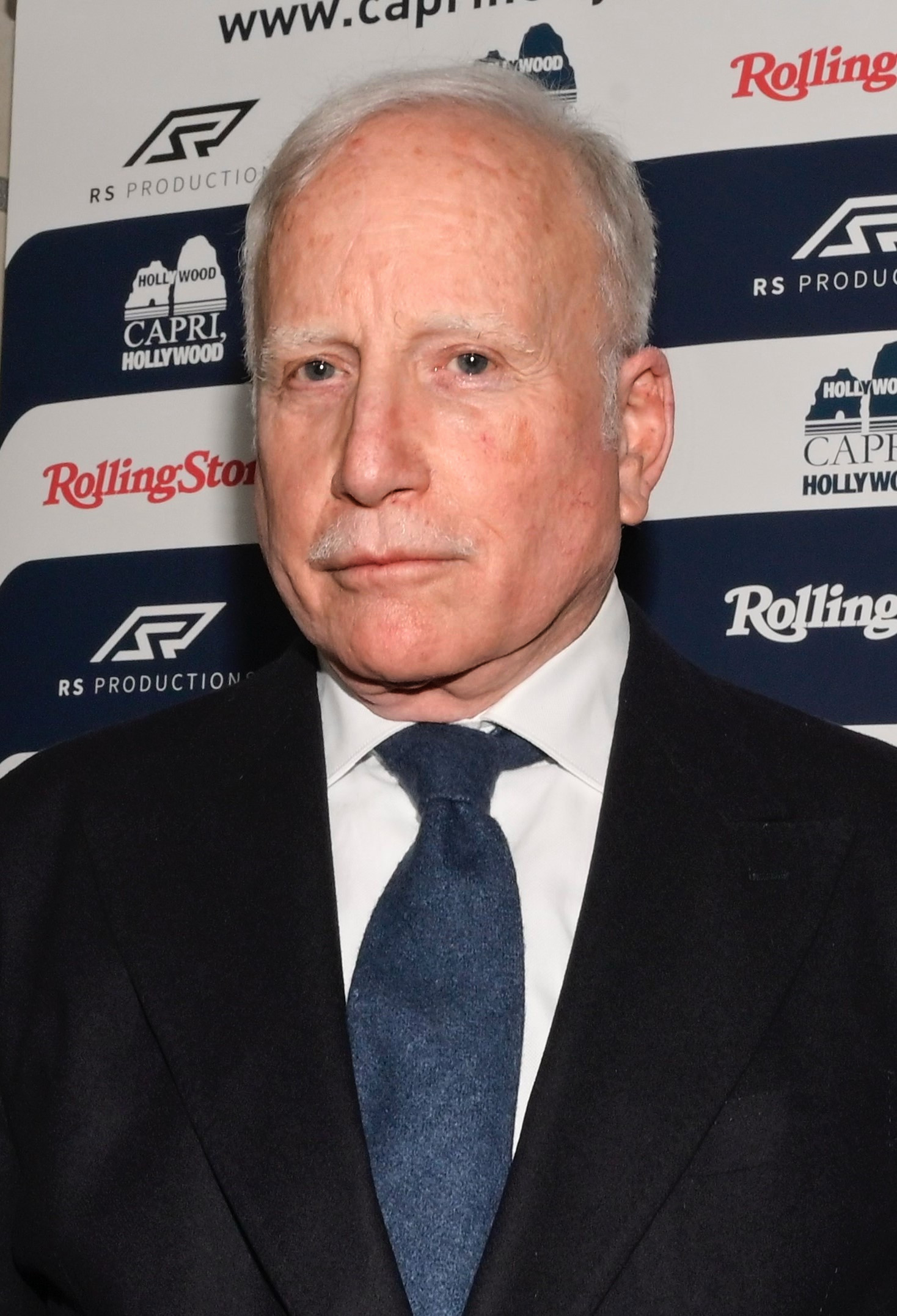
Richard Dreyfuss (* 1947)

- Dreyhaupt, Johann Christoph von (1699–1768), deutscher Jurist und Historiker
- Dreyhausen, Walter von (1913–1990), deutscher Schriftsteller und Steinkreuzforscher
- Dreyhorst, Josef (1845–1931), österreichischer Kaufmann und Politiker, Landtagsabgeordneter
- Dreykluft, Ernst (1898–1946), deutscher Verwaltungsjurist und Landrat
- Dreyling, Hans († 1573), Bergbaufachman
- Dreyling, Martin (* 1961), deutscher Hämatologe und Onkologe und Professor
- Dreymann, Bernhard (1788–1857), deutscher Orgelbauer
- Dreymann, Hermann (1824–1862), deutscher Orgelbauer
- Dreymon, Alexander (* 1983), deutscher Schauspieler
- Dreyschock, Alexander (1818–1869), böhmischer Klaviervirtuose und Komponist
- Dreyschock, Elisabeth (1834–1911), deutsche Sängerin und Gesangslehrerin
- Dreyschock, Felix (1860–1906), deutscher Pianist, Komponist und Musiklehrer
- Dreyschock, Raimund (1824–1869), deutsch-böhmischer Violinist und Komponist
- Dreyschütz, Johann (1880–1959), deutscher Lithograph und Maler
- Dreyse, Franz von (1854–1913), deutscher Verwaltungsbeamter und Landrat
- Dreyse, Friedrich (1874–1943), deutscher Bankkaufmann und Vizepräsident der Reichsbank
- Dreyse, Johann Nikolaus von (1787–1867), deutscher Konstrukteur und ErfinderJohann Nikolaus von Dreyse (1787–1867)

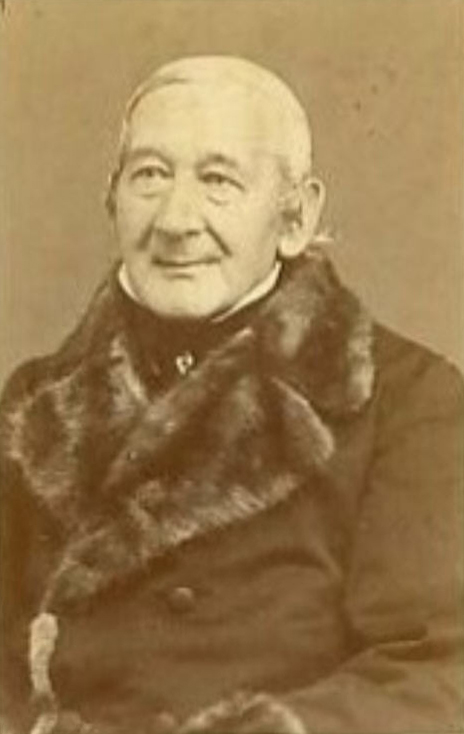
Johann Nikolaus von Dreyse (1787–1867)

- Dreysel, Dore (1904–1985), deutsche Schauspielerin, Sängerin, Synchronsprecherin und Autorin
- Dreysse, Wolfgang (* 1947), deutscher Bildhauer
- Dreyssig, Anton (1774–1815), deutscher Hoforganist und Chorleiter in Dresden
- Dreyßigmark, Philipp Ludwig (1676–1750), deutscher evangelischer Geistlicher
- Dreytwein, Dionysius (1498–1576), deutscher Kürschner und Autor

### Drez
- Drèze, Erwin (1960–2020), belgischer Comiczeichner
- Drèze, Jean (* 1959), indischer Entwicklungsökonom
- Drezet, Céline (* 1979), französische Biathletin
- Drezet, Daniel (* 1952), französischer Skilangläufer